# Spojené státy americké
Spojené státy americké (anglicky United States of America – zkráceně USA), zkráceným názvem Spojené státy (anglicky United States – zkráceně US), jsou demokratická federativní prezidentská republika v Severní Americe, rozkládající se mezi Atlantským oceánem na východě a Tichým oceánem na západě. Na severu sousedí s Kanadou a na jihu s Mexikem. Díky státu Aljaška sahá území Spojených států amerických i k břehům Severního ledového oceánu (Beringova úžina je dělí od asijského území Ruska), zahrnuje také některé tichomořské ostrovy (zejména Havaj). Spojené státy se skládají z 50 států, jednoho federálního území s hlavním městem a sídlem prezidenta, Kongresu a Nejvyššího soudu (District of Columbia), šesti závislých území (Portoriko, Severní Mariany, Guam, Americké Panenské ostrovy, Americká Samoa a atol Palmyra) a deseti malých ostrovů či útesů.
S rozlohou 9,8 milionu kilometrů čtverečních jsou Spojené státy třetí největší zemí na světě (po Rusku a Kanadě). S více než 340 miliony obyvatel jsou třetí nejlidnatější zemí planety (po Číně a Indii). Populace je tradičně koncentrována na obou pobřežích, na východním leží největší město Spojených států New York, na západním pobřeží druhé největší město Los Angeles. Hlavním městem je Washington. Východní část země je hustěji osídlena než západní.
Podle nominálního HDP jsou Spojené státy největší světovou ekonomikou, podle HDP v paritě kupní síly druhou největší (po Číně). Jejich ekonomický výkon představuje přibližně čtvrtinu celosvětového HDP. Jsou největším světovým dovozcem a druhým největším vývozcem. Staly se symbolem a průkopníkem ekonomiky založené na volném trhu, v mnohém v tom inspirovaly Evropu nebo Čínu. Oproti Evropě ovšem vykazují menší míru přerozdělování bohatství a větší ekonomické rozdíly mezi lidmi. V nominálním HDP na obyvatele jsou na osmém místě na světě, v HDP v paritě kupní síly na hlavu na dvanáctém, v indexu lidského rozvoje na třináctém. Americká měna, dolar, je hlavní rezervní měnou světa. Americký průmysl a obchod dosáhl vynikajících výsledků a dobyl trhy po celém světě (Ford, Coca-Cola, Boeing, JP Morgan, Exxon, Johnson & Johnson, Walmart, Amazon, Apple, Microsoft, Google, Facebook).
Podle většiny kritérií jsou vojensky nejmocnější zemí světa. Čtyřicet procent vojenských výdajů na světě připadá právě na USA. Jsou jadernou velmocí a jedinou zemí, která jadernou zbraň použila ve vojenské operaci. Jsou jedním z pěti stálých členů Rady bezpečnosti OSN. Geopoliticky jsou hodnoceny jako supervelmoc, přičemž tento statut získaly především po roce 1945, po svém vítězství ve druhé světové válce. Po konci studené války (1989) se dokonce hovořilo o tom, že jsou supervelmocí jedinou, což se dnes snaží změnit zejména Čína a Rusko. Specifické jsou vztahy Spojených států s Evropou a zejména Spojeným královstvím, neboť to byly evropské velmoci, které severní Ameriku kolonizovaly, aby pak čelily vzpouře místních kolonistů a hnutí za nezávislost, přičemž střet s Brity byl rozhodující (nezávislost na Británii Američané vyhlásili roku 1776). Vzhledem k prosazení se angličtiny jako hlavního a úředního jazyka USA však specifická vazba mezi Spojenými státy a Británií (a stejně tak dalšími anglicky mluvícími zeměmi Commonwealthu, jako je Kanada či Austrálie) přetrvává. Vazba se západní kontinentální Evropou byla dána imigračními vlnami v 19. století (zejména z Německa a Itálie), posílena byla po americkém osvobození této části Evropy od nacismu v roce 1945. Spojené státy se pak, mj. prostřednictvím vojenské organizace NATO, staly garantem bezpečnosti této části Evropy. Po pádu komunismu ve střední a východní Evropě se vytvořily podobně úzké spojenecké vazby i zde, klíčovým spojencem je pro Američany zejména Polsko. Jako supervelmoc se však USA snaží budovat spojenecké vazby ve všech regionech světa, na Blízkém východě patří ke klíčovým spojencům Izrael a Saúdská Arábie, v Asii Japonsko a Jižní Korea, v jižní Americe Kolumbie.
Americká kultura, zejména pak pop-kultura, získala globální vliv (Hollywood, Disney, jazz, rock n roll, rap, televizní seriály), stejně jako americký životní styl (automobilismus, fast food), a to až takový, že se mimo USA začalo hovořit o americkém kulturním imperialismu či amerikanizaci života. Výborných výsledků dosahuje americká věda a školství (systém univerzit s Harvardem v čele, vynález atomové bomby, internetu, přistání na Měsíci).

## Etymologie

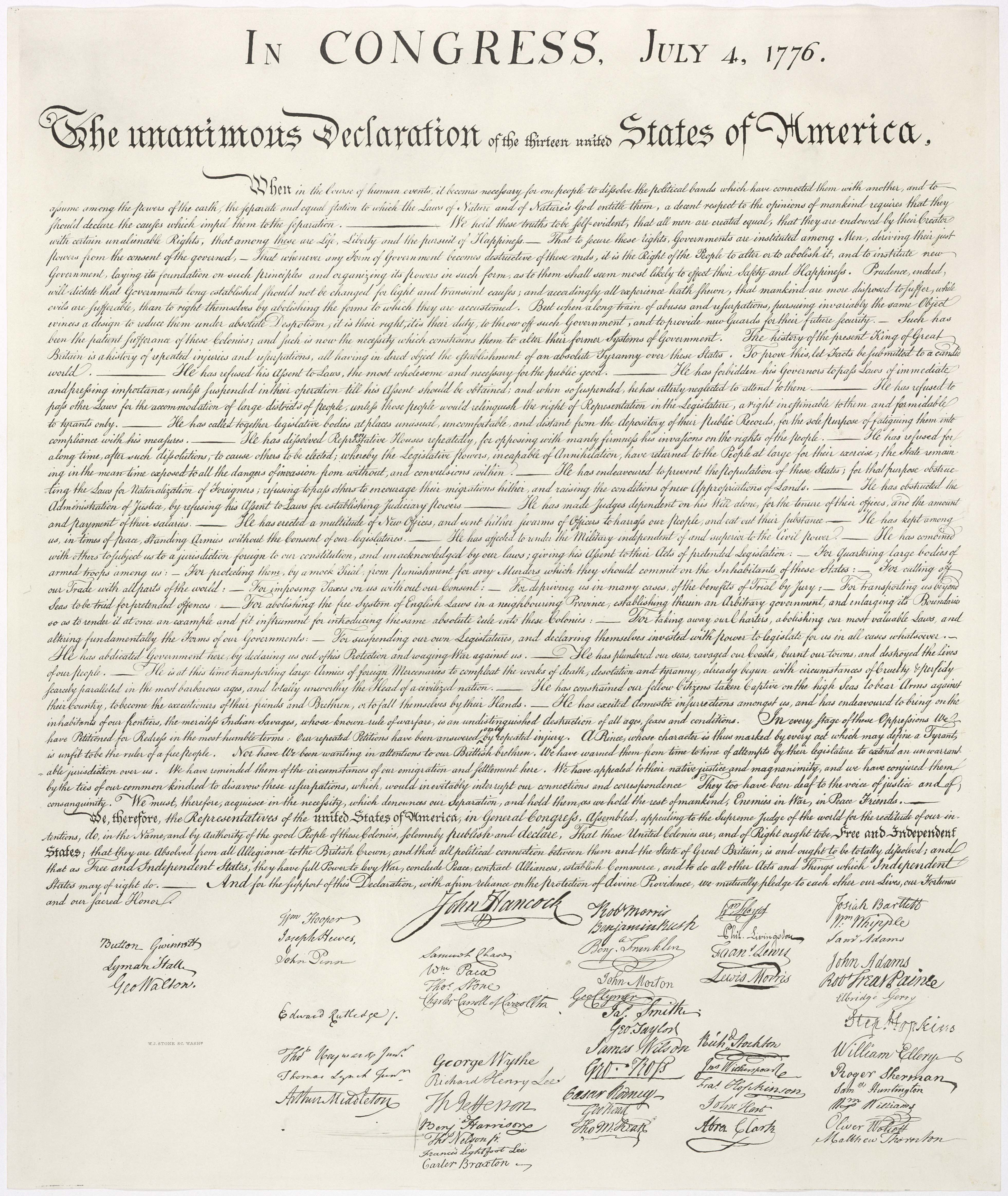
Deklarace nezávislosti

Původ pojmu Amerika je znám: V roce 1507 vyrobil německý kartograf Martin Waldseemüller mapu světa, na níž na počest italského objevitele a kartografa Ameriga Vespucciho (latinsky Americus Vespucius) označil země západní polokoule „Amerika“. Zvolil Vespucciho a nikoli Kryštofa Kolumba, který doplul k americkým břehům dříve, neboť Vespucci si na rozdíl od Kolumba uvědomil, že je na novém kontinentě, kdežto Kolumbus se domníval, že dorazil do Asie. Sám Vespucci nazýval nový kontinent „Nový svět“.
První užití pojmu “Spojené státy americké” je doloženo v dopise z 2. ledna 1776, který napsal irský generál americké revoluční armády Stephen Moylan asistentovi George Washingtona Josephu Reedovi. Ve veřejném textu se pojem prvně objevil v anonymní eseji v novinách The Virginia Gazette, jež vycházely ve Williamsburgu. Článek vyšel 6. dubna 1776. V právně závazném textu se název objevil v druhém návrhu Článků konfederace a trvalé unie, který připravil John Dickinson. Návrh vyhotovil k 17. červnu 1776 a uvádělo se v něm: “Jméno této konfederace je Spojené státy americké“. V červnu 1776 také Thomas Jefferson napsal pojem “Spojené státy americké” velkými písmeny do nadpisu originálního hrubého návrhu Deklarace nezávislosti.
Běžně se užívá též krátká verze názvu „Spojené státy“, anglická zkratka „USA“ v anglické i české výslovnosti (logický český ekvivalent SSA proti tomu zaveden není) či pojem „Amerika“. V 18. století se užívalo též pojmu „Columbia“, který odkazoval k objeviteli kontinentu Kryštofu Kolumbovi. Tento pojem, spíše literární, časem vymizel, ale je zachován v označení federálního území (de facto hlavního města) „District of Columbia“.
V angličtině se pojem United States nejprve užíval v množném čísle („United States are…“). Po občanské válce se začal používat v čísle jednotném („United States is…“), aby bylo zdůrazněno, že jde o nerozbornou jednotku. V češtině se ale tato verze neprosadila a užívá se nadále plurál („Spojené státy jsou…“).
U přídavného jména „americký“ převážil v češtině význam „vztahující se ke Spojeným státům“, ačkoli pojem může značit i „vztahující se k celému americkému kontinentu“ (tedy severní i jižní Americe). Druhý význam je však typický jen pro odbornější geografické, geologické či jiné přírodovědné publikace. V běžné řeči a publicistice převažuje význam prvý. Ještě více pak u pojmu Američan, kterým je prakticky vždy míněn „občan Spojených států amerických“. Stejné je to v angličtině u pojmu „American“. Američané jím označují jak „občana USA“, tak „příslušníka amerického národa“, neboť v tom ve Spojených státech prakticky není rozdíl, vzhledem k americké politické (státní) koncepci národa. V Evropě převažuje pojetí národa kulturní (jazyk, kultura) či etnické (společný původ). V USA také pojem „nation“ prakticky splývá s pojmem „stát“ či „lid státu“. Pro pojem národ v evropském smyslu se užívá spíše pojem „ethnicity“.

## Dějiny

### Původní osídlení

Pravděpodobné rozšíření homo sapiens po planetě

Původní obyvatelstvo, tj. Indiáni a Eskymáci, osídlilo americký kontinent pravděpodobně z Asie. Tradiční odhad příchodu tzv. paleoindiánů přes zamrzlou Beringovu úžinu je zhruba 12 000–11 000 let př. n. l., některé novější výzkumy počítají i s časnějším osídlením, a to po moři (viz též solutréenská hypotéza). Kolonisté ze Sibiře postupovali ze severu na jih podél pobřeží Tichého oceánu a patrně takto osídlili nakonec i jižní Ameriku. Jejich kultura je nazývána kultura Clovis, pozůstatky po ní byly nalezeny zejména v dnešním Novém Mexiku, Texasu, Virginii či Pensylvánii, ale také v Chile. Clovis byla dlouho považována za nejstarší domorodou kulturu obou Amerik a prapředka všech kultur pozdějších, množí se ale důkazy i o některých starších kulturách.

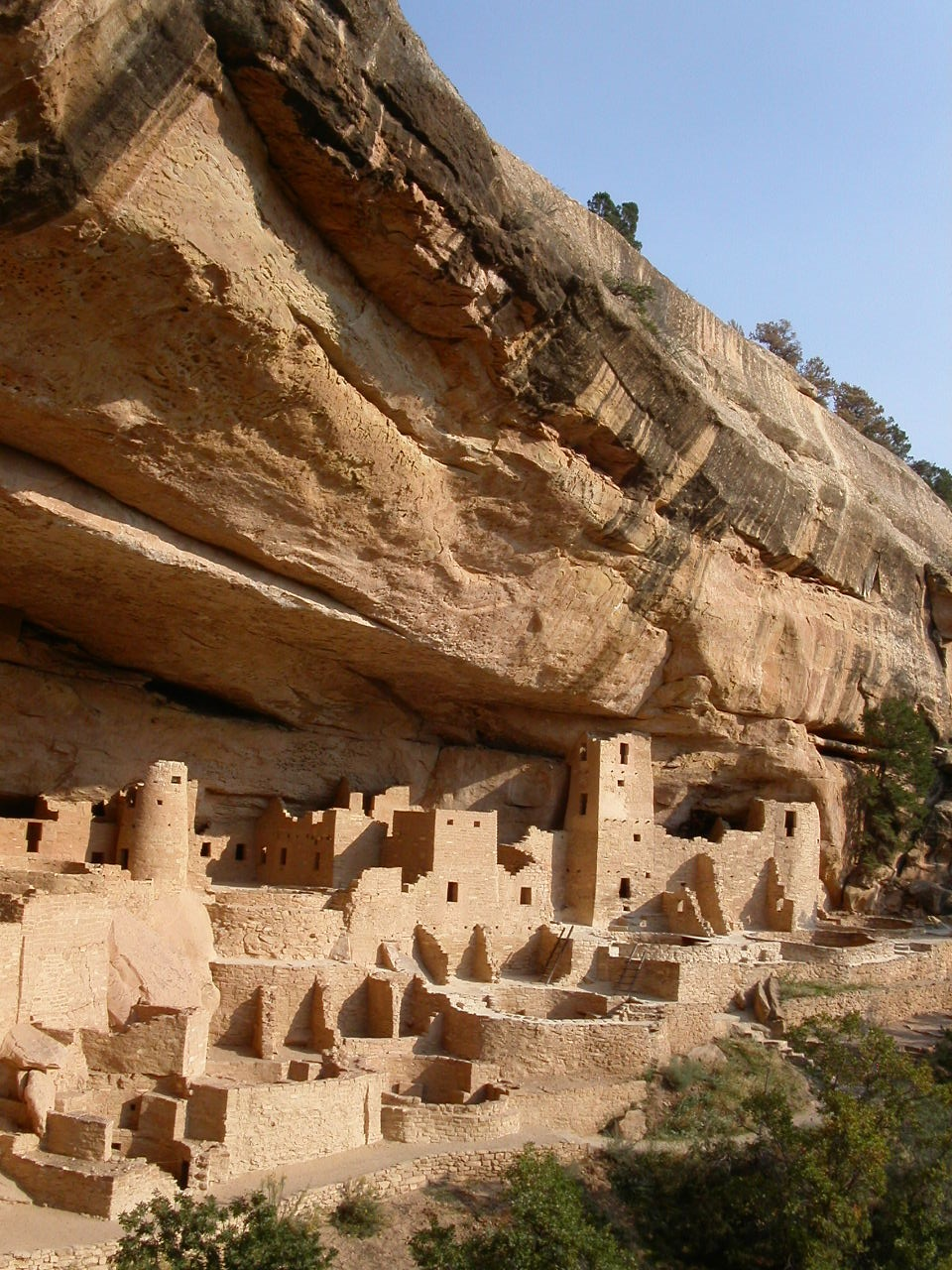
Skalní obydlí v Mesa Verde

Z pozdějších předkolumbovských komunit byla nejvýznamnější Mississippská kultura, která kulminovala v období mezi léty 800–1600, s centrem v Cahokii, nedaleko dnešního St. Louis, kde bylo nalezeno osmdesát mohyl, z nichž největší je Monks Mound, s rozlohou pět hektarů. Odhaduje se, že zde žilo 30 000 obyvatel. Doloženo bylo vyspělé zemědělství se zásadní rolí kukuřice, ptačí kult a lidské oběti. Třetí nejvýznamnější předkolumbovskou kulturu vytvořili Anasaziové v oblasti dnešního Nového Mexika, Arizony, Colorada a Utahu. Stavěli sídla zvaná pueblo, nejslavnější z nich se nachází v Mesa Verde. Pozoruhodná kultura se nacházela rovněž v Louisianě, v archeologické lokalitě Poverty Point. Na severu Spojených států byla nejvýznamnějším útvarem Irokézká liga, která však zažívala svůj vrchol až po příchodu Evropanů a sehrávala svou roli ještě v britsko-amerických konfliktech. O velikosti americké populace před příchodem Evropanů se vedou spory a odhady se značně rozcházejí, od 500 000 lidí až k 9 milionům.
Pro současnou evropskou civilizaci byl tzv. Nový svět objeven výpravou Kryštofa Kolumba roku 1492, i když již předtím, okolo roku 1000, přistáli u břehů Ameriky Vikingové vedeni Leifem Erikssonem (viz též Vinland).

### Koloniální období

Evropské kolonie před francouzsko-indiánskou válkou v polovině 18. století

V dalších stoletích se Severní Amerika stala cílem kolonizačních snah Španělska (Mexiko, Florida, území západně od Mississippi), Nizozemska (část východního pobřeží), Francie (Kanada, povodí Mississippi) a v malé míře i Švédska (Nové Švédsko). Pro historii budoucích Spojených států měla největší význam anglická kolonizace atlantského pobřeží. Od roku 1664 se Anglie a později Království Velké Británie postupně zmocnily nizozemských a části francouzských osad v Severní Americe a do roku 1773 vytvořily na pobřeží 13 kolonií (Massachusetts, New Jersey, New York, Rhode Island, Connecticut, New Hampshire, Pennsylvania, Delaware, Virginia, Maryland, North Carolina, South Carolina, Georgia). Ty se staly základem budoucích USA.

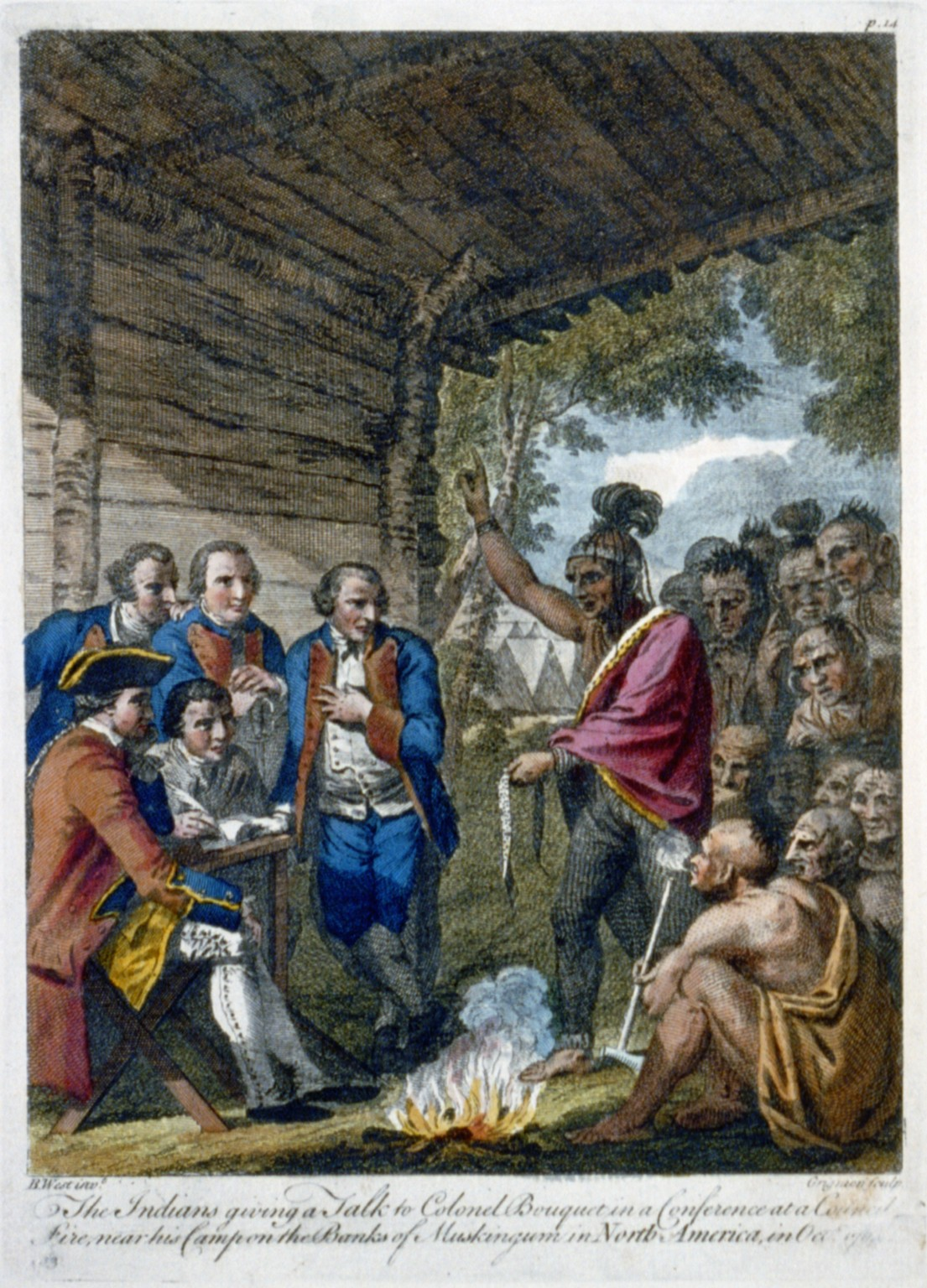
Setkání Evropanů s původními Američany, 1764

Přestože evropské mocnosti, které kolonizovaly sever amerického kontinentu, zdůrazňovaly, že jejich postup není kořistnický jako postup Španělů a Portugalců v jižní Americe, evropská kolonizace znamenala i zde pro původní obyvatele katastrofu. Nové zavlečené nemoci jako neštovice, chřipka a spalničky zredukovaly jejich populaci místy až o 90 % a zcela zničily jejich sociální struktury. Ale již při této kolonizaci se rodil i nový svobodný duch budoucího státu, neboť řada z prvních osadníků byli Evropané, kteří odcházeli ze starého kontinentu kvůli náboženskému útlaku a věřili, že v novém světě naleznou útočiště. Náboženská svoboda a tolerance se tak stala jedním z klíčových témat při formování novodobé severoamerické kultury. Amerika díky tomu též nekopírovala evropské sekularizační trendy a modernismus zde byl prosazován naopak v součinnosti s vírou, která získala specifický, naléhavý, osobní charakter (viz První velké probuzení), zejména mezi protestanty, kteří nakonec mezi osadníky převážili. Specifický americký přístup k náboženskému prožitku se v kultuře a politice USA projevuje dodnes (viz americký evangelikalismus). Typickým rysem prvních osadnických kultur byl rovněž důraz na samosprávu a konstitucionalismus, tedy práva zaručená základními zákony.
Kolem roku 1770 dosáhla populace ve třinácti britských koloniích 2,1 milionu obyvatel, což představovalo třetinu populace tehdejší Británie. Tradiční důraz na samosprávnost, rostoucí ekonomická síla i populace a koroze idejí monarchismu u klíčových myslitelů (John Adams, Thomas Paine, James Madison) předurčily střet mezi kolonií a kolonizačním centrem v Evropě.

### Vznik Spojených států amerických a jejich expanze

Deklarace americké nezávislosti

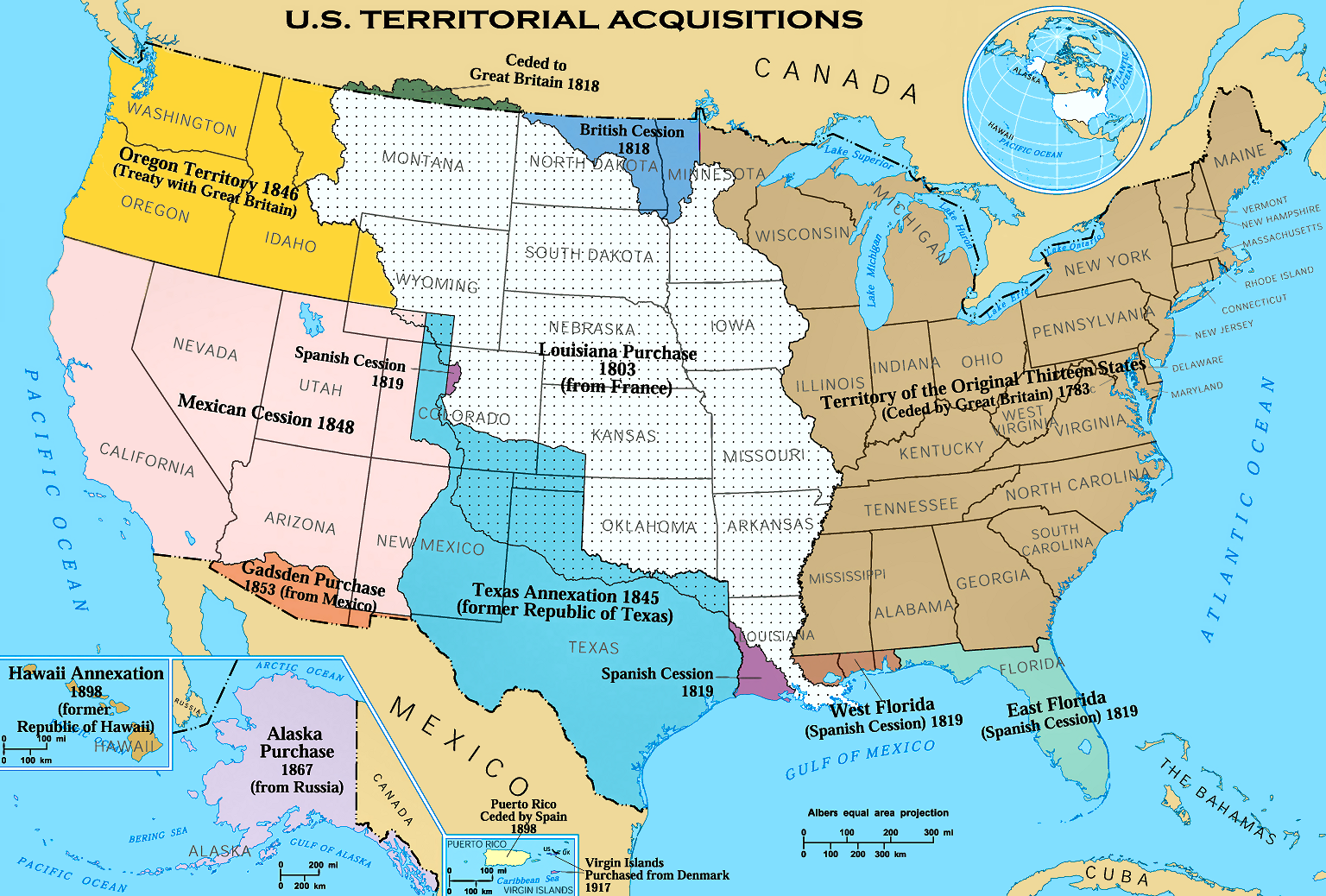
Mapa expanze Spojených států v 18. a 19. století

Mapa ukazující přistoupení jednotlivých států k unii od 18. století

Bezohledné zásahy mateřské země do poměrů v koloniích vyvolaly protibritskou opozici. Pověstným incidentem se stalo zvláště tzv. Bostonské pití čaje roku 1773. Napětí vyvrcholilo v roce 1775 vypuknutím otevřené války mezi koloniemi a Velkou Británií. 4. července 1776 vydal druhý Kontinentální kongres Deklaraci nezávislosti, která vyhlašovala vznik Spojených států amerických. Podle Článků Konfederace z roku 1781 si každý ze států Unie zachoval samostatnou vnitřní a ekonomickou politiku. Válka za nezávislost skončila roku 1783 britským uznáním nového státu. Roku 1787 byl konfederativní charakter Spojených států nahrazen systémem federativním, roku 1789 byl schválen tzv. Bill of Rights – listina práv, prvních 10 dodatků ústavy - jehož ratifikace byla ukončena v roce 1791. Roku 1789 byl prvním prezidentem Spojených států zvolen George Washington, který dovedl povstaleckou armádu k vítězství nad Brity.
Od konce 18. století pak začala územní expanze Spojených států směrem na západ a na jih. Postupně byly do Unie přijaty další státy: Vermont (1791), Kentucky (1792), Tennessee (1796) a Ohio (1803). Roku 1803 byla od Francie odkoupena Louisiana (viz Koupě Louisiany), jejíž malá část byla přijata do Unie jako stejnojmenný stát roku 1812. Pokračující spory v oblasti námořního obchodu a rozdělení sfér vlivu na severoamerickém kontinentu mezi Spojenými státy a Spojeným královstvím vedly k britsko-americké válce, jež je někdy nazývána druhou válkou za nezávislost a trvala mezi lety 1812 a 1814. Spojené státy válku vyhlásily v přesvědčení, že budou moci využít zaneprázdněnosti Spojeného království, které zaměstnávala válka s Napoleonem, a zabrat zbytek britského panství v Severní Americe. Neuspěly však; jejich vpád do Kanady skončil debaklem a Spojené království postupně začalo na americký kontinent přesouvat další síly. Britové ovšem o tuto válku nestáli a nehodlali investovat prostředky do tak nejistého podniku, jakým by byl pokus o znovudobytí Severní Ameriky, a obě strany se tedy dohodly na návratu ke statu quo ante doplněném dohodami řešícími největší kontroverze.
Obnovení předválečného stavu fakticky posílilo postaveni USA a nakrátko zapříčinilo faktickou vládu jedné strany (dnes označována jako demokraté-republikáni). Toto období je někdy nazýváno era of good feelings neboli érou dobré shody. Z jednotlivých teritorií byly postupně vytvářeny další státy: Indiana (1816), Mississippi (1817), Illinois (1818), Alabama (1819), Maine (1820) a Missouri (1821). Roku 1819 získaly USA od Španělska Floridu (stát od 1845). Roku 1845 byl anektován Texas a po americko-mexické válce z let 1846–1848 Alta California a Santa Fe de Nuevo México (Kalifornie jako stát od 1850). Do počátku 60. let byly do Unie přijaty další státy: Arkansas (1836), Michigan (1837), Iowa (1846), Wisconsin (1848), Minnesota (1858) a Oregon (1859).

### Americká občanská válka

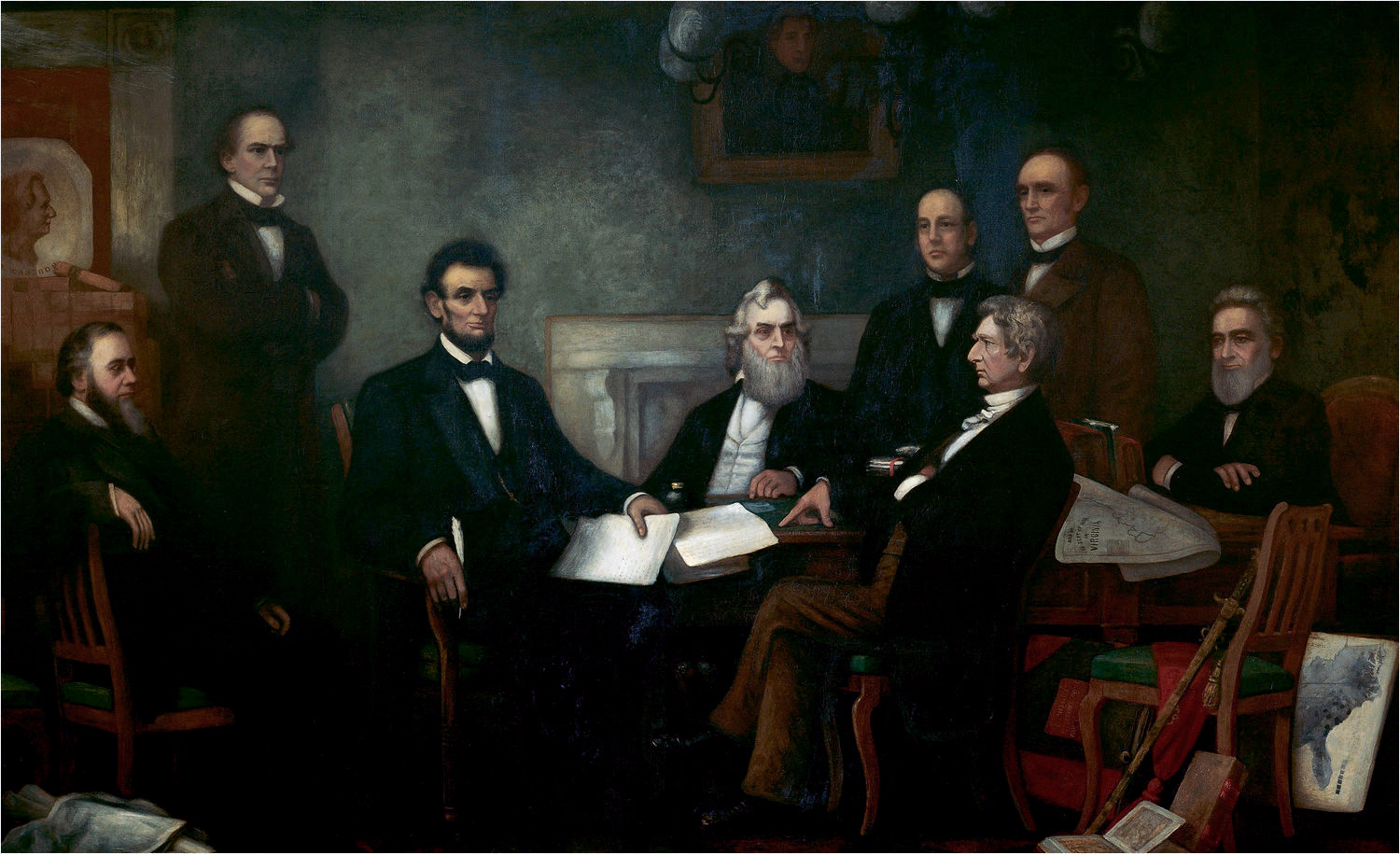
Abraham Lincoln čte před členy své vlády Proklamaci o zrušení otroctví.

V 19. století začaly narůstat rozpory mezi americkým severem a jihem. Sever byl lidnatý (19 milionů obyvatel), industriální a odmítal otroctví. Jih byl méně osídlený (8 milionů obyvatel z toho polovina byli černí otroci), zemědělský (zejména plantáže bavlny) a žil z otroctví. Hnutí, založené na protestantské teologii, které otroctví odmítalo, se nazývalo abolicionismus. Pozvolna se na severu otázka otroctví ovšem začala politizovat. Odpůrci otroctví založili i novou Republikánskou stranu. Její ústřední osobností se stal Abraham Lincoln. Když byl roku 1860 zvolen prezidentem, došlo k secesi (odtržení) jedenácti jižních států (Jižní Karolíny, Mississippi, Floridy, Alabamy, Georgie, Louisiany, Texasu, Virginie, Arkansasu, Severní Karolíny a Tennessee), které vyhlásily Konfederované státy americké.

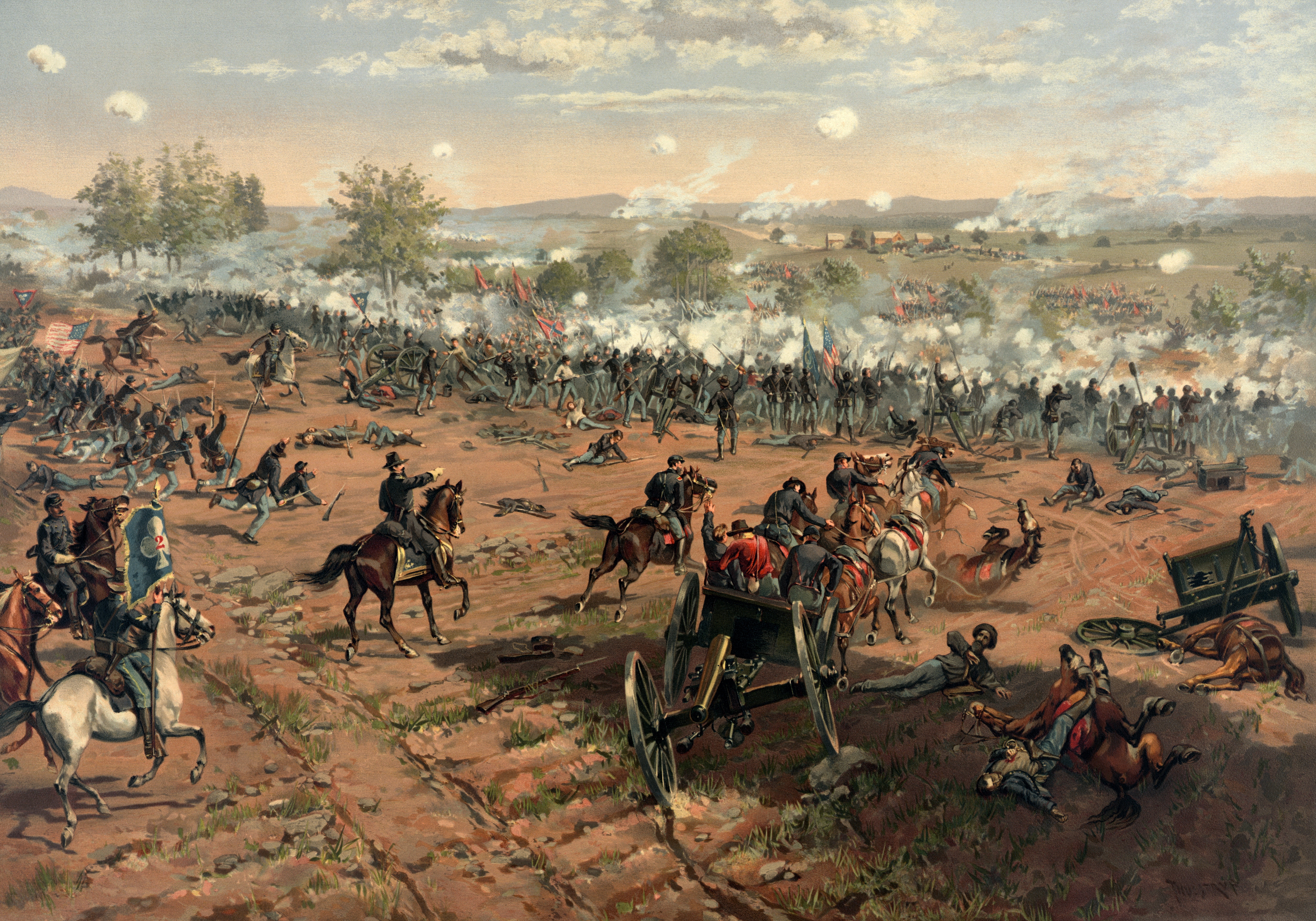
Bitva u Gettysburgu

To nakonec vedlo k občanské válce (známé též jako válka Severu proti Jihu). Ta začala 12. dubna 1861 útokem konfederačních jednotek na americkou pevnost Fort Sumter v Jižní Karolíně. Zpočátku dosáhly jižní jednotky solidních úspěchů díky zkušenosti svého velitele Roberta Edwarda Leea, jeho vojska však byla roku 1863 poražena v klíčové bitvě u Gettysburgu. Armádu Unie, tedy Severu, nakonec přivedl k vítězství Ulysses S. Grant (budoucí prezident, v letech 1869–1877). Válka trvala do roku 1865. Po vítězství Severu musely všechny jižní státy ratifikovat třináctý dodatek ústavy, který otroctví zakazoval. Vítězství to však nebylo zdaleka definitivní. Nejenže byl Lincoln zavražděn, ale k moci se na jihu dostala frakce Demokratické strany zvaná Redeemers, která hlásala nadřazenost bělochů a zavedla rasovou segregaci (tzv. Zákony Jima Crowa). (O odstranění jejích posledních zbytků se vedl tuhý politický boj až do 60. let 20. století). Válka nicméně znatelně posílila federální moc a umožnila další expanzi.

### Posilování velmocenského postavení

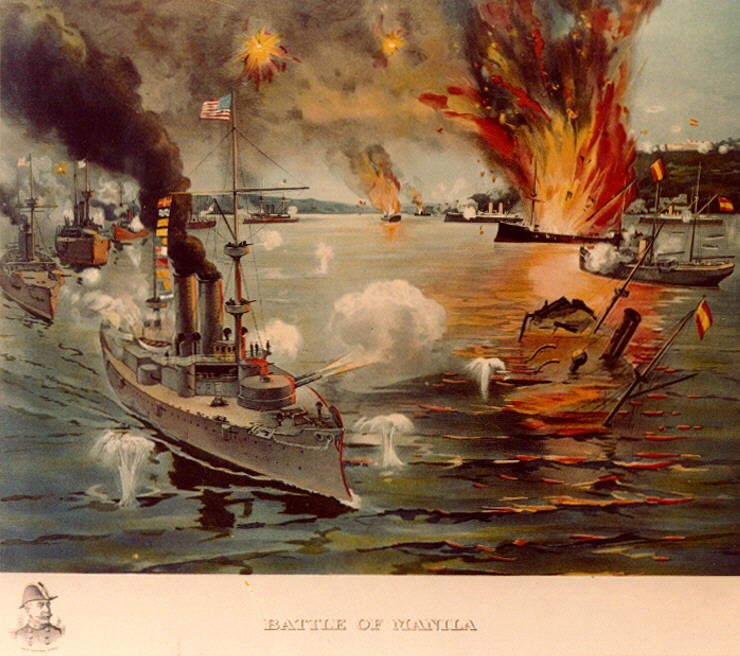
Bitva v Manilské zátoce během Španělsko-americké války roku 1898

Mohutný hospodářský rozvoj po skončení občanské války způsobil, že se USA již roku 1872 staly hospodářsky nejsilnější zemí světa. Za tímto rozmachem na konci 19. a začátku 20. století stáli průmyslníci jako Cornelius Vanderbilt, John D. Rockefeller, Henry Ford a Andrew Carnegie, či bankéř John Pierpont Morgan. Ekonomický boom byl doprovázen další expanzí na západ. Ještě před občanskou válkou a poté až do první světové války zde vzniklo 15 dalších unijních států: Kansas (1861), Západní Virginie (1863), Nevada (1864), Nebraska (1867), Colorado (1876), Severní Dakota, Jižní Dakota, Montana, Washington (1889), Idaho, Wyoming (1890), Utah (1896), Oklahoma (1907), Arizona a Nové Mexiko (1912). Roku 1867 odkoupila americká vláda od Ruského impéria rozsáhlé území Aljašky. Od 80. let 19. století pak Spojené státy expandovaly i mimo vlastní americkou pevninu, především do Karibiku a do Tichomoří. Vítězství ve španělsko-americké válce a další intervence měly několik důsledků: protektorát nad Portorikem, Kubou a ostrovem Guam, obsazení Filipín, anexe Havajských ostrovů roku 1898, rozdělení ostrovů Samoa s Německou říší roku 1899 a kontrola nad průplavovým pásmem v Panamě.

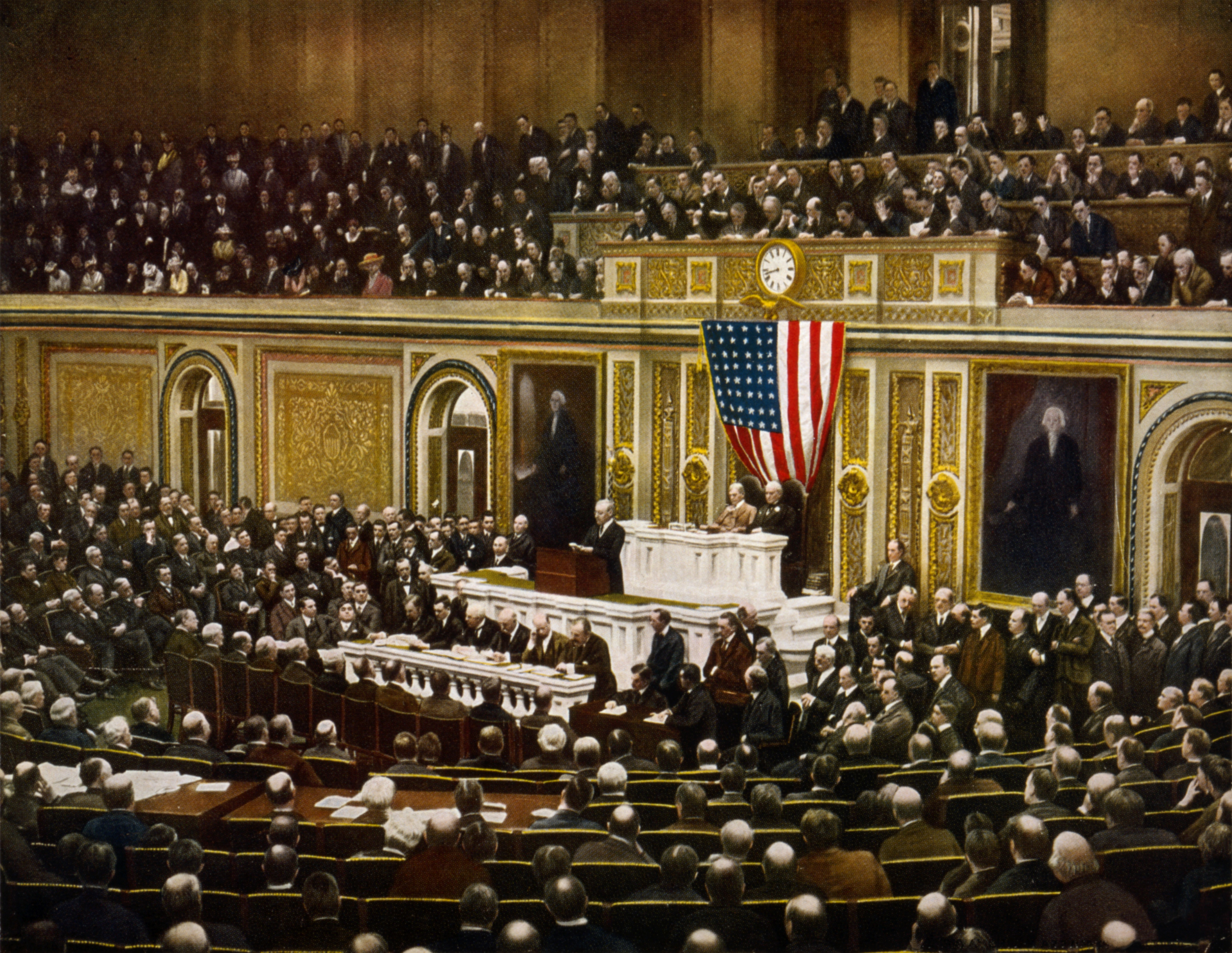
Woodrow Wilson 2. dubna 1917 vyhlašuje válku Německu

Na počátku 20. století se Spojené státy staly jednou ze světových velmocí. Kromě svého již velkého vlivu na západní polokouli, resp. na obou kontinentech Ameriky, se však USA ve světové politice až do první světové války angažovaly jen poměrně málo. Jejich politika byla do značné míry izolacionistická (viz Monroeova doktrína). Zásadní roli při překonávání amerického izolacionismu sehrál prezident Woodrow Wilson. Američané se díky němu v roce 1917 zapojili na straně Dohody do první světové války. Wilson svou koncepcí práva na sebeurčení národů též významně ovlivnil podobu Evropy po konci války.

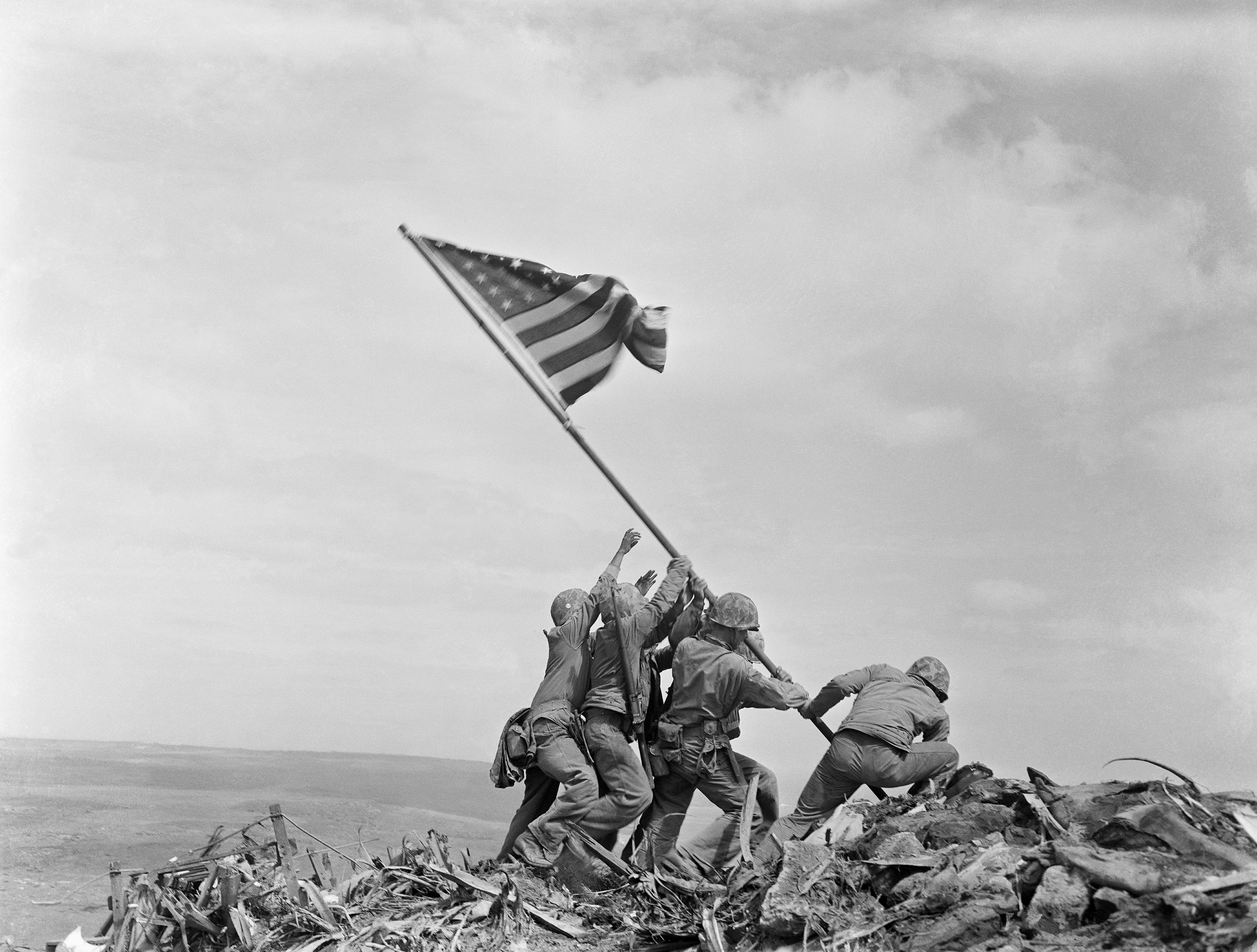
Proslulý snímek vztyčování americké vlajky na dobytém ostrově Iwodžima

20. léta 20. století přinesla další mohutný rozmach hospodářství. Americkým sebevědomím zacloumal až krach na newyorské burze v roce 1929. Ten způsobil celosvětovou ekonomickou krizi, jež katalyzovala zejména politický vývoj v Evropě (pomohla zvláště vzestupu fašismu a nacismu). V samotných Spojených státech vedla k opuštění čisté „laissez faire“ ekonomické politiky a větším státním zásahům do ekonomiky v rámci plánu zvaného New Deal, který připravil Demokrat Franklin Delano Roosevelt. Plán měl své kritiky, ale obzvláště dobře se hodil pro válečný stav, do něhož se USA dostaly poté, co Japonsko napadlo jejich základnu Pearl Harbor v Pacifiku. Američané následně vyhlásili válku nejen Japonsku, ale i jeho spojenci, nacistickému Německu, a vstoupili tak do druhé světové války (již předtím ovšem hospodářsky podporovaly Spojence podle Zákona o půjčce a pronájmu z roku 1941). USA se podílely přímo na poražení Německa na evropském kontinentě (viz Den D a bitva o Normandii), Japonce pak porazily i za pomoci zcela nové zbraně – atomové bomby – kterou v roce 1945 svrhly na japonská města Hirošima a Nagasaki. Vítězné mocnosti, tedy USA, Británie a Sovětský svaz, pak dohodami ekonomickými (konference v Bretton Woods) i politickými (Jaltská konference) narýsovaly podobu poválečného světa.

### Studená válka

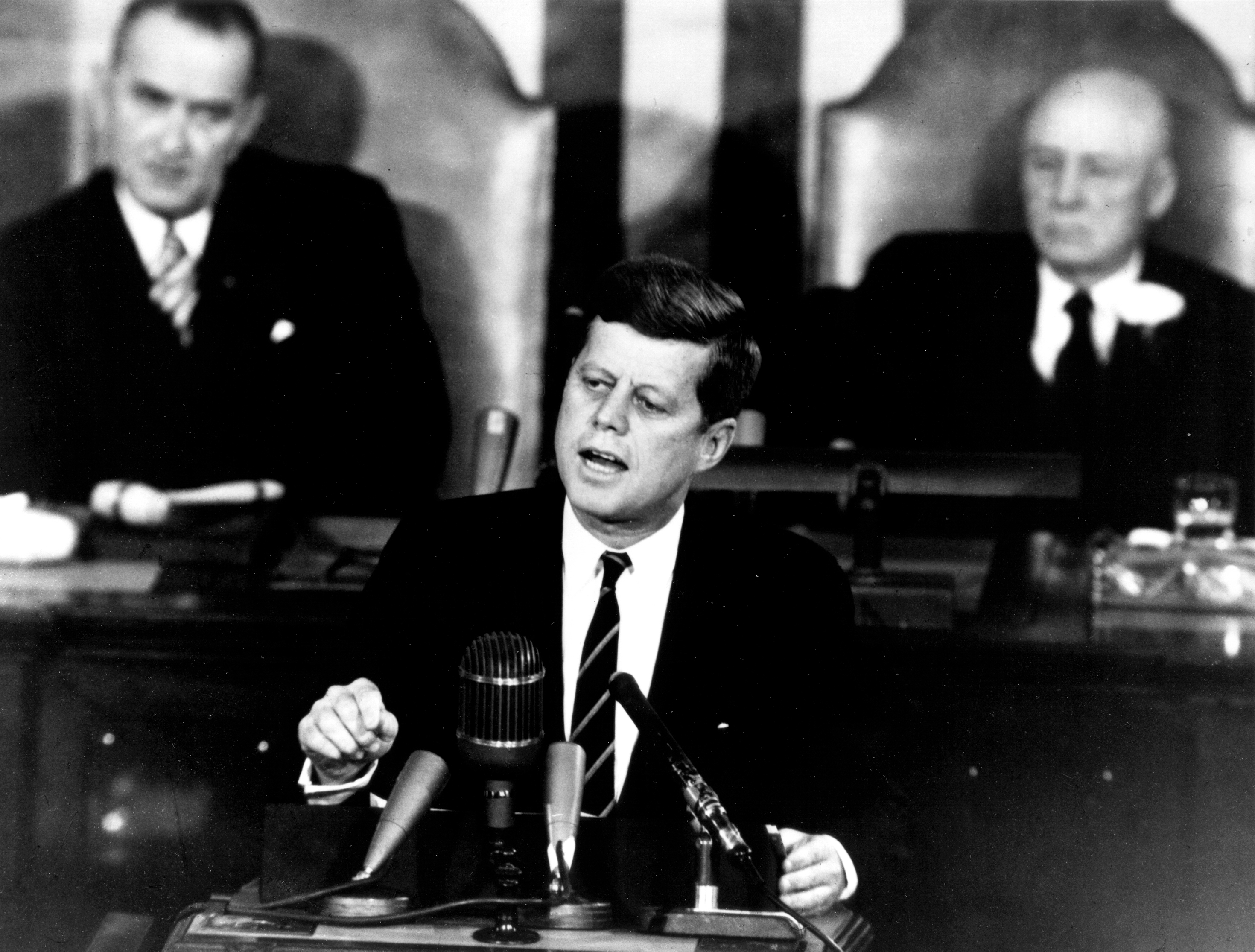
John Fitzgerald Kennedy oznamuje roku 1961 cíl dobytí Měsíce

Za války, která přímo nezasáhla území kontinentálních USA, se americká průmyslová výroba zdvojnásobila, zatímco Evropa byla hospodářsky na kolenou. Bylo zřejmé, že Spojené státy se staly klíčovou mocností Západu. Po válce pomohly těžce postižené Západní Evropě včetně Západního Německa v rámci Marshallova plánu. Západoevropské státy díky němu nejen poměrně rychle překonaly nejhorší problémy, ale navíc nastoupily cestu k výraznému hospodářskému růstu a k doposud nebývalému blahobytu. Po válce dostaly USA též do správy poručenská území OSN v Tichém oceáně, jež byla předtím pod správou Japonska, a většina z nich se později stala volně přidruženými územími Spojených států (Marshallovy ostrovy, Severní Mariany, Mikronésie atd.). Roku 1959 byly vytvořeny dva – dosud poslední – státy Unie: Aljaška a Havaj.

Ronald Reagan a Michail Gorbačov v Ženevě roku 1985

Rozdělení sfér vlivu mezi vítěznými mocnostmi druhé světové války proběhlo poklidně, ale klid nevydržel dlouho – po roce 1947 vzniklo mezi Spojenými státy (a jeho západními spojenci) a Sovětským svazem napětí, kterému se pak říkalo studená válka. Toto napětí se projevovalo jak pozitivně, tedy snahou o ekonomické předběhnutí soupeřícího tábora či proslulým „vesmírným závodem“, v jehož rámci Sověti vyslali prvního člověka do kosmu (1961) a Američané přistáli na Měsíci (1969), ale občas i různými, často velmi krvavými, proxy wars (zástupnými konflikty). Na některých z nich se Spojené státy tak či onak přímo podílely – korejská válka (1950–1953), karibská krize (1962), vietnamská válka (1959-1975). Zejména vietnamský konflikt vyvolal pnutí i uvnitř americké společnosti, odpor proti této válce probíhal v součinnosti s hnutím za práva Afroameričanů, které vedl především reverend Martin Luther King. Tento boj, podpořený zejména demokratickým prezidentem Johnem Fitzgeraldem Kennedym (zavražděn 1963), byl úspěšný: Zákony na obranu lidských práv z let 1964 (školy, zaměstnání a ubytování), 1965 (volby) a 1968 (trh s bydlením) zakázaly diskriminaci na základě rasy nebo barvy pleti. Hnutí 60. let (někdy se hovoří o kontrakultuře) přinesla však i některé sporné jevy, jako je adorace drog a promiskuity, černošský radikalismus (Černí panteři, Malcolm X aj.), nebo levicový extremismus (obdiv k násilnické čínské kulturní revoluci apod.).

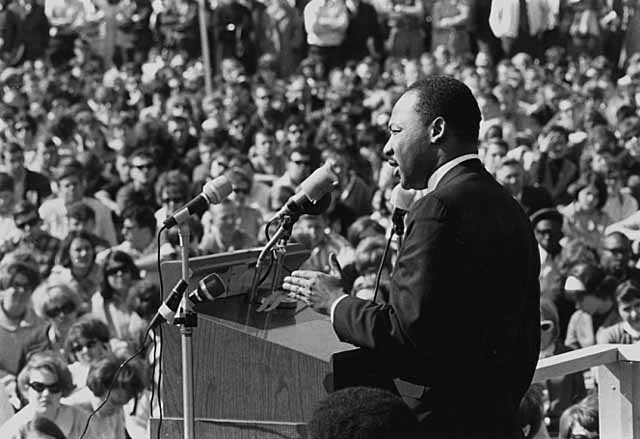
Martin Luther King na manifestaci proti válce ve Vietnamu roku 1967

To vše v 70. a 80. letech přineslo protipohyb – neokonzervatismus, v USA reprezentovaný především republikánským prezidentem Ronaldem Reaganem. Reagan zvolil tvrdý postup i vůči Sovětům, avšak byl to právě Reagan, který nakonec reagoval vstřícně na reformátorského vůdce Sovětského svazu Michaila Gorbačova (1985–1991) a sérií dohod o odzbrojení (např. smlouva o likvidaci raket středního a krátkého doletu z roku 1987) de facto studenou válku ukončil. Ta definitivně skončila pádem komunismu v Evropě (1989) a rozpadem Sovětského svazu (1991). O Spojených státech se začalo hovořit jako o jediné světové supervelmoci.

### Po roce 1989

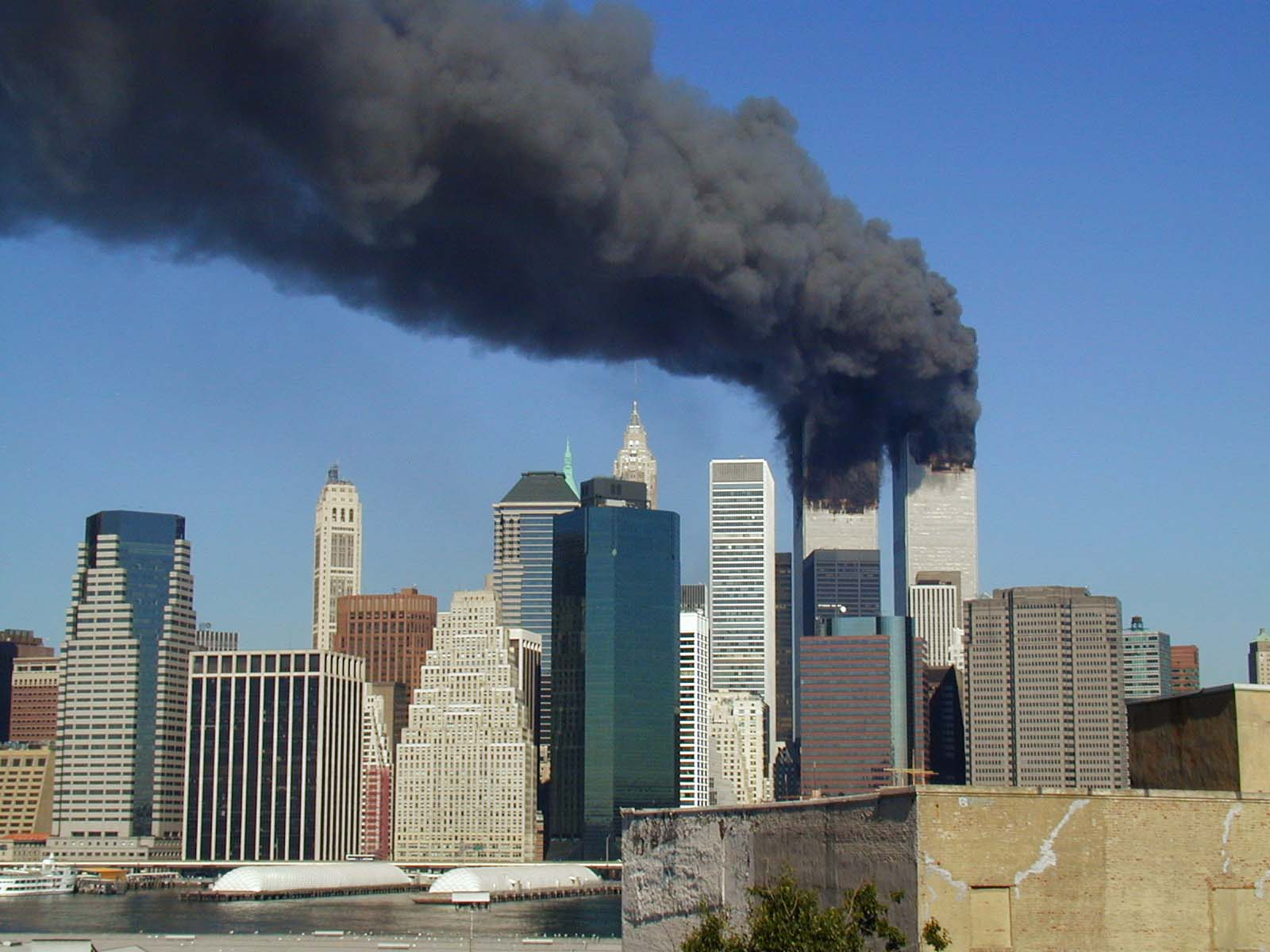
11. září 2001

Euforie z konce studené války a triumfu západního modelu společnosti trvala takřka po celá 90. léta 20. století. Americké ekonomice, opojené průnikem na nové trhy a možnostmi internetu, digitalizace a nových technologií, se dařilo (90. léta jsou nejdelším obdobím setrvalého ekonomického růstu v americké historii). Svět do značné míry akceptoval i roli Spojených států jako „světového četníka“ (zejména válka v zálivu roku 1991). Roku 2001 přišel však zlom. Jednak došlo k prasknutí „dot-com bubliny“ na trzích a poté éru poklidného vývoje narušil teroristický útok z 11. září 2001 na newyorská Dvojčata, který provedli islámští teroristé ze skupiny Al-Káida. Ačkoli se demokratický svět s Američany a jejich prezidentem Georgem W. Bushem v té chvíli solidarizoval, jejich reakce, obecně nazvaná válka proti terorismu, jež především spočívala v invazi do Iráku roku 2003, již tolik respektována nebyla a vzrostlo i napětí uvnitř americké společnosti. Jistotami zacloumala i finanční krize z roku 2008, která začala jako americká hypoteční krize, avšak přerostla v krizi celosvětovou. Později vzrostlo rovněž napětí mezi Spojenými státy a dalšími velmocemi, které s nelibostí nesou americkou hegemonii - především Ruskem a Čínou. Někdy se dokonce hovoří o druhé studené válce. Oslabeny byly vztahy i se západní Evropou (krom Británie). Tyto trendy vyvrcholily za vlády Donalda Trumpa. Roku 2014 vystřídala USA na pozici největšího HDP podle parity kupní síly Čína.

## Státní symboly

### Vlajka
Vlajka USA je tvořena třinácti vodorovnými pruhy (sedmi červenými a šesti bílými) a modrým kantonem (o šířce sedmi pruhů), ve kterém je umístěno padesát bílých pěticípých hvězd v devíti řadách (střídavě po pěti a šesti hvězdách).
Pruhy představují třináct původních, zakládajících států Unie, hvězdy současný počet států Unie. Poslední varianta vlajky USA byla přijata dne 4. července 1960 (po přijetí státu Havaj).

### Znak
Státní znak USA je tvořen lícovou stranou velké státní pečeti, která byla poprvé veřejně použita roku 1782 a jejímiž autory jsou Charles Thomson a William Barton.
Hlavní postavou lícové strany pečeti, tedy i znaku, je orel bělohlavý v letu. Na prsou nese srdeční štítek s modrou hlavou štítu, pod kterou je šest svislých červených pruhů na stříbrném poli, čímž vytváří sedm bílých pruhů. Orel má ve svém heraldicky levém pařátu svazek třinácti šípů a v pravém olivovou ratolest (s třinácti listy a třinácti olivami). Heraldicky vpravo hledící hlava orla drží v zobáku stuhu s latinským heslem E PLURIBUS UNUM ve smyslu „Z mnohých jeden“, původně mnozí, různí, dnes národ jeden. Nad hlavou se vznáší třináct hvězd na modrém poli, které jsou uspořádány do řady 1-4-3-4-1. Zpod modrého pole vychází dokola zlaté sluneční paprsky končící pod prstencem bílých obláčků.

### Hymna
Hymna USA je píseň The Star-Spangled Banner (česky Hvězdami posetý prapor). Text napsal Francis Scott Key a hudbu složil John Stafford Smith.
Francis Scott Key, právník a amatérský básník, napsal text poté, co byl během Britsko-americké války v noci z 13. na 14. září 1814 svědkem, jak posádka americké pevnosti Fort McHenry v Baltimoru úspěšně vzdoruje těžkému ostřelování z moře.

## Geografie

### Poloha

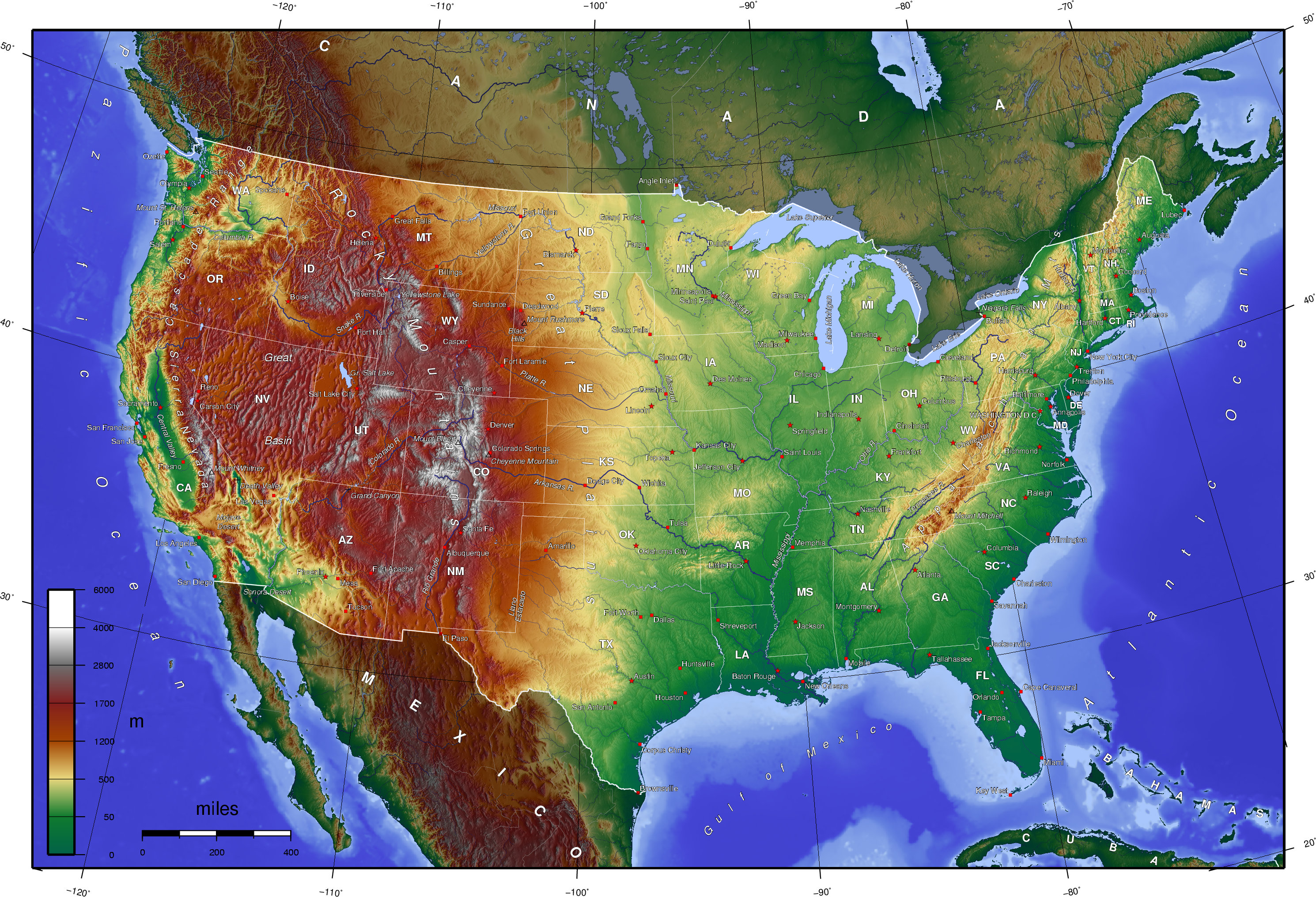
Topografická mapa

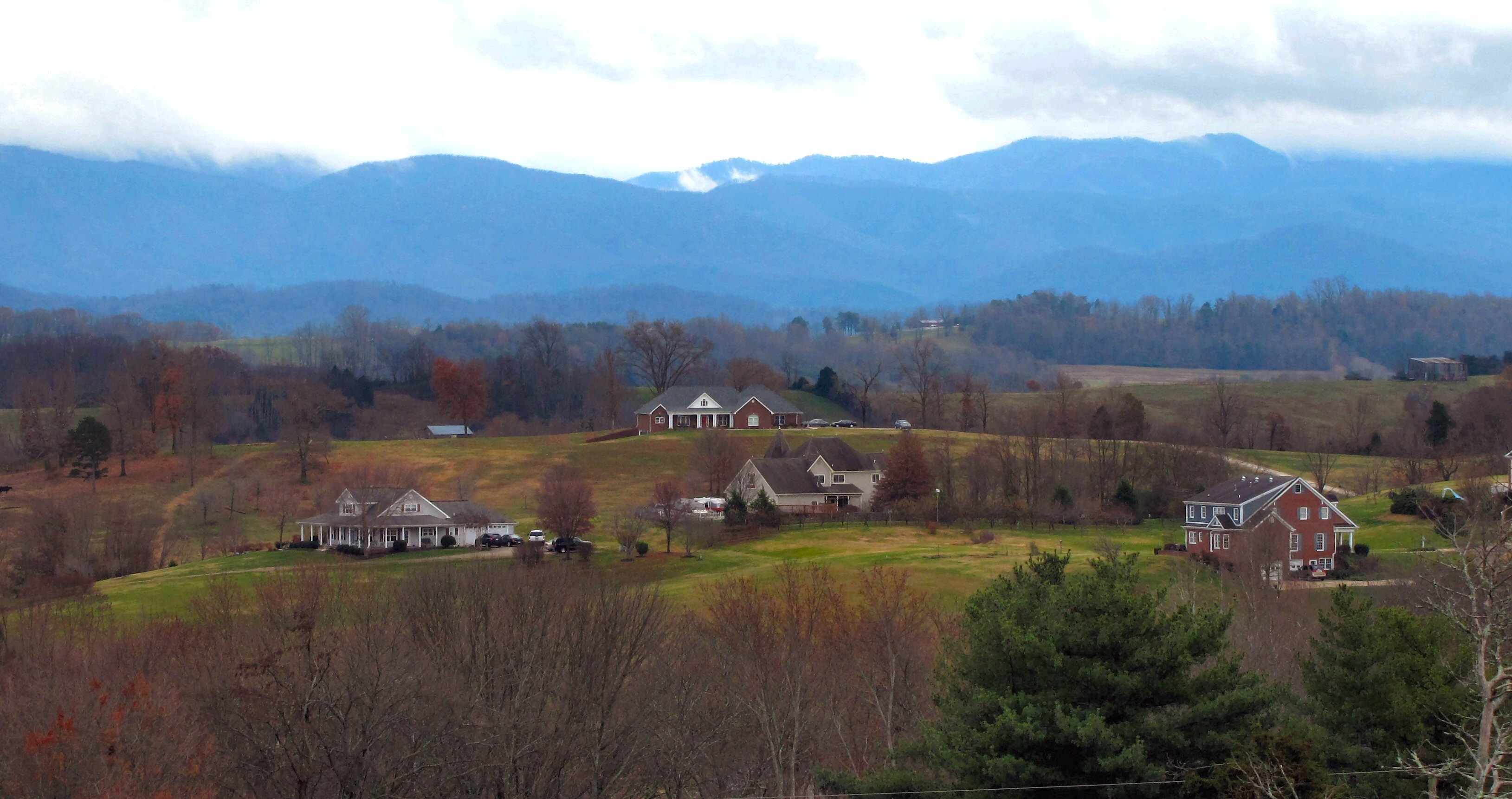
Appalačské pohoří ve státě Tennessee

Spojené státy americké leží v Severní Americe. Jejich břehy omývá z východu Atlantský oceán a ze západu Tichý oceán. Stát Aljaška leží v severní části kontinentu a je ze severu omýván Severním ledovým oceánem.
Aljašku odděluje od Euroasijského kontinentu Beringův průliv. Mezi nejznámější poloostrovy patří Florida na jihu USA, která odděluje Mexický záliv od Atlantského oceánu. Ze severu mají USA společnou hranici s Kanadou, na jihu pak s Mexikem. Floridský průliv odděluje USA od souostroví Bahamy a od Kuby.

### Rozloha
Americké úřady postupně mění definici toho, co počítají do rozlohy, CIA World Factbook udávala:
- 9 372 610 km² (1989–1996) – pouze pevnina a vnitřní vody
- 9 629 091 km² (1997–2003) – přidána Velká jezera a pobřežní vody (coastal waters)
- 9 631 418 km² (2004–2005)
- 9 631 420 km² (2006)
- 9 826 630 km² (2007–2008) – přidána pobřežní moře (territorial waters)

Zahrnování plochy pobřežního moře do rozlohy státu je sice věcně naprosto správné, přesto ale dosti neobvyklé. Jedním z motivů může být i snaha „předběhnout“ v rozloze Čínu. (Ta je v ročence CIA měřena bez sporných území i bez pobřežního moře.)

### Povrch

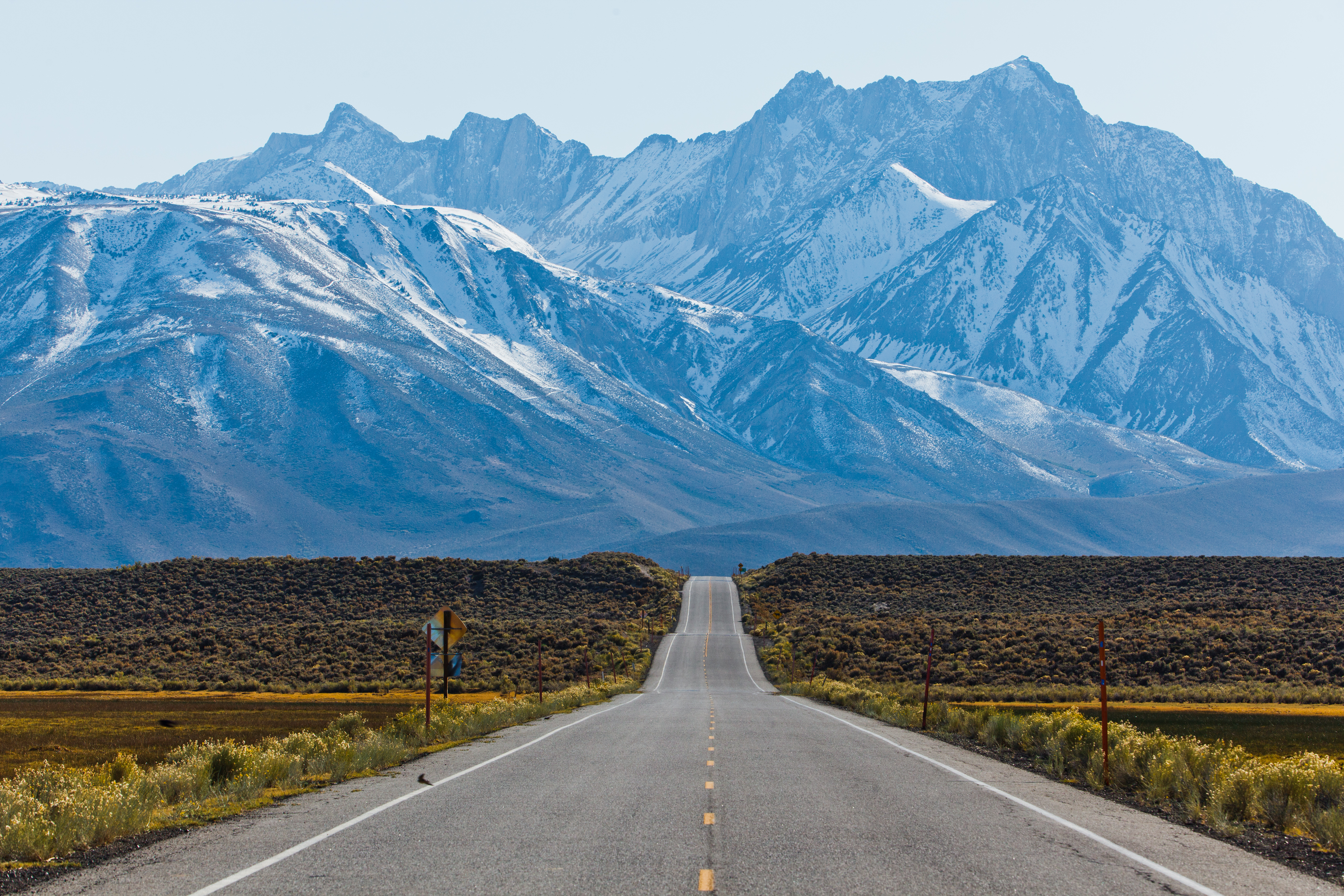
Pohoří Sierra Nevada v Kalifornii

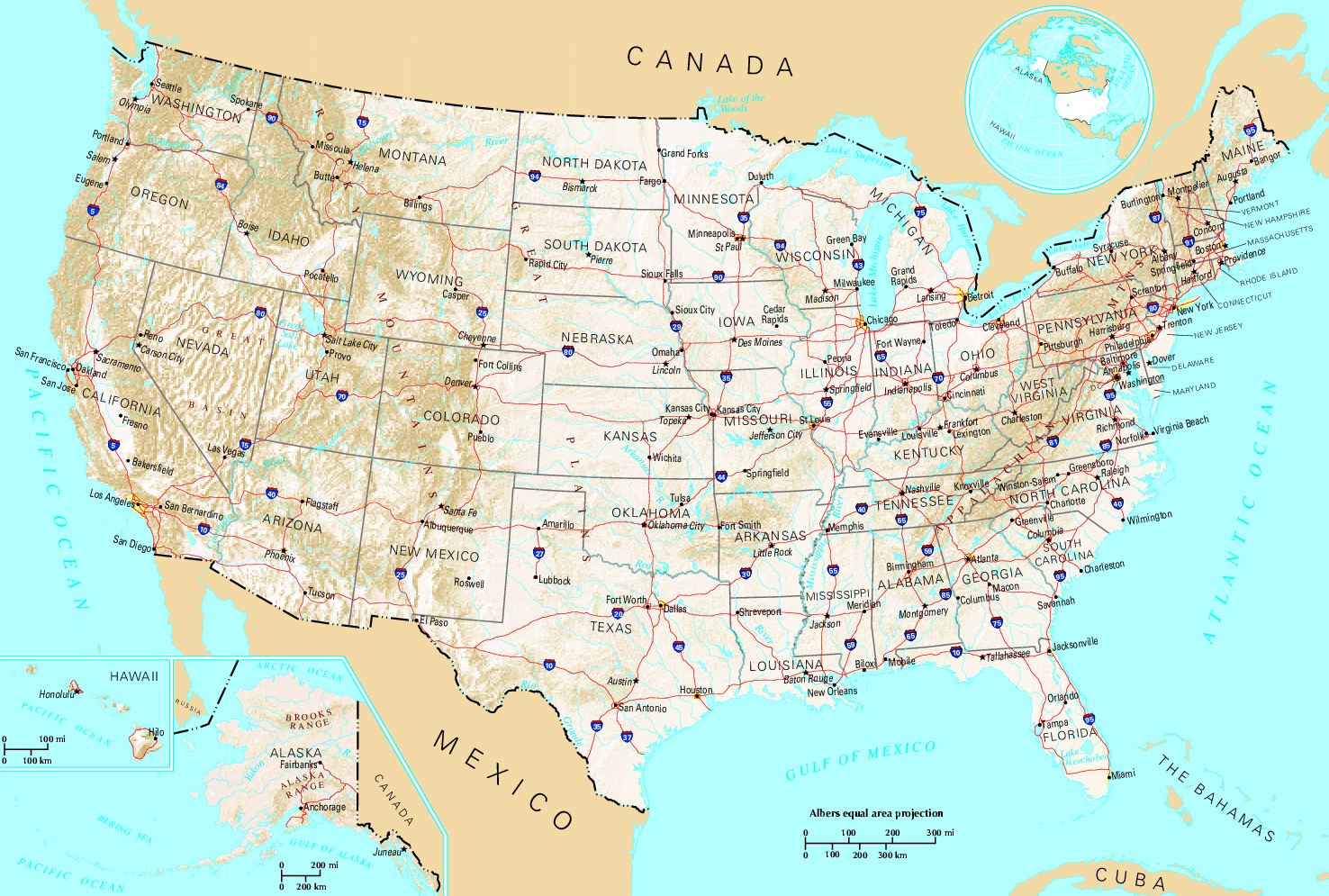
Geografická mapa USA

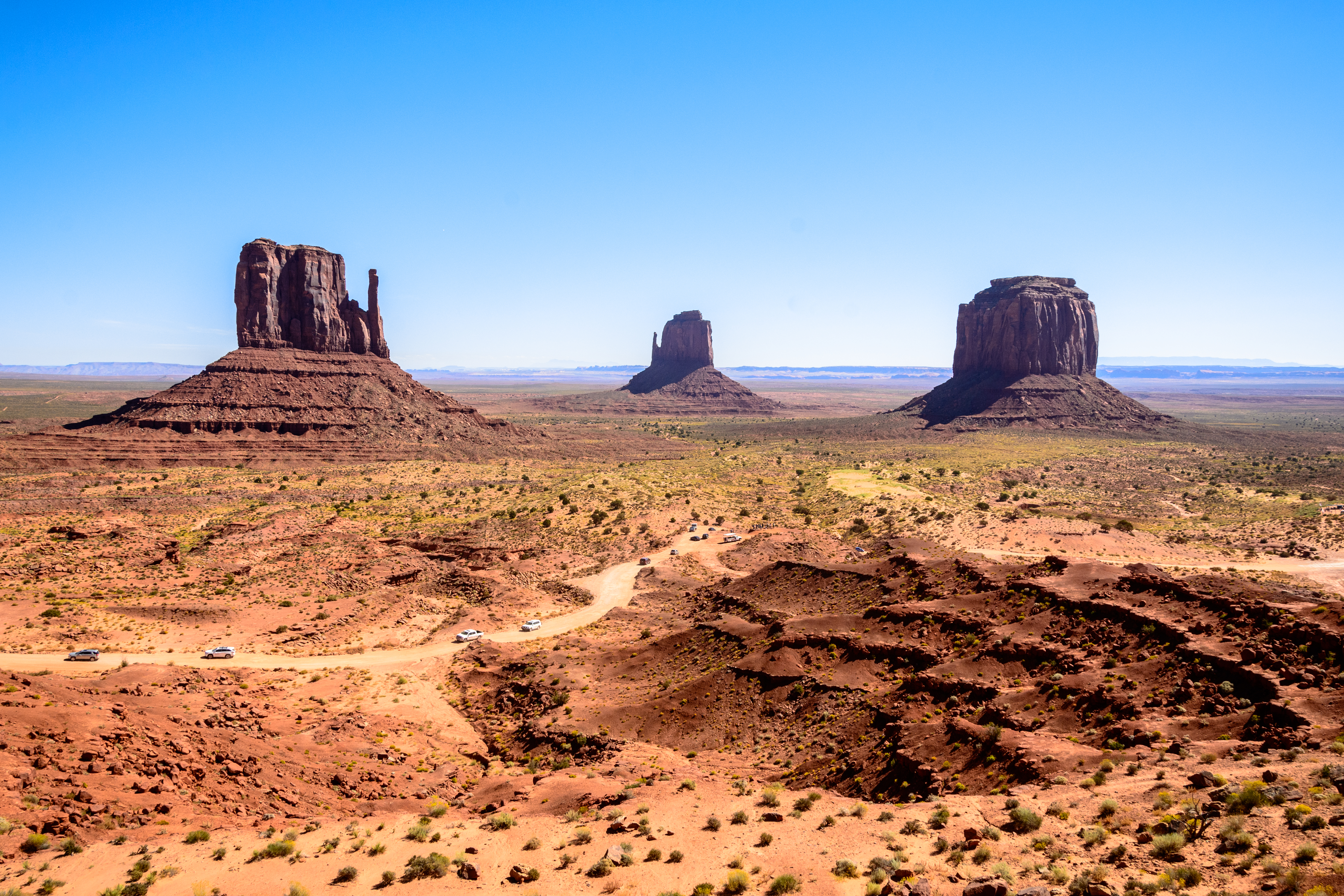
Monument Valley v oblasti Koloradské plošiny v severní Arizoně

USA leží v Severní Americe. Základem tohoto kontinentu je starý kanadský štít, který se rozprostírá v severovýchodní části kontinentu a jehož střední část je protlačena a tvoří dno Hudsonova zálivu. Je tvořen velmi starými přeměněnými a vyvřelými horninami.
V současnosti se pod západní okraj desek amerických kontinentů podsouvá tichooceánská litosférická deska a zároveň se Jižní Amerika pohybuje směrem k Severní. V důsledku pohybů litosférických desek vznikla vysoká horská hradba, která se táhne od Aleutských ostrovů přes Aljašský poloostrov až po Ohňovou zemi.
Kordillery, jejichž nejvyšším bodem v USA je se svou výškou 6190 metrů Denali (dříve Mount McKinley), začínají Aljašským hřbetem a táhnou se na jih ve dvou výrazných pásmech: při pobřeží Tichého oceánu leží Pacifické pobřežní pásmo a ve vnitrozemí Skalnaté hory. Mezi jednotlivými pásy Kordiller se rozprostírají sníženiny a plošiny, např. Koloradská plošina či Velká pánev. Nejvyšší bod tzv. sousedících Spojených států (tj. bez Aljašky a Havaje) je vrchol Mount Whitney (4417 m) v kalifornském pohoří Sierra Nevada.
Jen pár desítek kilometrů od Sierry Nevady leží nejníže položené místo USA i Ameriky v Údolí smrti (anglicky Death Valley). Tato proláklina je 86 metrů pod úrovní hladiny moře a své jméno dostala podle nehostinných podmínek pro život: jedná se o poušť bez vodních zdrojů, kde byla naměřena dosud nejvyšší teplota na Zemi, 56,7 °C ve stínu.
Poblíž východního pobřeží se táhne staré pohoří Apalačské hory a mezi Apalačskými horami a Atlantským oceánem se rozprostírá pak Pobřežní nížina. Mexický záliv lemuje Mississippská nížina. Mezi Apalačskými horami a Kordillerami se postupně od východu rozprostírají Vnitřní roviny a Velké planiny.

### Vodstvo

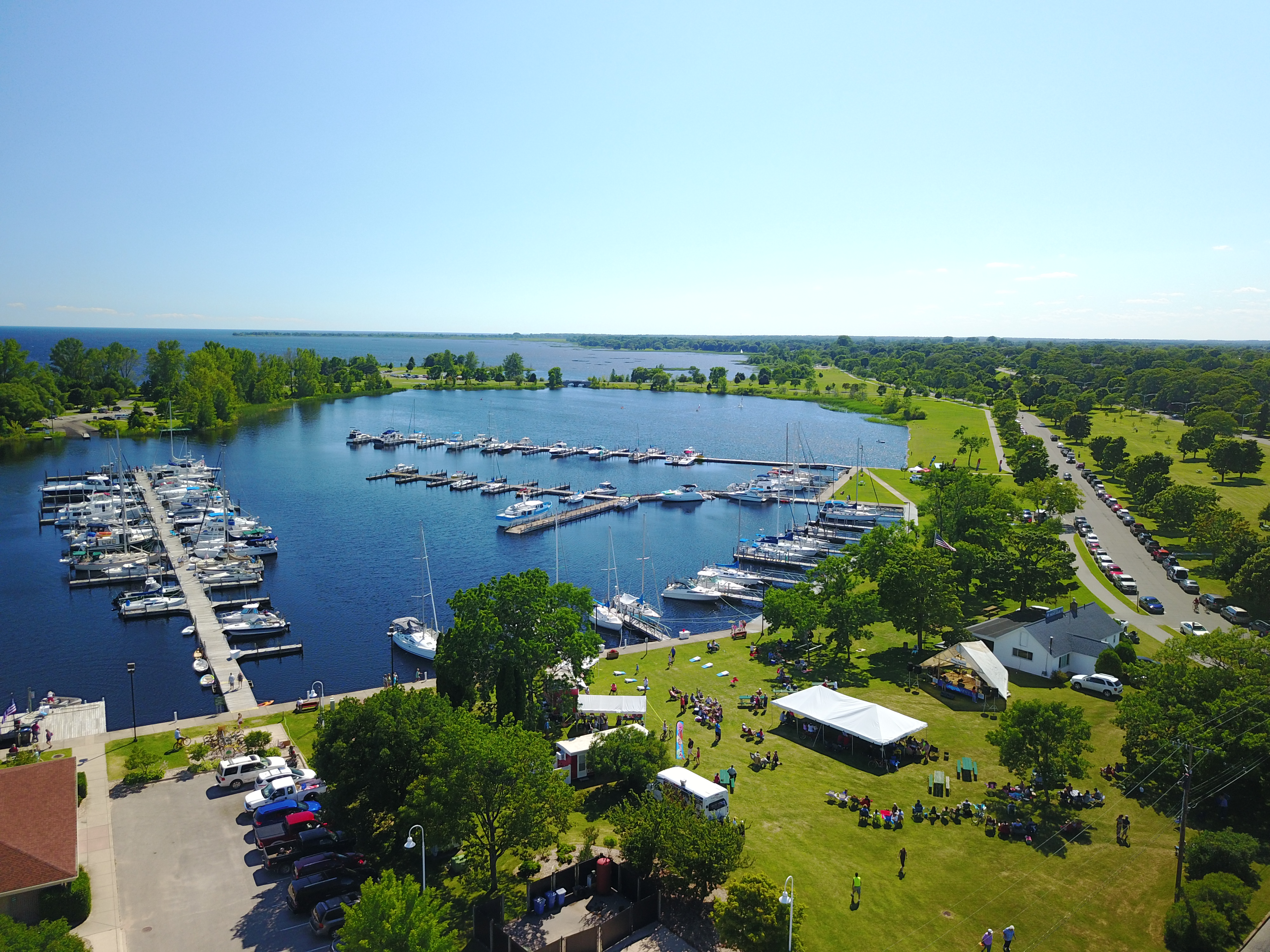
Pobřeží Michiganského jezera ve státě Michigan

Větší část území USA patří do úmoří Atlantského oceánu. Vlévají se do něj veletoky, jako je Mississippi s přítokem Missouri, což je nejdelší říční soustava USA, dlouhá 6212 km, a dále také Řeka Svatého Vavřince či Rio Grande. Tichý oceán zásobují vesměs kratší toky tekoucí z Kordiller, například řeky Columbia a Colorado.
V USA najdeme i mnoho jezer. Ledovcového původu jsou Velká jezera (Hořejší jezero, Michiganské jezero, Huronské jezero a jezero Ontario), které tvoří největší zásobárnu sladké vody na světě a přírodní hranici mezi USA a Kanadou. Velké Solné jezero se rozprostírá v bezodtoké oblasti mezi Skalnatými horami a Coastal Range.
V USA je množství vodopádů; nesporně nejznámější jsou Niagarské vodopády mezi Erijským a Ontarijským jezerem.

### Podnebí

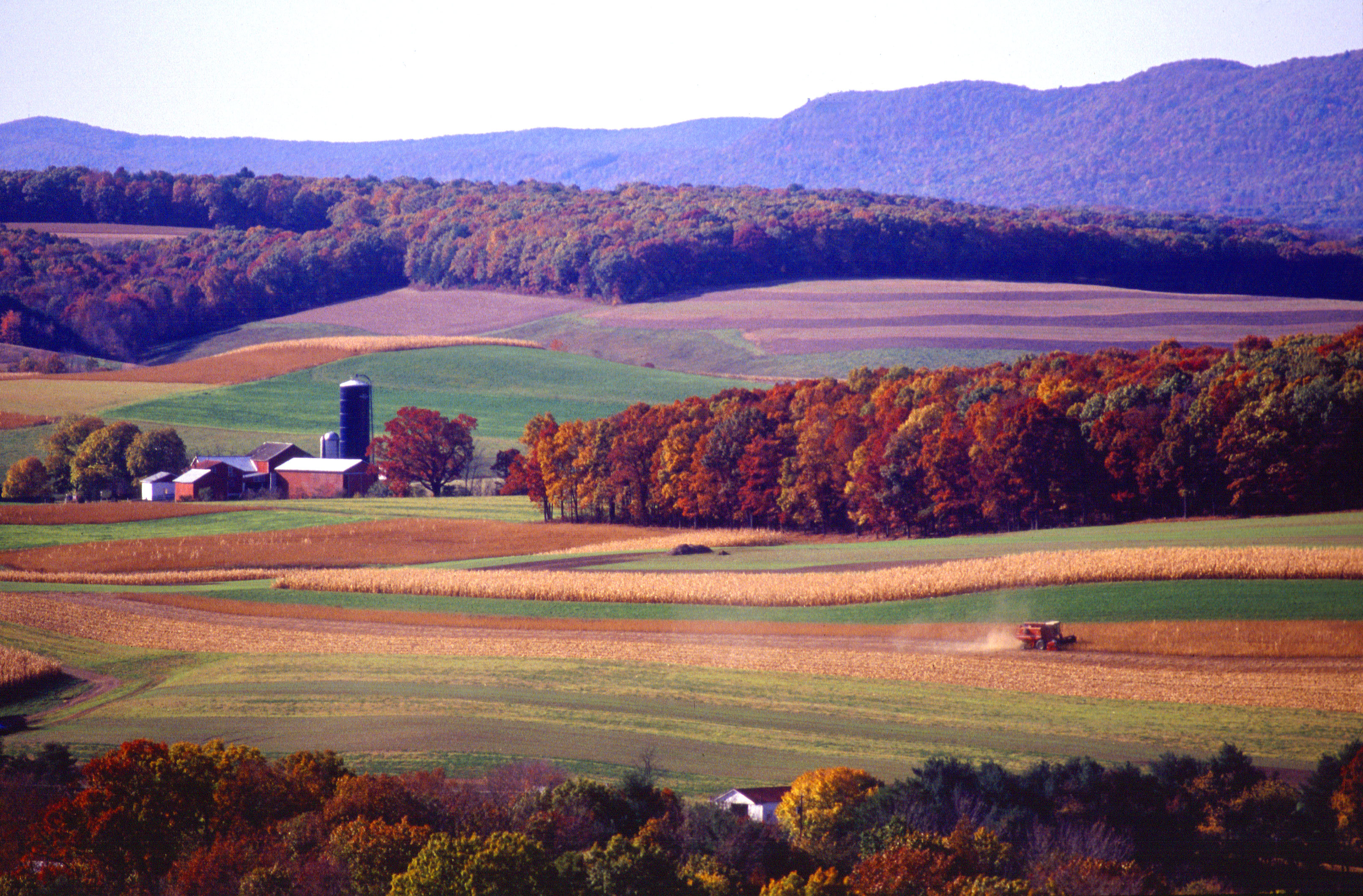
Typická krajina v oblasti od Velkých Jezer po severovýchod Spojených států

Díky své velikosti leží USA v několika významných podnebných pásech. Počasí v Americe je značně nestálé a teplotní výkyvy mohou nastávat dokonce i několikrát denně. Severní část území leží v mírném pásu, je ale chladnější a vlhčí než v Evropě. Způsobuje to studený Labradorský proud, který omývá severovýchodní a východní pobřeží. Ve Vnitřních rovinách a Velkých planinách padá úměrně vzdálenosti od Atlantského oceánu čím dál tím méně srážek. Zajímavým jevem je sněhový efekt Velkých jezer, způsobující sněhové kalamity v jejich blízkosti, a to zejména na jejich jihozápadním pobřeží, které je převážně na území USA. Chladnější podnebí panuje v oblasti západního pobřeží, kde se pod vlivem proudů Tichého oceánu udržuje teplota vesměs konstantní. Nejchladnější zimy najdeme ve Skalistých horách a Sierra Nevadě, kde můžeme naměřit jedny z nejsilnějších mrazů v Americe.
V oblastech Jižní Ameriky, Velkých plání, jižních částí atlantického pobřeží, Floridy a ve státech u Mexického zálivu panují v letním období až tropická vedra, která může doprovázet i nesnesitelná vlhkost. Jižní část USA leží v příjemném subtropickém podnebném pásu a Mexický záliv s poloostrovem Florida v tropickém pásu. Výjimku tvoří vysoce položené pohoří a plošiny, kde je podstatně chladněji, jelikož se zde projevuje výšková stupňovitost. Aljaška leží v subarktickém pásu a Havajské ostrovy v tropickém pásu. Tvar povrchu Ameriky umožňuje takřka bezproblémový přesun vzdušných mas ze severu na jih a naopak. Proto jsou časté hlavně vpády arktického vzduchu z vyšších zeměpisných šířek až do oblasti Mexického zálivu. Proudění v rovnoběžkovém směru stojí v cestě horské bariéry Kordiller, proto se vláha, která by se s proudícím vzduchem dostávala do vnitrozemí Ameriky z Tichého oceánu, vyprší nad oceánem, úzkou pobřežní nížinou a návětrnými svahy tichooceánského pásma. Texas je jinak známý pro svá tornáda, která se vyskytují hlavně na otevřených plochách v období května a září.
| Období   | Anchorage | Atlanta | Boston | Chicago | Houston | Las Vegas | Miami | New Orleans | New York | Salt Lake City | San Diego | San Francisco | Seattle | Washington, D.C. |
| -------- | --------- | ------- | ------ | ------- | ------- | --------- | ----- | ----------- | -------- | -------------- | --------- | ------------- | ------- | ---------------- |
| Leden    | -11       | 5       | -1     | -6      | 11      | 7         | 19    | 11          | 0        | -2             | 14        | 9             | 4       | 2                |
| Červenec | 15        | 26      | 23     | 23      | 28      | 32        | 28    | 28          | 25       | 25             | 21        | 17            | 18      | 26               |
| Říjen    | 1         | 17      | 13     | 12      | 21      | 20        | 26    | 21          | 14       | 12             | 20        | 16            | 11      | 15               |

## Vláda a politika

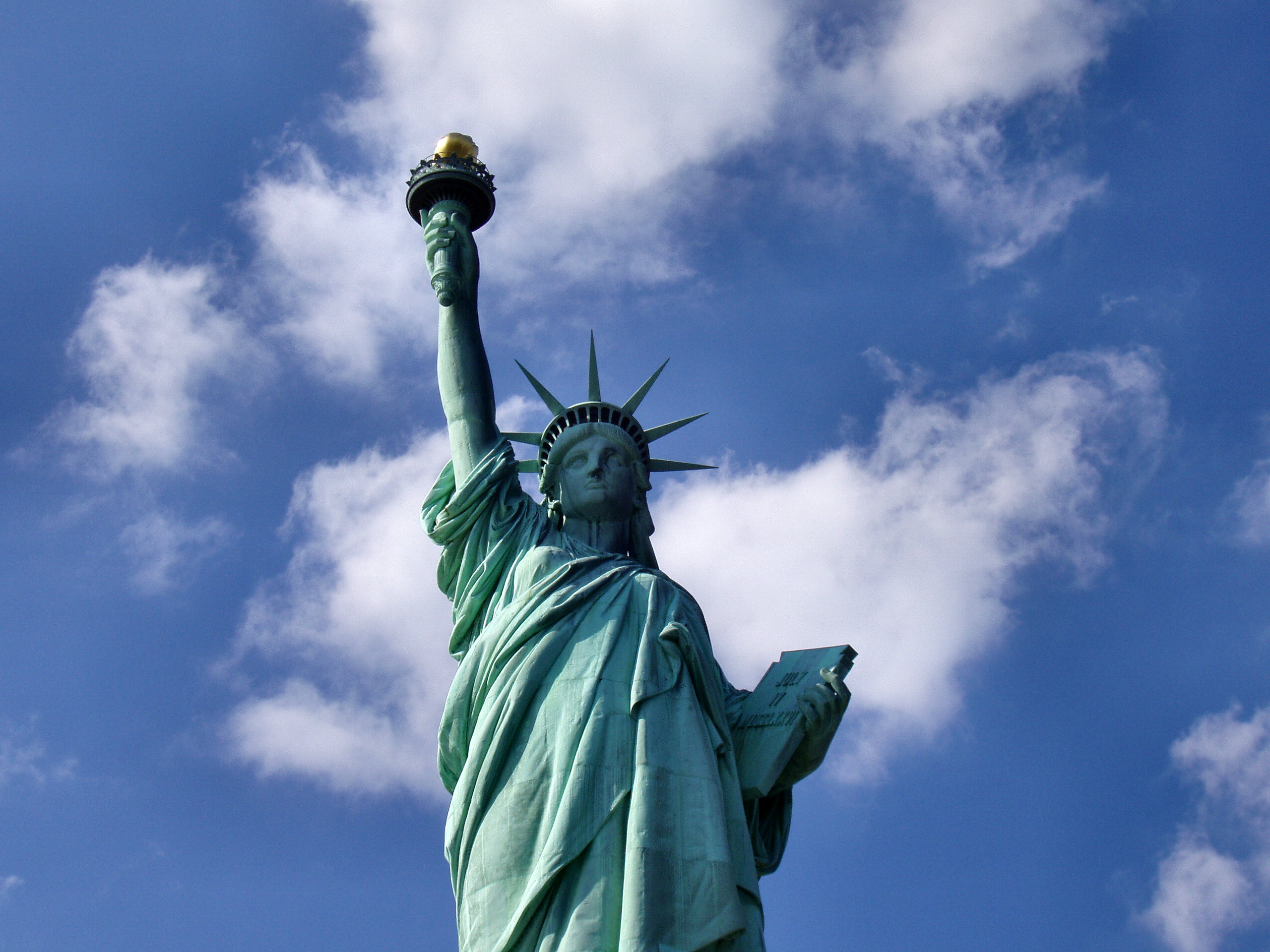
Socha svobody v New Yorku je symbolem jak USA, tak ideálů svobody, demokracie a příležitosti.

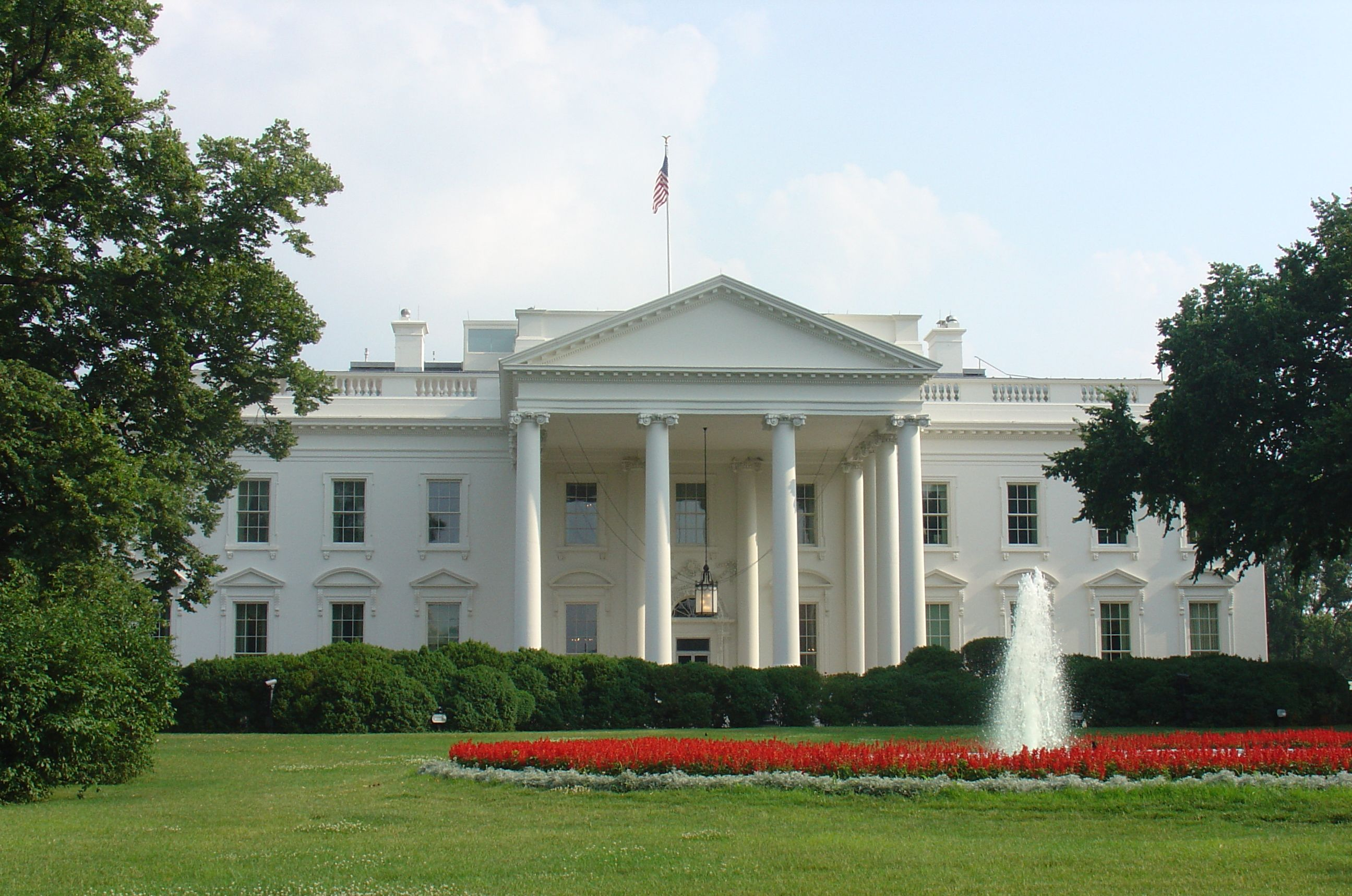
Severní strana Bílého domu

Spojené státy jsou nejstarší federací světa. Jde o prezidentskou republiku a zastupitelskou demokracii, fungující prostřednictvím kongresového systému definovaného ústavou nahrazující původní ústavu, tzv. Články Konfederace („Articles of Confederation“) platné mezi roky 1781 a 1788. Území tak spadá pod troje orgány – na federální, státní a místní úrovni, ačkoliv mnohé oblasti jsou spravovány více místními správami, například i okresními nebo metropolitními orgány. Všechny tyto správní orgány jsou voliči voleny v tajných volbách nebo jmenovány voliči volenými zástupci.
Státní správa se na federální úrovni skládá ze tří složek:
- zákonodárné: Je jí Kongres skládající se ze Senátu a Sněmovny reprezentantů („House of Representatives“) určující federální zákony, vyhlašující války, schvalující mezinárodní dohody a federální rozpočet.
- výkonné: Je jí prezident se schválením senátu jmenující vládu a další úředníky, spravující federální právo, vetující návrhy zákonů a velící armádě.
- soudní: Je jí nejvyšší soud a níže postavené federální soudy jmenované prezidentem se svolením senátu, jež právo vykládají a určují platnost zákonů podle ústavy.

Kongres Spojených států je parlamentem dvoukomorovým. Sněmovna reprezentantů má 435 členů po dva roky reprezentujících takzvané „kongresové okresy“ (český překlad je problematický). Poměr počtu zástupců z každého státu se každý desátý rok mění podle vývoje počtu obyvatel. Každému státu je však zajištěn nejméně jeden zástupce, jehož v současnosti má sedm států. Nelidnatější stát, Kalifornie, jich má 53. Každý stát má dva senátory volené na šestileté volební období. Každý druhý rok je volena třetina senátu, zatímco sněmovna reprezentantů je každý druhý rok volena celá. Senátoři tedy mají šestileté volební období a kongresmani dvouleté. Volba kongresmanů i senátorů není ústavou specifikována a je tak ponechána na státech, nicméně většinou se do obou komor volí pomocí Systému prvního v cíli (First-past-the-post).
Ústava Spojených států je nejvyšším zákonným dokumentem amerického právního systému. Je společenskou smlouvou upravující fungování společnosti pomocí zvolené vlády. Veškeré zákony i postupy států a federální vlády mohou být předmětem zkoumání a je-li shledáno, že nejsou ve shodě s ústavou, jsou zneplatněny. Ústava je živým dokumentem jež může být doplněn několika různými způsoby. Všechny z nich však vyžadují svolení alespoň převážné většiny států. Ústava tak byla od doby svého vzniku změněna, resp. doplněna, 27 krát, naposledy v roce 1992.
Ústava zahrnuje ustanovení „zachovat svobodu“ a základní práva podle Listiny práv („Bill of Rights“) a dodatků ústavy jež zahrnují svobodu slova, svobodu vyznání a svobodu tisku, právo na spravedlivý proces, právo držet a nosit zbraň, všeobecné volební právo, a právo vlastnické. Zároveň všem státům zaručuje republikánské zřízení.

### Politický systém

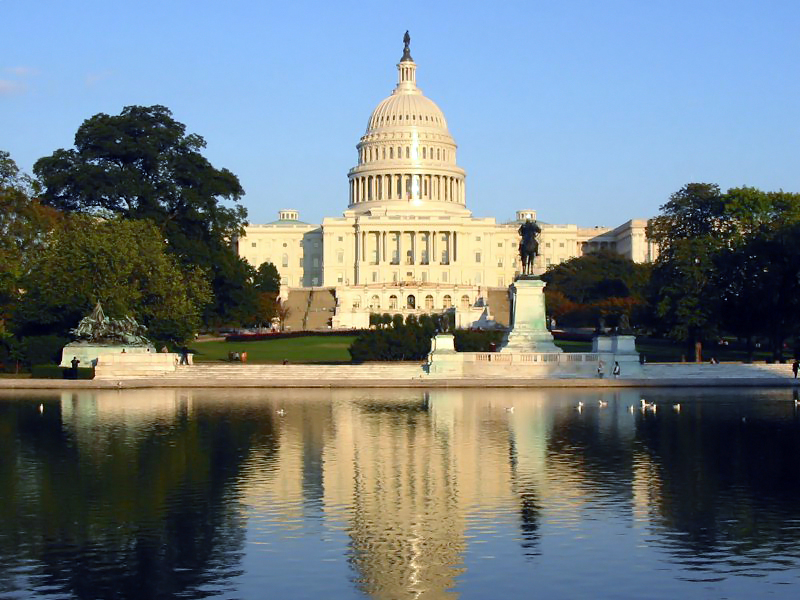
Budova Kapitolu

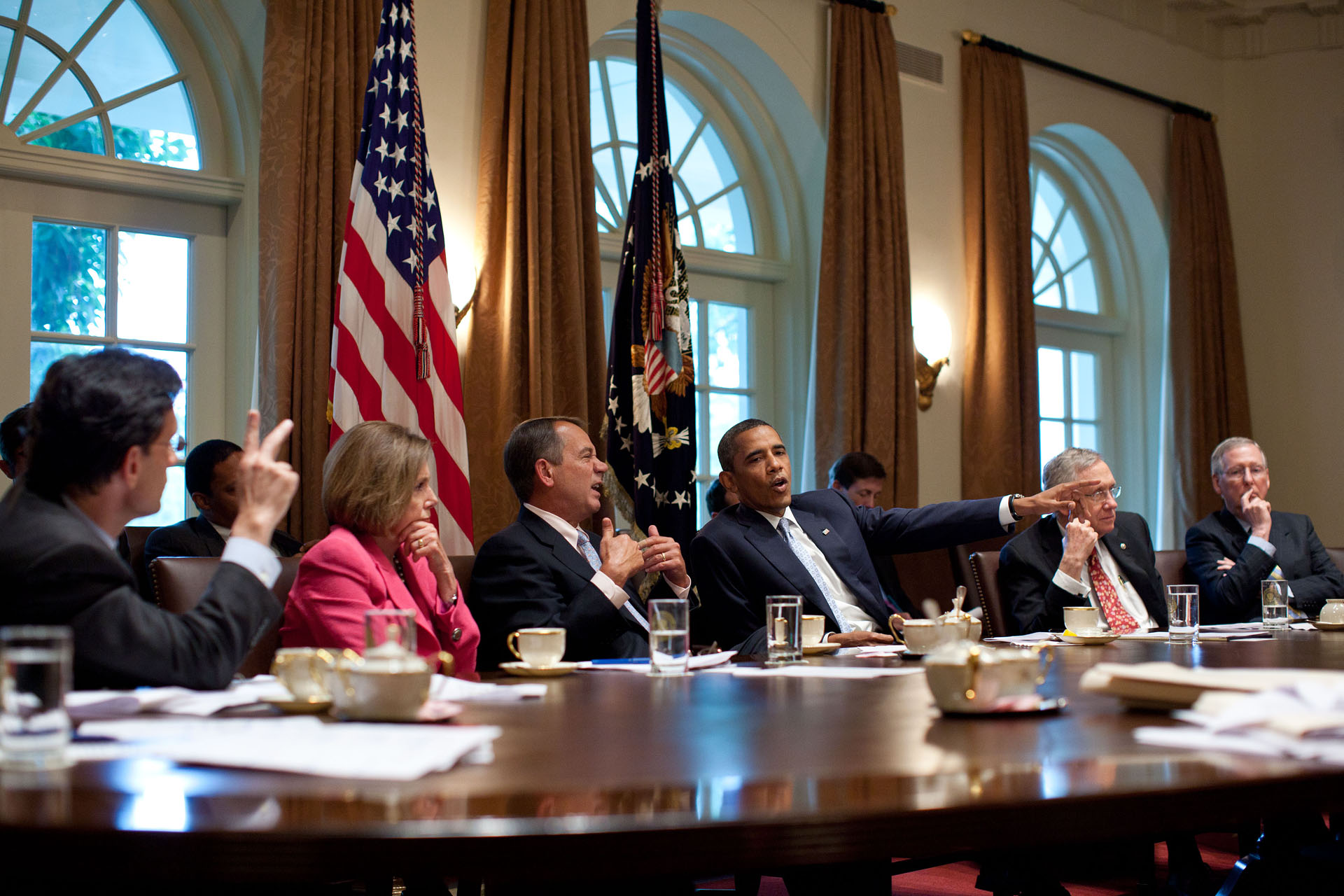
Prezident Barack Obama při setkání s představiteli kongresu, 2011

Spojené státy americké jsou zastupitelskou demokracií a prezidentskou republikou. Politický systém je většinový. K americké politické kultuře patří velká soupeřivost mezi dvěma největšími stranami a vysoký podíl veřejnosti v politice.
Americké politice dominují dvě největší strany – Republikánská strana a Demokratická strana. Členové těchto dvou stran drží převážnou většinu volených úřadů v celé zemi na federální, státní i místní úrovni. Nezávislí nebo kandidáti menších stran bývají nejúspěšnější převážně pouze ve volbách do místních zastupitelstev, ačkoliv několik nezávislých senátorů má svá křesla i v senátu. V americké politické kultuře je Republikánská strana vnímána jako „pravostředová“ nebo konzervativní, Demokratická strana pak jako „levostředová“ nebo liberální. Velikost obou stran ovšem způsobuje značné rozdíly i uvnitř jich samotných.
Od roku 2025 je prezidentem Spojených států republikán Donald Trump.

### Přední politické strany
- Republikánská strana – strana se hlásí ke konzervatismu a snaží se např. o rozvoj podnikání. Jedna ze dvou hlavních stran, má status pravice.
- Demokratická strana – oficiálně liberální strana, soustředí se na rozvoj sociální a státní oblasti. V Americe má status levice, v Evropě je vnímána spíše jako středová, protože je ekonomicky konzervativnější než evropské levicové strany.

### Zahraniční politika

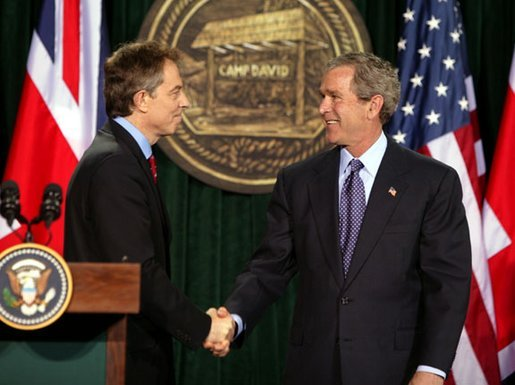
Bývalý prezident Spojených států amerických, George W. Bush (napravo), v Camp Davidu v březnu 2003 při setkání s předsedou britské vlády, Tonym Blairem

#### Vývojové tendence
Spojené státy ovlivňují v širokém měřítku celosvětový ekonomický, politický a vojenský vývoj. Tento vliv vyvolává četné diskuze o jejich zahraniční politice po celém světě. Téměř všechny státy mají ve Washingtonu svá velvyslanectví a mnoho z nich konzuláty po celé zemi. Nicméně Írán, Severní Korea, Bhútán a Sýrie diplomatické styky se Spojenými státy neudržují.
Spojené státy jsou zakládajícím členem Organizace spojených národů se stálým zastoupením v Radě bezpečnosti OSN a právem veta. Jsou členem mnoha dalších mezinárodních organizací. Současnými spojenci jsou Austrálie, Nový Zéland, Japonsko, Izrael a státy NATO, z nichž Spojené království Velké Británie a Severního Irska má s USA další nadstandardní vztahy. Navíc mají USA úzké diplomatické, ekonomické a kulturní vztahy se státy, s nimiž sousedí, tedy s Kanadou a Mexikem.
Jako celek prošla zahraniční politika USA především ve 20. století rozmanitým vývojem. Monroeova doktrína z roku 1823 definovala celou západní polokouli za sféru vlivu Spojených států. Po vítězné španělsko-americké válce v roce 1898 Spojené státy anektovaly Havaj, Portoriko a Filipíny. Při tzv. banánových válkách v první polovině 20. století Spojené státy intervenovaly v několika zemích Karibiku a Střední Ameriky. Na počátku století byla snaha o izolacionismus a neangažování se mimo západní polokouli. Tento trend byl na čas přerušen během první světové války, do které se USA zapojily v roce 1917 po potopení britské lodě Lusitania s Američany na palubě. Po konci války se odmítly zapojit do Společnosti národů (předchůdkyně OSN) a pokračovaly ve své politice z předválečného období. Ta byla definitivně opuštěna po japonském útoku na Pearl Harbor a vstupem USA do druhé světové války.
Po konci největšího konfliktu v dějinách pomáhaly USA obnovit západní Evropu (Marshallův plán) a snažily se zabránit celosvětovému rozmachu komunismu (NATO, korejská válka, vietnamská válka). V rámci tohoto boje podporovaly USA také různé nedemokratické vlády (Pinochet, Suharto, Čon Du-hwan, Perón, Husajn, Duvalier, podpora operace Kondor) či se nepřímo podílely na svržení vlád, jež odporovaly jejich zájmům (Mosaddek v Íránu, Árbenz v Guatemale), nebo se o jejich svržení snažily (podpora contras v Nikaragui).
Po vítězství ve studené válce se staly USA v podstatě jedinou supervelmocí na světě. Tato jejich pozice však doznává v posledních letech určitou proměnu, zvláště v souvislosti s komplikovanou situací na Středním Východě a v neposlední řadě s mocenským vzestupem Číny, podporovaným jejím rostoucím ekonomickým potenciálem.

#### Některé problémy na začátku 21. století

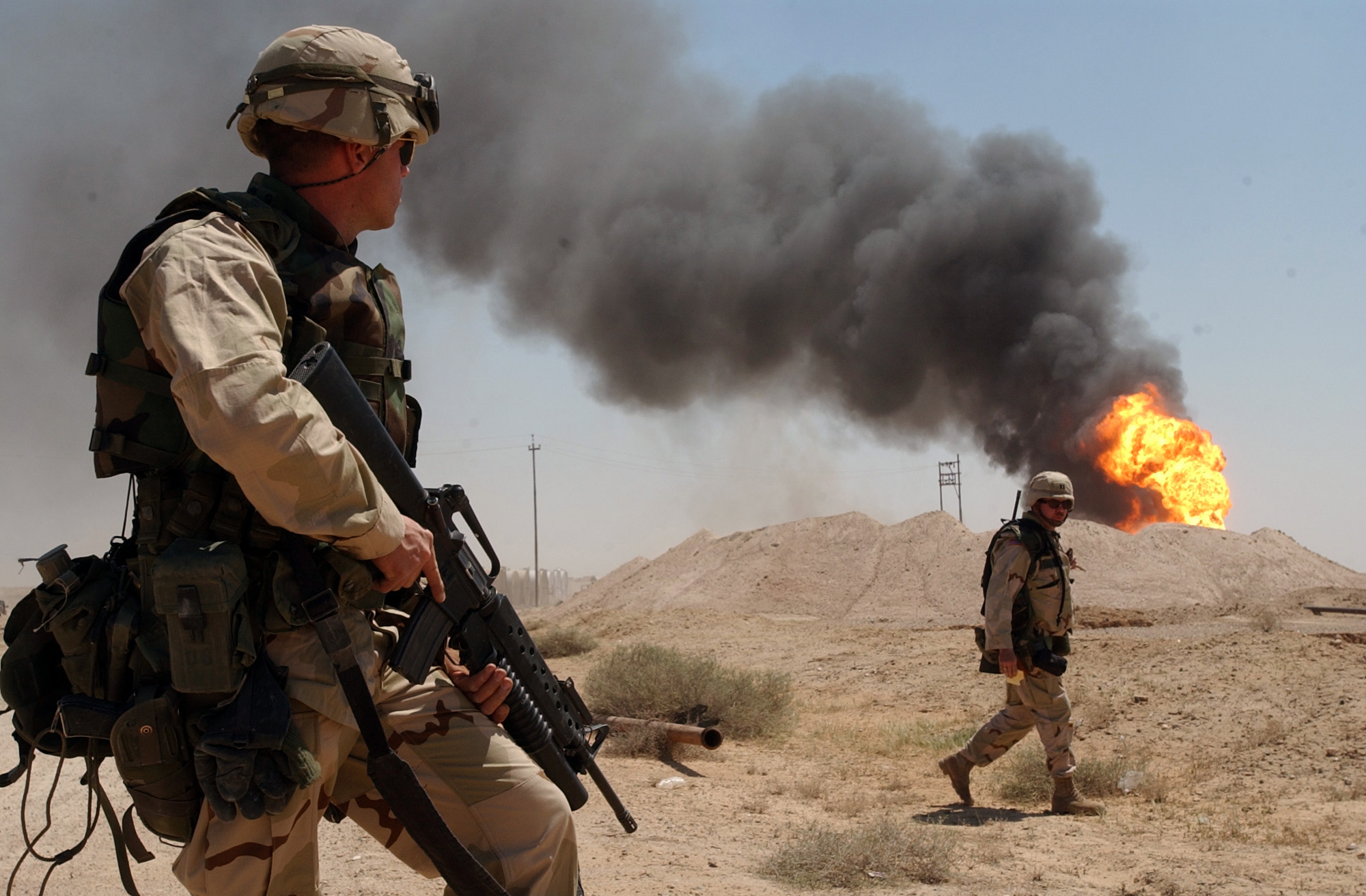
Američtí vojáci hlídají ropné pole v Rumajlá během invaze do Iráku v roce 2003

Vlády USA čelily po světě antipatiím mnoha občanů i států, ale i protestům v samotných USA, kvůli metodám boje proti teroristům, mezi které patří zacházení s vězni ve věznicích Guantánamo a Abu-Ghrajb, provozování tajných věznic CIA mimo americké území, ve kterých bylo prováděno mučení vězňů (Egypt, Pákistán, Polsko, Litva nebo Rumunsko), masové odposlouchávání svých občanů i spojenců (PATRIOT Act, Echelon a odhalení Edwarda Snowdena o činnosti NSA), kvůli válce v Iráku, která destabilizovala region a vyžádala si velké množství obětí (odhady se pohybují zhruba od 115 000 do až 461 000 mrtvých od roku 2003), nebo z důvodu vojenské intervence v Libyi, která se po svržení libyjského režimu propadla do chaosu. Kritizována je také úzká spolupráce s nedemokratickými režimy jako je Saúdská Arábie a podpora vojenské intervence v Jemenu. Vztahy mezi Spojenými státy a Íránem se prudce zhoršily poté, co USA v roce 2018 odstoupily od mezinárodní jaderné dohody s Íránem a zpřísnily protiíránské sankce.

#### Americko-čínské vztahy
Stav vztahů mezi USA a Čínou je jedním ze základních parametrů mezinárodní politiky. Tyto vztahy se zlepšily v době prezidentství Richarda Nixona, který provedl zásadní obrat tím, že uznal vládu v Pekingu jako legitimní vládu Číny. Došlo k uznání tzv. politiky jedné Číny a Tchaj-wan byl nucen postoupit své místo v OSN Pekingu. V roce 1996 se Čína pokoušela ovlivnit americké prezidentské volby zasíláním finančních příspěvků na podporu kampaně Billa Clintona.

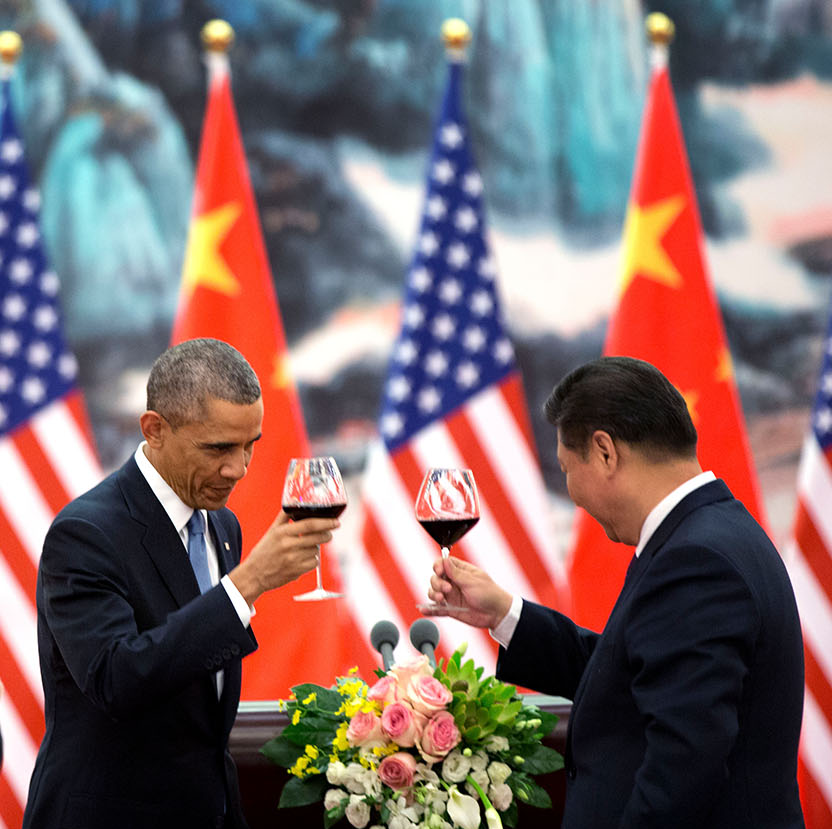
Americký prezident Barack Obama a čínský prezident Si Ťin-pching na banketu v Pekingu 12. listopadu 2014

V roce 2016 byla Čína jako vlastník amerických státních dluhopisů v hodnotě 1,244 bilionu USD největším zahraničním věřitelem Spojených států.
V době vlády prezidentů George W. Bushe a Baracka Obamy se začaly projevovat rozpory zapříčiněné mocenským vzestupem Číny jako vážného hráče v celosvětovém měřítku, hlavně však v jihovýchodní Asii. Napětí mezi Čínou a Spojenými státy vystupňovala řada incidentů, například hackerské útoky, včetně krádeže osobních údajů 21,5 milionu zaměstnanců amerických federálních úřadů v roce 2015, nebo budování umělých ostrovů v Jihočínském moři. Ambice Číny jsou umocněny její rostoucí ekonomickou sílou, která se projevuje mj. v obrovských každoročních přebytcích Číny v jejím obchodu s USA. Podle názoru amerických analytiků provádí Čína protekcionistickou obchodní politiku pomocí uměle udržovaného nízkého směnného kurzu čínské měny a zároveň mnohem nižších mezd pracovníků v čínském průmyslu, čímž může nabízet své zboží v USA za velmi nízké ceny a vytlačovat tak domácí výrobce. V roce 2017 dosáhl čínský přebytek v obchodu s USA 375 miliard USD.

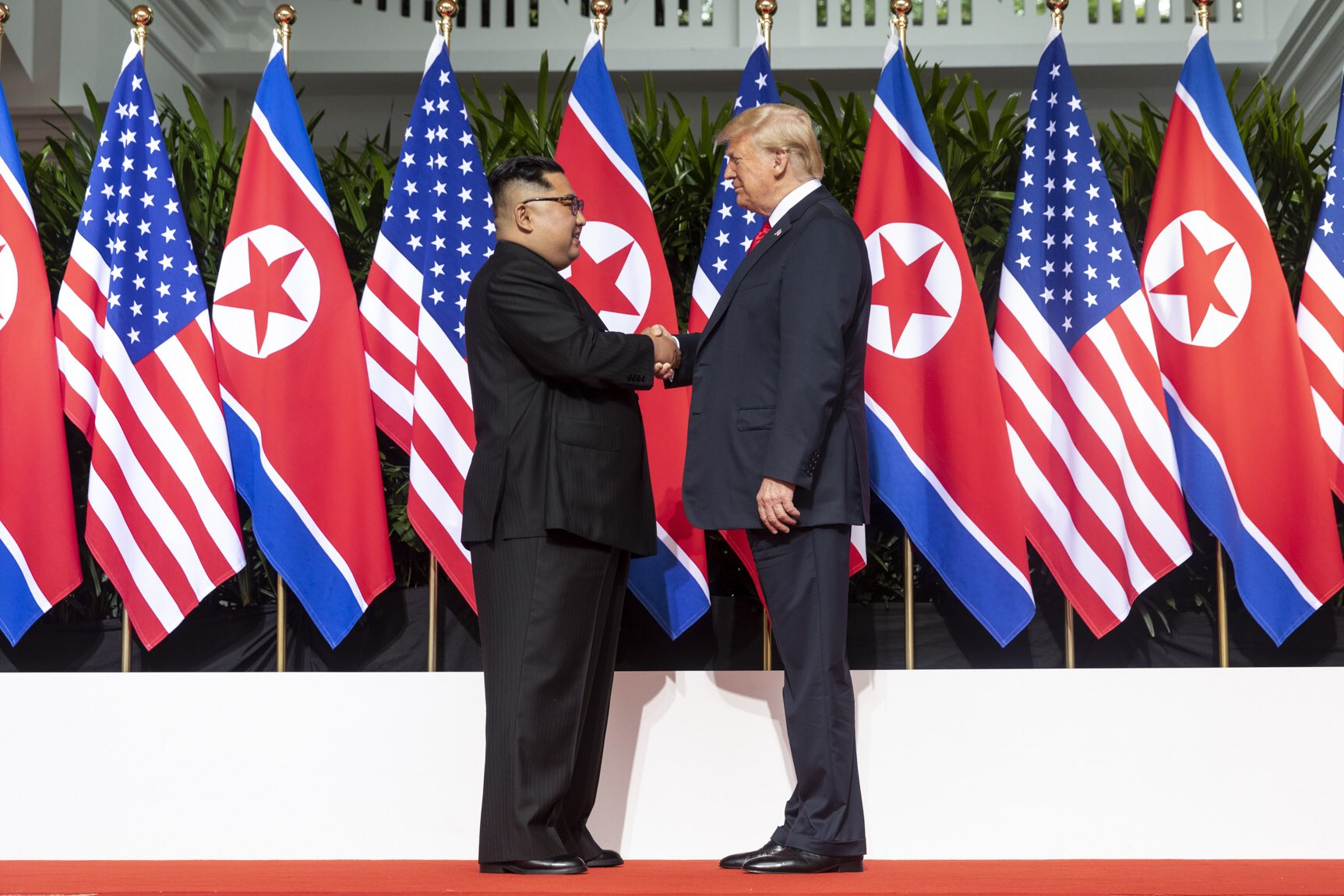
Setkání Donalda Trumpa a Kim Čong-una v létě 2018

Po nástupu Donalda Trumpa do funkce amerického prezidenta v lednu 2017 se tato situace přeměnila v konflikt, přičemž USA již zavedly zvýšené celní sazby na dovoz oceli a hliníku z Číny. Pokud nedojde ke kompromisu, hrozí nebezpečí stupňující se obchodní války mezi oběma velmocemi. Ohlášené eventuální odvetné kroky Číny, kterými by zavedla vysoká cla na 128 druhů zboží dováženého z USA, neudělaly ve Washingtonu velký dojem. Podle pozorovatelů nejde prezidentu Trumpovi primárně o přístup na čínské trhy, nýbrž o zlepšení platební bilance USA a o to, aby byl celkově zbrzděn mocenský vzestup Číny. Amerika hrozí tím, že by zavedla trestná cla na další čínské dovozy ve výši 150 miliard USD ročně, a Čína neví, jak by takové obchodní válce zabránila. Ta by podle čínských odborníků zasáhla jejich zemi silněji než USA. V současné době se vedou intenzivní jednání mezi oběma státy. Do Pekingu přiletěla 2. května 2018 americká delegace, ke které patřili ministr financí Steven Mnuchin, ministr obchodu Wilbur Ross a pověřenec pro obchodní záležitosti Robert Lighthizer. Informované kruhy ve Washingtonu byly toho názoru, že cílem této delegace nebylo ihned ukončit spor s Čínou o obchodní záležitosti.

### Nejznámější organizace

#### Vládní organizace
- CIA – Central Intelligence Agency – rozvědka pro zahraničí
- FBI – Federal Bureau of Investigation – kontrarozvědka a federální vyšetřovací úřad
- NASA – National Aeronautic and Space Agency – vládní agentura pro kosmonautiku
- NSA – National Security Agency – Národní bezpečnostní agentura
- NCIS – Naval Criminal Investigative Service – Námořní kriminální vyšetřovací služba

#### Veřejné organizace
- Národní střelecká asociace – National Rifle Association (NRA)

### Ozbrojené síly

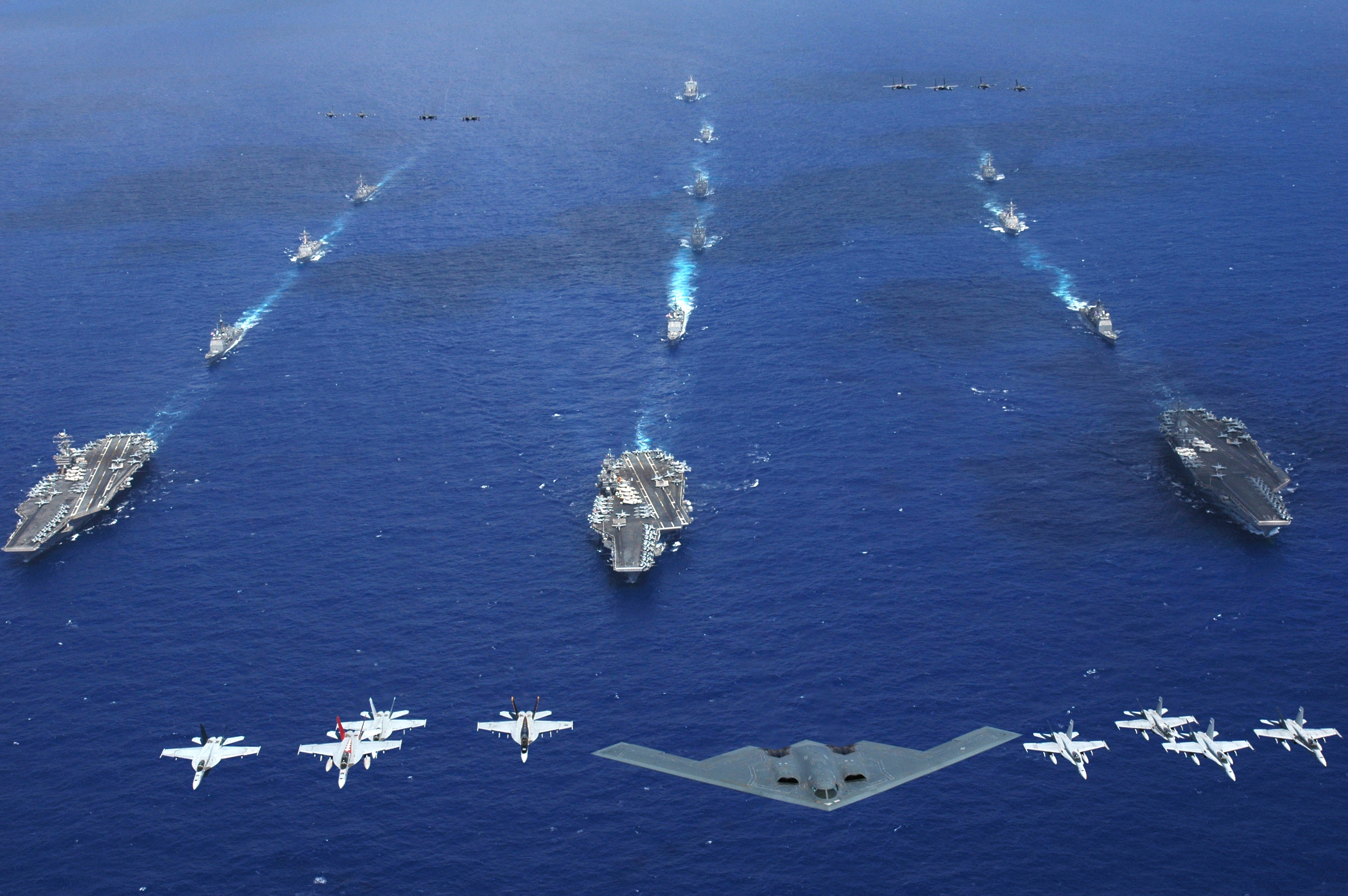
Úderná skupina Kitty Hawk, Ronald Reagan a Abraham Lincoln s letadly námořní pěchoty, námořnictva a letectva.

Ozbrojené síly Spojených států amerických se skládají ze šesti složek: armády, letectva, námořnictva, námořní pěchoty, vesmírných sil a pobřežní stráže. V aktivní službě je 1 426 026 lidí.[kdy?] Mezi výzbroj americké armády patří např. letadlové lodě, jaderné ponorky, „neviditelná“ letadla či tanky Abrams. Pokročilými technologiemi disponují i výstroje a vybavení pěších a speciálních jednotek. Spojené státy jsou jaderná velmoc vlastnící více než 6000 jaderných hlavic.
Americká armáda se zapojila do velké části hlavních konfliktů 20. století. Pomohla porazit císařské a později i nacistické Německo v obou světových válkách. V současné době mají USA nejlépe vybavenou a nejsilnější armádu na světě.[zdroj?] Tento fakt je způsoben vysokými výdaji na obranu, zhruba 3/4 toho, co zbytek světa[zdroj?] (pro rok 2011 – 698 mld. dolarů), a rozvojem moderních technologií, jakými jsou například technologie stealth, mikrovlnné, sonické a ULF (Ultra-Low Frequency) zbraně nebo munice z ochuzeného uranu. Americká armáda má vysokou bojeschopnost díky dlouholetým zkušenostem; od počátku 20. století se účastnila přibližně stovky ozbrojených konfliktů nebo intervencí. V poslední době operuje například v Afghánistánu v rámci operace Operace Trvalá svoboda a obecnějšího konceptu tzv. války proti terorismu.
V současné době mají Spojené státy 823 vojenských základen, rozmístěných ve více než 130 ze 195 zemí světa. Od 2. světové války v Německu a v Japonsku, od korejské války v Jižní Koreji a v dalších zemích. Z mezinárodních vojenských aliancí patří USA k NATO, jejímž jsou nejsilnějším členem. Ozbrojené síly USA jsou subjektem s největším dopadem na znečištění ovzduší na světě a též s největší spotřebou ropy (podle CIA World Factbook je to 320 000 barelů denně, což je přibližně 15× více než v době II. světové války). Její emise navíc nejsou připočítávány k emisím USA ani země, na jejímž území ozbrojené síly operují. V současnosti operují Spojené státy vojensky podle některých zdrojů ve více než stovce zemí světa.

## Administrativní členění

### Státy a další území
Spojené státy se skládají z 50 států (state / mn. č. states), jednoho federálního distriktu – District of Columbia, v němž leží federální hlavní město Washington, D.C. (spadá přímo pod jurisdikci Kongresu, nespadá pod žádný stát a oficiálně není státem, i když s nimi bývá často uváděn) a dalších nezačleněných území, např. ostrovních teritorií Portoriko a Severní Mariany.
Při podepsání Deklarace nezávislosti Spojených států se Unie skládala ze 13 zakládajících států, které byly do té doby britskými koloniemi. Počet států se posléze rozrostl při expanzi na západ, dobytím či nákupem nových území americkou vládou a dělením existujících států (Západní Virginie).
| - Alabama - Aljaška (Alaska) - Arizona - Arkansas - Colorado - Connecticut - Delaware - Florida - Georgie (Georgia) - Havaj (Hawaii) | - Idaho - Illinois - Indiana - Iowa - Jižní Dakota (South Dakota) - Jižní Karolína (South Carolina) - Kalifornie (California) - Kansas - Kentucky - Louisiana | - Maine - Maryland - Massachusetts - Michigan - Minnesota - Mississippi - Missouri - Montana - Nebraska - Nevada | - New Hampshire - New Jersey - New York - Nové Mexiko (New Mexico) - Ohio - Oklahoma - Oregon - Pensylvánie (Pennsylvania) - Rhode Island - Severní Dakota (North Dakota) | - Severní Karolína (North Carolina) - Tennessee - Texas - Utah - Vermont - Virginie (Virginia) - Washington - Wisconsin - Wyoming - Západní Virginie (West Virginia) |

### Města a metropolitní oblasti

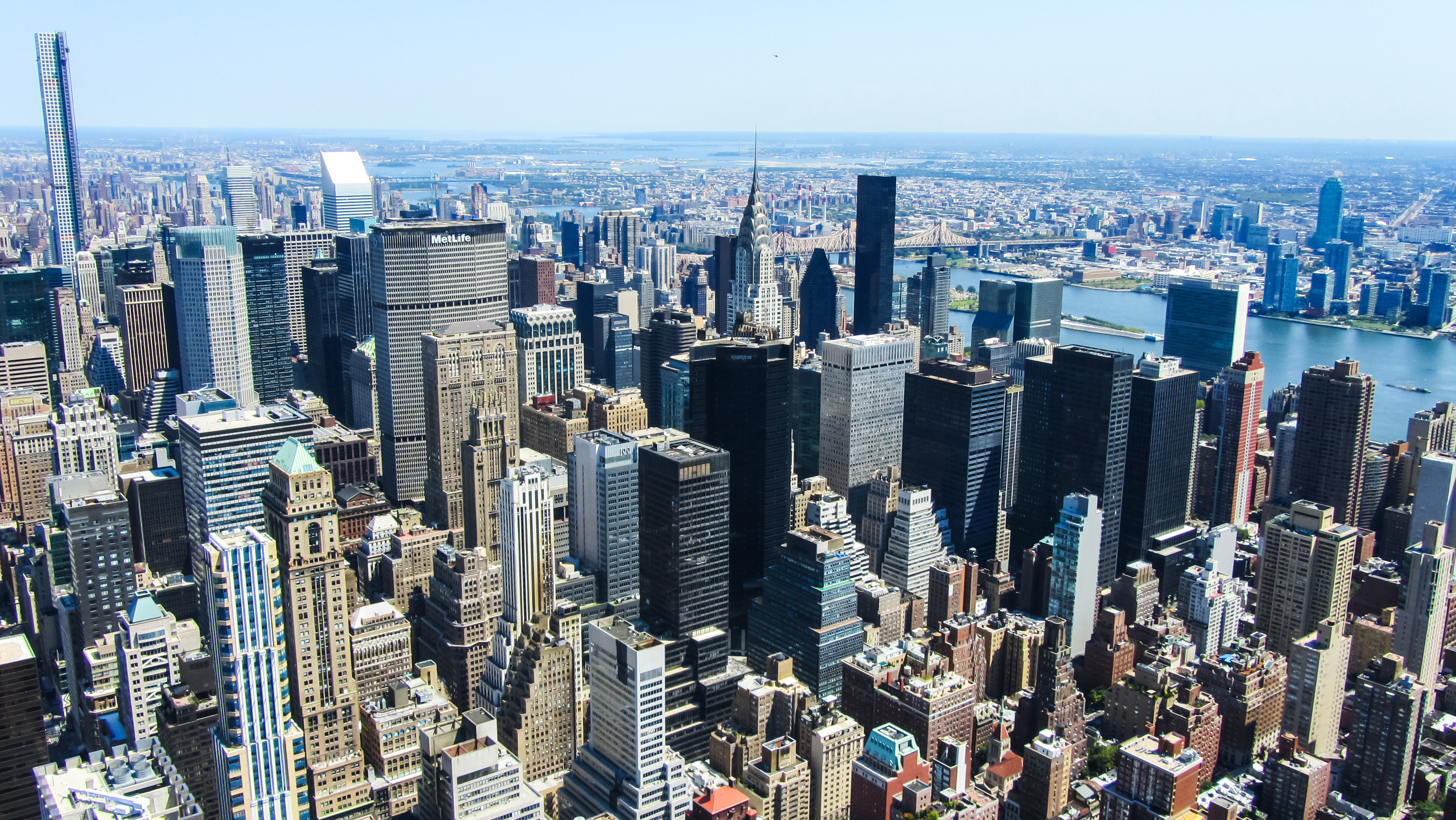
New York

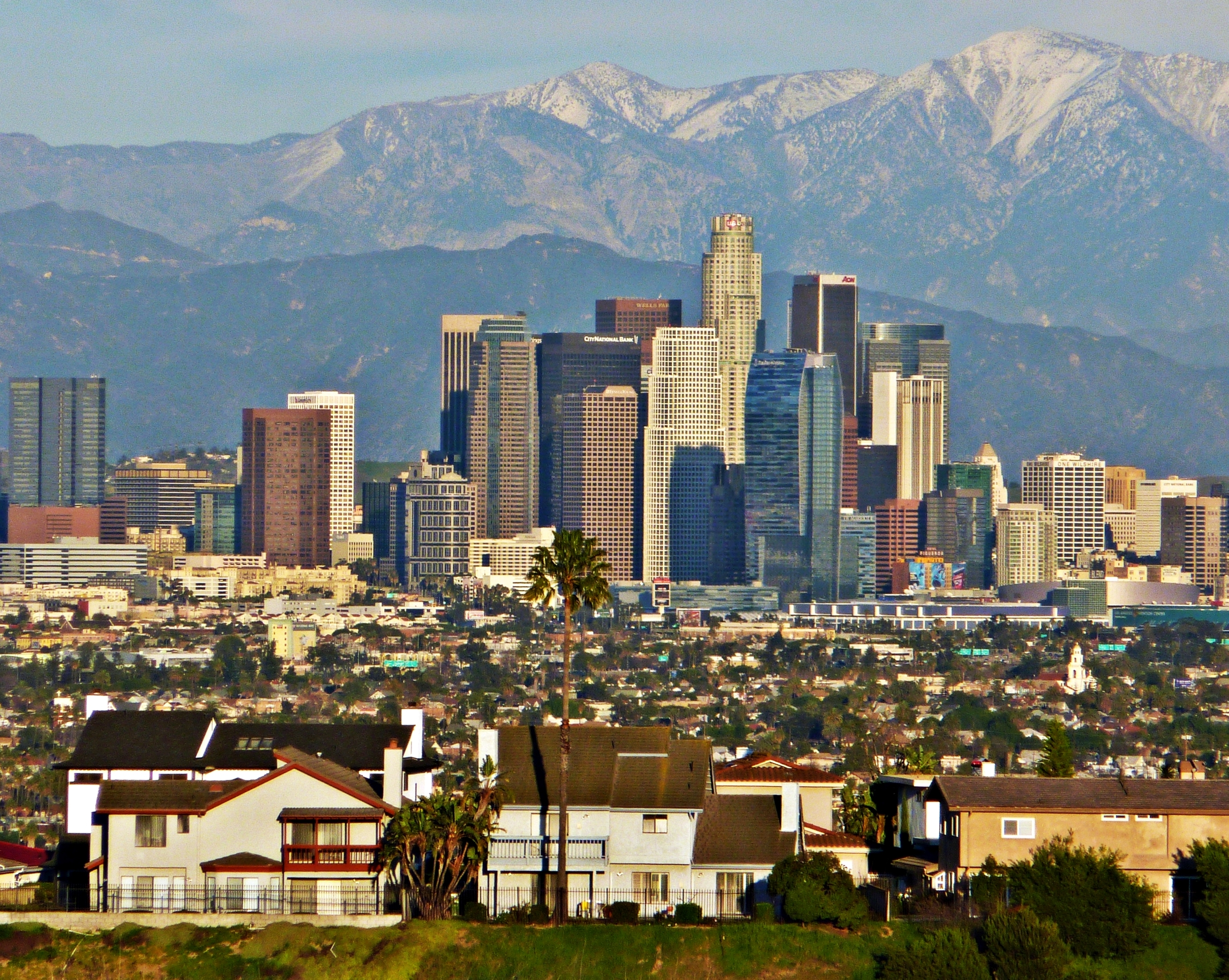
Los Angeles

Více než 83 % Američanů žije v jedné z 361 metropolitních oblastí. V roce 2005 bylo ve Spojených státech 254 měst s populací větší než 100 tisíc, 25 měst mělo více než 1 milion obyvatel a 4 města (New York, Los Angeles, Chicago a Houston) více než 2 miliony. Ve Spojených státech je 50 metropolitních oblastí, které mají počet obyvatel přes 1 milion. Mezi nejrychleji rostoucí aglomerace patří Dallas, Houston, Atlanta a Phoenix.
| 1 | New York    | 8 214 426 | 18 818 536 | 1  | Severovýchod |
| 2 | Los Angeles | 3 849 378 | 12 950 129 | 2  | Západ        |
| 3 | Chicago     | 2 833 321 | 9 505 748  | 3  | Středozápad  |
| 4 | Houston     | 2 144 491 | 5 539 949  | 6  | Jih          |
| 5 | Phoenix     | 1 512 986 | 4 039 182  | 13 | Západ        |
| 6 | Filadelfie  | 1 448 394 | 5 826 742  | 5  | Severovýchod |

## Obyvatelstvo
| Populace                                         | Populace                    |
| ------------------------------------------------ | --------------------------- |
| Populace                                         | 310 232 863 (červenec 2010) |
| Populační růst                                   | 0,97 %                      |
| Nezaregistrovaní imigranti                       | kolem 12 milionů            |
| Občané v zahraničí                               | 3 až 7 milionů              |
| Etnika                                           |                             |
| Etnické skup. s více než milionem členů          | 31                          |
| z toho                                           |                             |
| němečtí Američané                                | 15,6 %                      |
| Afroameričané                                    | 12,9 %                      |
| Iroameričané                                     | 10,8 %                      |
| Angloameričané                                   | 8,7 %                       |
| mexičtí Američané                                | 6,5 %                       |
| italští Američané                                | 5,6 %                       |
| skandinávští Američané                           | 3,7 %                       |
| polští Američané                                 | 3,2 %                       |
| Frankoameričané                                  | 3,0 %                       |
| domorodí Američané (Indiáni)                     | 2,8 %                       |
| Rasy a etnika (2007)                             |                             |
| běloši                                           | 80,0 %                      |
| černoši (Afroameričané)                          | 12,8 %                      |
| Asiaté                                           | 4,4 %                       |
| domorodí Američané (Indiáni) a Inuité (Eskymáci) | 1,0 %                       |
| Pacifičtí ostrované                              | 0,2 %                       |
| Ostatní/míšenci                                  | 1,6 %                       |
| Hispánci (zároveň členy jakékoliv rasy)          | 15,1 %                      |
| Jazyky                                           |                             |
| angličtina (pouze)                               | 214,8 milionu               |
| španělština                                      | 29,7 milionu                |
| čínština                                         | 2,2 milionu                 |
| francouzština včetně kreolské francouzštiny      | 1,4 milionu                 |
| Tagalogština                                     | 1,3 milionu                 |
| němčina                                          | 1,1 milionu                 |
| vietnamština                                     | 1,1 milionu                 |

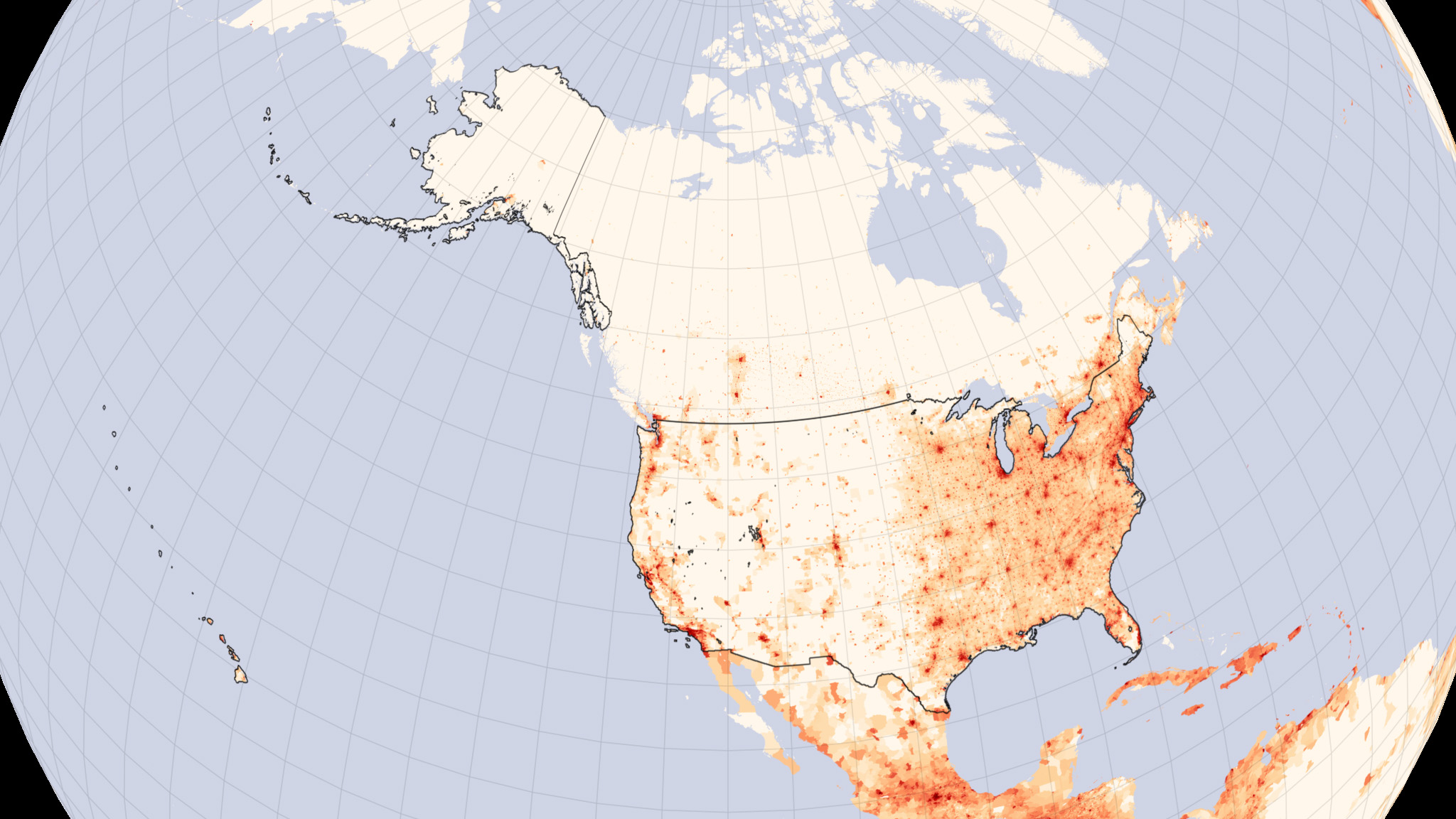
Hustota zalidnění v USA v roce 2005

Spojené státy americké jsou třetí nejlidnatější zemí na světě. Dne 17. října 2006 překročily hranici 300 milionů obyvatel. Počet ilegálních imigrantů se odhaduje na 12 milionů. Populační růst je 0,97 %, což je celkem vysoké číslo např. v porovnání s Evropskou unií, kde je přírůstek pouze 0,16 %. Na to, že jsou USA vyspělou zemí, je zde relativně vysoká i dětská úmrtnost (6,14 ppm) i počet lidí pod hranicí chudoby (47 milionů, tj. 15,15 %) nebo ve vězení (2,245 milionu neboli 751 na 100 000 obyvatel; tj. asi 7,5× více než průměr EU).
USA mají velmi rozmanitou populaci. V zemi je 31 etnických skupin s počtem obyvatel větším než jeden milion. To je způsobeno imigrací, která provázela Spojené státy po celou jejich historii – a provází je i nadále. Od 17. století se do Spojených států stěhovali hlavně Evropané, v posledních několika dekádách imigranty představují přistěhovalci z Latinské Ameriky, hlavně z Mexika, Kuby a Portorika, a z Asie. Každoročně se do USA přistěhuje okolo jednoho milionu legálních imigrantů.

### Etnické složení

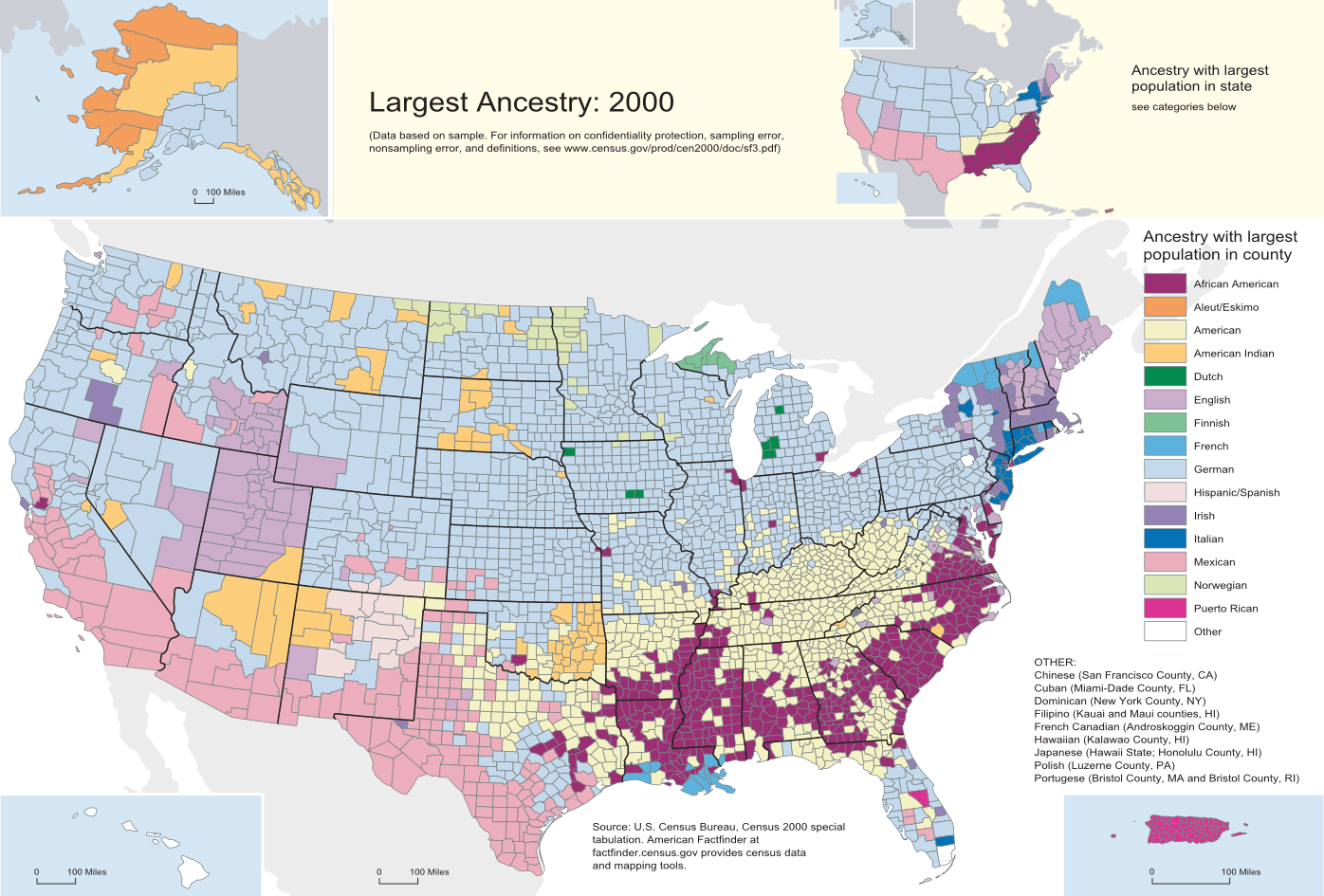
Mapa zobrazující nejčastější etnický původ v jednotlivých okresech

Podle odhadu z roku 2005 tvoří 74,7 % obyvatelstva běloši, 12,1 % černoši/Afroameričané, 4,3 % Asiaté, Indiáni a Eskymáci pak 0,8 % a jiné rasy celkem 7,9 %. V těchto číslech je zahrnuto 14,5 % těch, kdo se považují za jednu z těchto etnických skupin a zároveň za Hispánce nebo Latinoameričany. Při sčítání obyvatelstva v USA je totiž otázka rasy jedna věc, zatímco otázka hispánského původu věc druhá.
Nejrychleji rostoucí skupinou jsou obyvatelé hispánského původu. Zatímco v roce 1996 tvořili 10 % obyvatelstva, v roce 2000 to bylo 12,5 % a podle odhadu z roku 2005 14,5 %. Vysoký růst je daný jednak imigrací, jednak vysokou porodností. V Kalifornii, Arizoně, Novém Mexiku a v Texasu se pravděpodobně brzy stanou většinou. Největší podíl Hispánců je v Novém Mexiku – 43,6 %. Mexičané obývají především jihozápad a západ USA, Portoričané severovýchod a Kubánci Floridu. Nehispánští běloši (většinou evropského původu) tvořili v roce 1960 85 % populace, nyní představují asi 65 % a podle prognóz klesne jejich podíl v roce 2042 pod 50 %; v roce 2050 mají tvořit 46,3 % populace. Nehispánští běloši tvořili v letech 2008–2009 51,4 % všech novorozenců. V roce 2012 jejich podíl poklesl pod 50 % a menšiny tak již tvoří většinu novorozenců.
Muži tvoří 48,5 % populace, ženy 51,5 %. Mužů je přitom více ve věkových skupinách do 15 let, ale naopak nad 65 let již převažují ženy, a to o celých 12,5 %.
Věkové složení obyvatelstva je následující:
| Věk           | Podíl  |
| ------------- | ------ |
| 0–14 let      | 20,1 % |
| 15–64 let     | 66,9 % |
| 65 let a více | 13 %   |

Zdroj
| Rasové složení            | 2013   | 1990   | 1970   | 1940   |
| ------------------------- | ------ | ------ | ------ | ------ |
| Běloši                    | 77,7 % | 80,3 % | 87,5 % | 89,8 % |
| —Nehispánští běloši       | 62,6 % | 75,6 % | 83,2 % | 88,4 % |
| Černoši                   | 13,2 % | 12,1 % | 11,1 % | 9,8 %  |
| Hispánci (jakékoliv rasy) | 17,1 % | 9,0 %  | 4,7 %  | 1,4 %  |
| Asiaté                    | 5,3 %  | 3,9 %  | 0,3 %  | (X)    |

### Imigrace

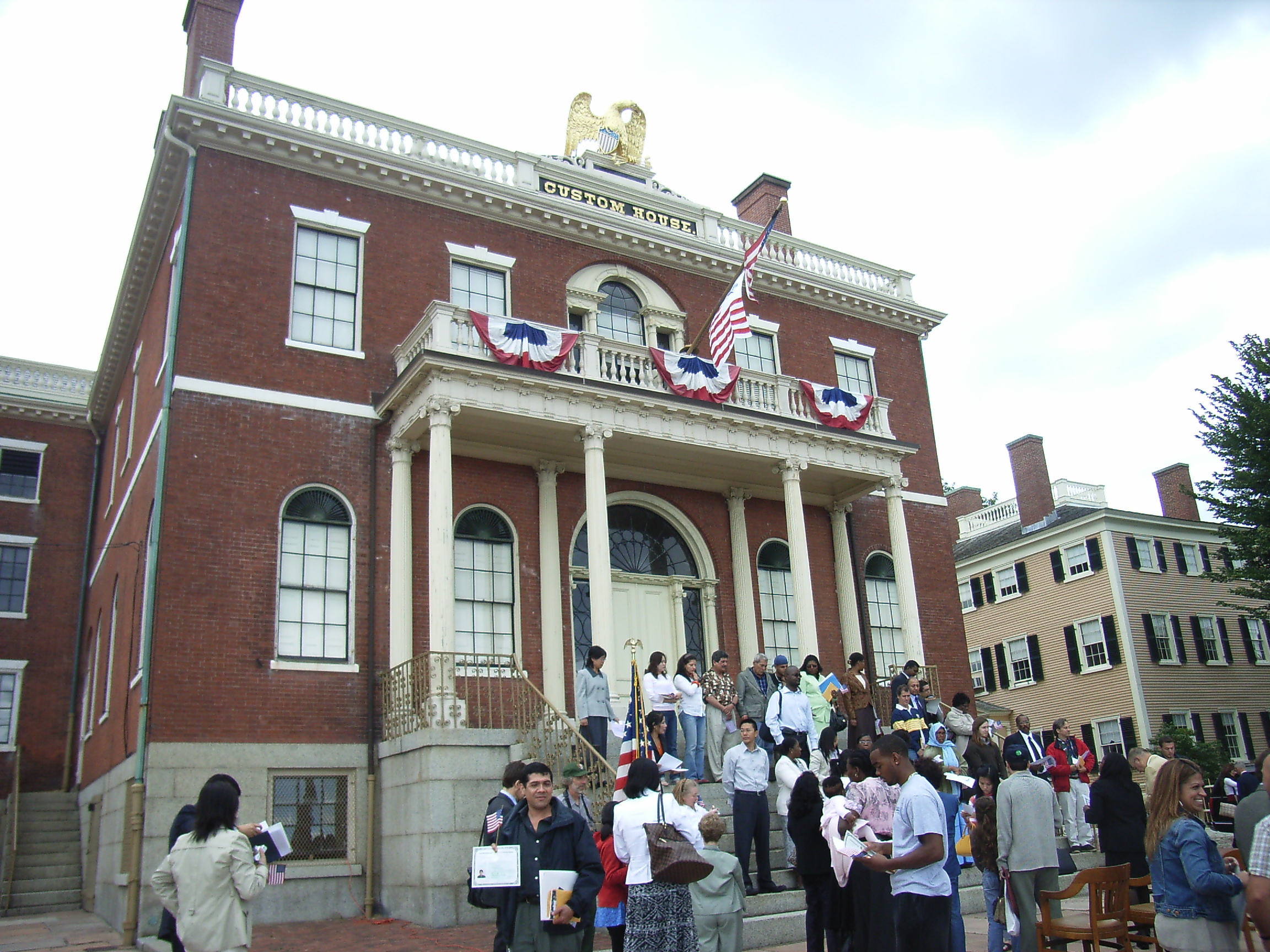
Slib věrnosti nových amerických občanů v Salemu, Massachusetts v roce 2007

Od počátku kolonizace v 17. století až do 20. století mezi imigranty převládali Evropané, především Angličané, ale také Irové, kteří prchali před hladomorem v Irsku, a Němci, kteří se začali ve větších počtech stěhovat po potlačení revoluce v roce 1848. Velká část imigrantů v 19. století prošla imigračním střediskem na Ellis Islandu v New Yorku. Ve druhé polovině 19. století se do Spojených států stěhovalo mnoho Čechů, kteří se usazovali především v Texasu a ve státech středozápadu (např. v Nebrasce tvoří Čechoameričané okolo 5 % obyvatel), ale také ve velkých městech jako Chicago, kde byl starostou český rodák Antonín Čermák.
Imigrační zákon z roku 1921 (Emergency Quota Act), který byl ještě zpřísněn v roce 1924, omezil přistěhovalectví do USA kvótami, což nejvíce postihlo emigranty z jižní a východní Evropy, kteří tvořili na počátku 20. století přes polovinu nově příchozích. Ve 30. letech tento zákon bránil příchodu Židů, kteří prchali před nacistickým Německem. Zákon byl změněn až v roce 1952. V 50. a 60. letech se do Spojených států stěhovalo ročně 200–300 tisíc lidí.
Prezident Lyndon B. Johnson v roce 1965 podepsal zákon Immigration and Nationality Act of 1965, který zrušil jakákoliv rasová omezení pro imigraci a Spojené státy otevřel imigrantům ze zemí třetího světa, především z Latinské Ameriky, Karibiku a Asie, kteří postupně mezi imigranty převládli. Na počátku 21. století Spojené státy přijímaly okolo 1 milionu imigrantů ročně. V roce 2015 se do Spojených států přistěhovalo legálně více než milion lidí, ale jenom 85 tisíc z nich přišlo z Evropy. Ve fiskálním roce 2022 byl udělen trvalý pobyt ve Spojených státech více než jednomu milionu přistěhovalců.
Takzvaná „sanctuary cities“, tedy ochranitelská či azylová města, mezi něž patří New York, Los Angeles, Denver, Chicago, Seattle a stovky dalších amerických měst a okrsků, která jsou většinou ovládaná demokraty, nepomáhají federálním úřadům na svém území s prosazováním federálních zákonů týkajících se imigrace, jelikož to není jejich povinnost, a chrání nelegální imigranty před federální vládou.

### Jazyky
Angličtina je výlučným mateřským jazykem pro asi 82 % obyvatel, španělština pro 10 % obyvatel. USA nemají na federální úrovni zákonem kodifikovaný úřední jazyk, nicméně angličtina jím fakticky je a některé zákony a předpisy vyžadují v určitých oblastech její znalost (viz např. požadavky pro naturalizaci). Některé jednotlivé státy Unie úřední jazyky kodifikovány mají, a to buďto angličtinu, nebo vícero jazyků včetně angličtiny. Vícejazyčné státy jsou Havaj (angličtina a havajština), Nové Mexiko (angličtina a španělština) a Louisiana (angličtina a francouzština). V různých dalších závislých územích je situace ještě pestřejší, často je zvláštními předpisy chráněn jazyk původních obyvatel.

### Náboženství
| <30 % | <40 % | <50 % | >50 % |           |
|       |       |       |       | katolíci  |
|       |       |       |       | baptisté  |
|       |       |       |       | metodisté |
|       |       |       |       | luteráni  |
|       |       |       |       | mormoni   |
|       |       |       |       | ateisté   |

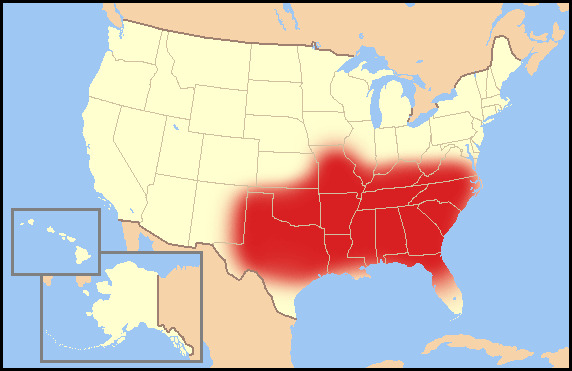
Biblický pás – přibližné vymezení převážně protestantského a konzervativního Jihu

Náboženství v USA
<30 %
<40 %
<50 %
>50 %
katolíci
baptisté
metodisté
luteráni
mormoni
ateisté

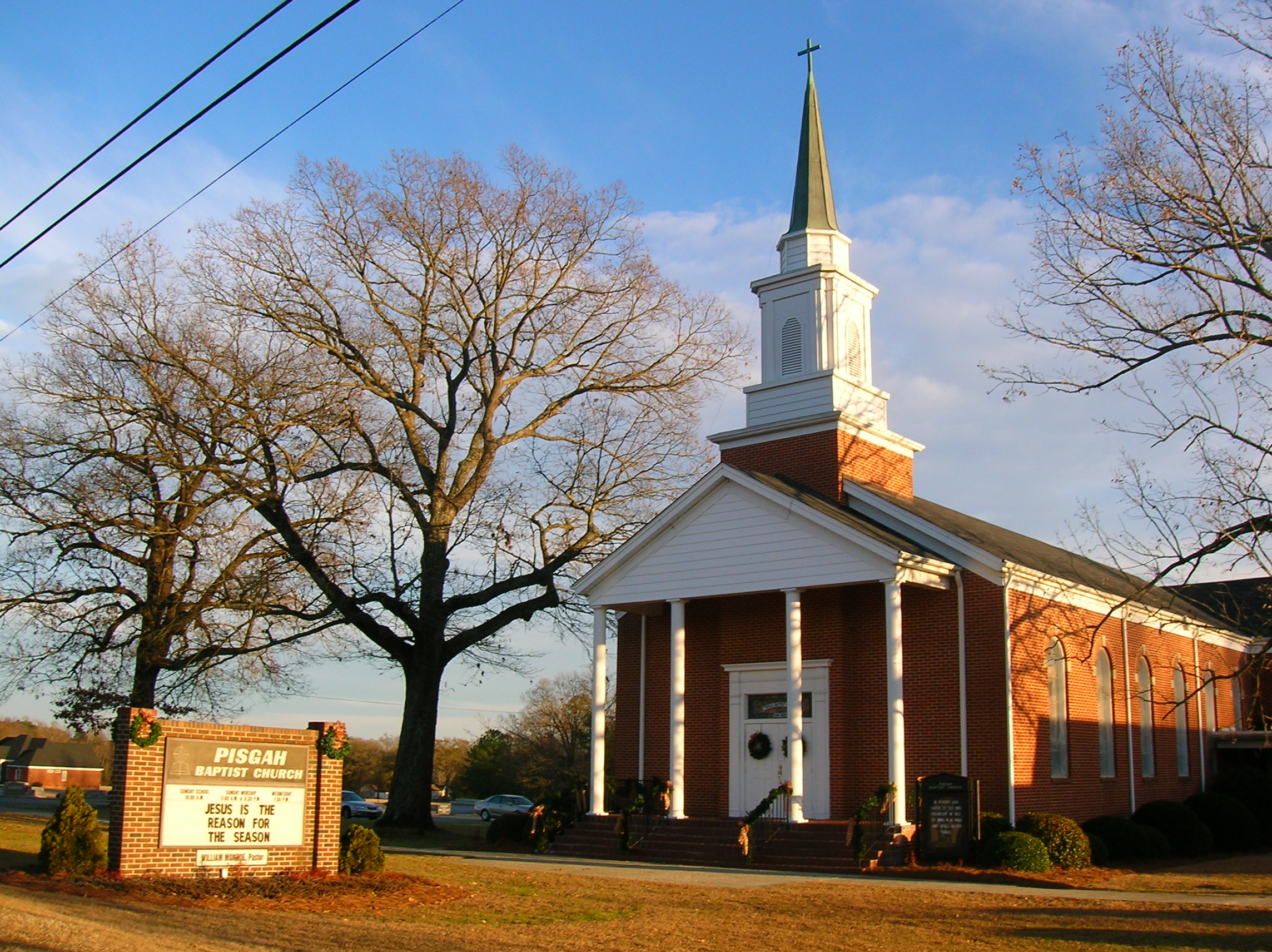
Protestatnský kostel na americkém Jihu

Ve Spojených státech amerických hrají náboženství mnohem významnější roli, než je tomu v Evropě, kde došlo v druhé polovině 20. století k rozsáhlé sekularizaci společnosti v řadě zemí (kupř. Švédsko, Česko, Estonsko a další). Je obtížné, až nemožné, dodat pro USA přesná čísla, neboť v této oblasti neexistují žádné ucelené statistiky typu sčítání lidu (americké pojetí odluky církve od státu má za následek, že se státní úřady na věci týkající se víry neptají), takže počty věřících se odvozují buďto ze soukromých průzkumů či údajů samotných církví a představují spíše hrubé odhady. Obyvatel bez vyznání, ateistů a agnostiků je jen asi 14 %.
Nejrozšířenějším náboženstvím ve Spojených státech je křesťanství, k němuž se hlásí asi 76 % až 81 % obyvatel. Zhruba ⅔ z nich jsou protestanti, kteří jsou ovšem roztříštěni do mnoha dílčích seskupení a denominací, takže nejsilnější církví je církev římskokatolická, k níž náleží zbylá třetina křesťanů (asi 25 % obyvatel). Jsou tam i početné diecéze východních katolíků, z celkem 10 církví: arménští katolíci, syrští katolíci, syromalankarští katolíci z Indie, syromalabarští katolíci z Indie, chaldejští katolíci z Iráku, maronité, členové různých řeckokatolických církví (melchitské, ukrajinské, rusínské a rumunské). Celkem mají tyto církve 468 330 věřících. Patří k nim také část z 36 000 arménských katolíků a část z 6200 členů Rumunské řeckokatolické církve z diecézí pro USA a Kanadu. Je tam též personální Ordinariát Petrova stolce pro římské katolíky anglikánského ritu (bývalé episkopály z ECUSA - Episkopální církev Spojených států amerických), který vznikl 1. ledna 2012, roku 2012 měl 2550 věřících a 23 kněží ve 12 farnostech; počet věřících narůstá – 2013 již 4550, 23 kněží ve 12 farnostech, 2014 – už 6000 věřících a 40 kněží ve 25 farnostech. Ordinářem je Jeffrey Neil Steenson, do září 2007 jeden z biskupů ECUSA, oficiálně konvertoval (i s rodinou) 1. prosince 2007, ordinářem je od 1. ledna 2012, uveden do úřadu 12. února 2012.
Jako nejpočetnější a nejvýznamnější skupina obyvatel (z náboženského hlediska) jsou bráni evangelikálové, těsně následovaní katolíky (obojí zhruba 25 %), přičemž pořadí se může v různých statistikách měnit. Vysoká koncentrace konzervativních protestantů v jihovýchodní části USA, kde představují dominantní kulturní a politickou sílu, dala této oblasti přezdívku „biblický pás“ (Bible Belt).
V roce 1830 vznikla Církev Ježíše Krista Svatých posledních dnů (tj. mormoni), jejíž stoupenci v první polovině 19. století osídlili území budoucího státu Utah, kde jsou i dnes většinovou církví.
Nekřesťanská náboženství představují asi 3,5 % obyvatel USA, přičemž nejvýznamnější z nich jsou judaismus (židé), islám, buddhismus a hinduismus. Zejména počet vyznavačů islámu a buddhismu rychle roste.
- křesťané 76,7 %
  - protestanti 52 %
    - baptisté 16,3 %
    - metodisté 6,8 %
    - luteráni 4,6 %

  - římští katolíci 24,5 %, plus východní katolíci
- agnostici, ateisté, bez vyznání celkem 14,2 %
- židé 1,6 %
- muslimové 0,6 %
- buddhisté 0,5 %
- hinduisté 0,4 %

Americká sociologická výzkumná agentura Springtide Research Institute (SRI) publikovala ve druhé polovině roku 2023 výsledky výzkumu náboženské víry mezi mladými lidmi (v rozmezí 13–25 let):
- protestanti 19 %
- "Prosté křesťanství" 19 %
- katolická církev 16 %
- ateisté 6 %
- agnostici 6 %
- „nevyhranění“ 15 %
- mormoni 4 %
- pravoslavní 2 %
- židovství 2 %
- islám 2 %
- buddhismus 1 %

Podle Pew Institute v roce 2023 vzrůstá počet lidí bez vyznání: roku 2007 16 %, roku 2001 dokonce 31 %, do roku 2022 hodnota poklesla na 28 %. 

V této skupině respondentů se však pouze 17 % z nich považuje za ateisty a 20 % za agnostiky. 63 % tak spadá do kategorie „nic určitého“. Dále si výzkum všímá, že jsou to lidé spíše mladší (69 % pod 50 let) a mírně převažují voliči Demokratické strany (62 %), avšak rozdíly mezi pohlavími již nejsou nijak patrné a příslušnost k rasovým skupinám rovněž odpovídá celé americké populaci. 

Dalším specifikem pro tuto skupinu je, že pro ně není důležité organizované (institucionální) náboženství. 

Avšak 56 % uvádí, že věří v „nějakou vyšší sílu“, 13 % dokonce v Boha. 

Polovina dotázaných spadá do (poměrně nedávno popsané) kategorie SBNR.

### Systém vzdělávaní

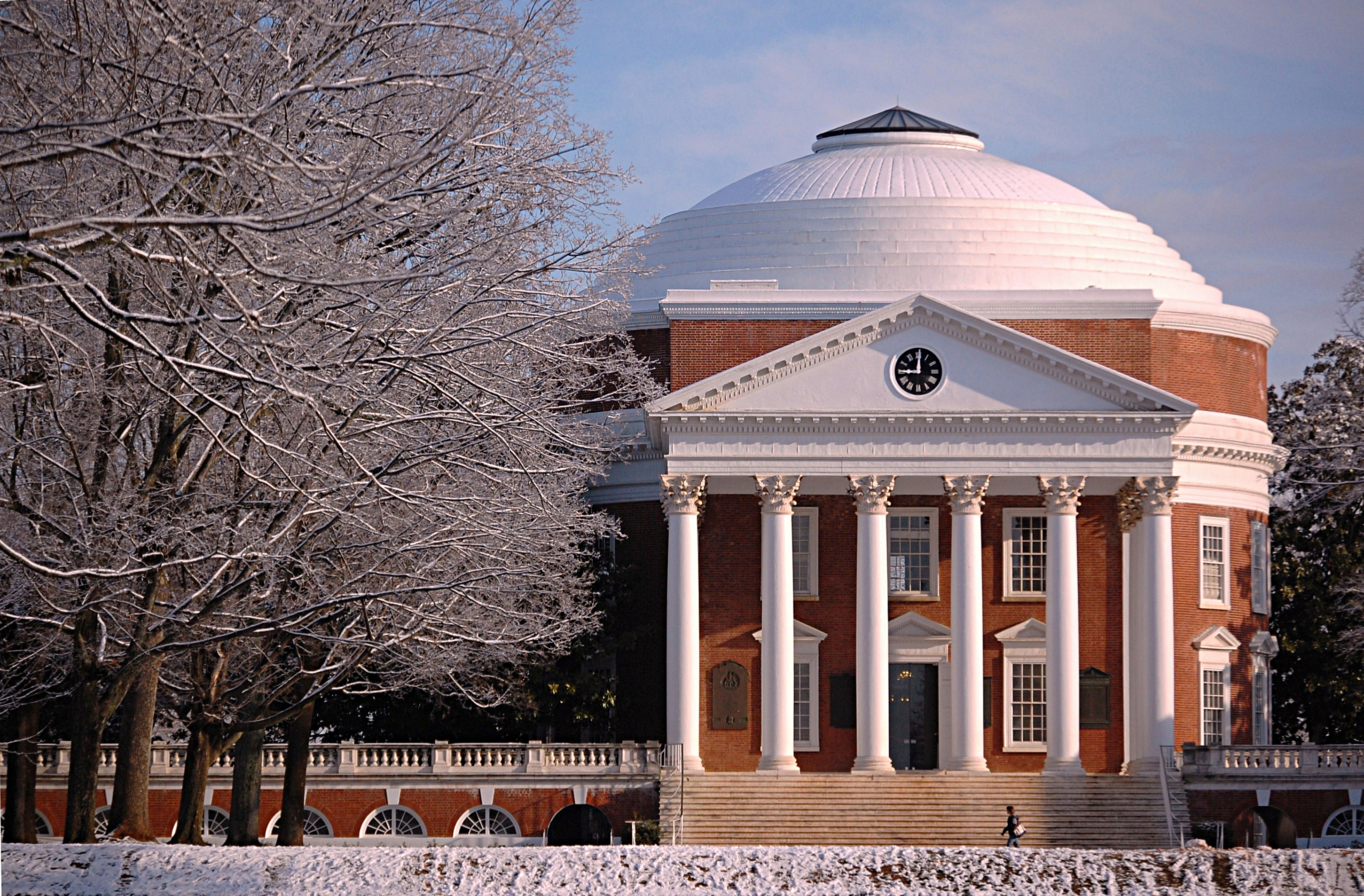
University of Virginia, založená Thomasem Jeffersonem v roce 1819, je jednou z mnoha veřejných univerzit ve Spojených státech.

Vzdělávací systém je v USA podobný v každém z 50 států. Školní systém je v kompetenci jednotlivých států. Výrazné rozdíly mohou být hlavně ve financování. Veřejné školství je dále decentralizované v rámci každého státu, např. od státního výboru vzdělávání až po místní školské obvody. Obecné požadavky jednotlivých států se realizují prostřednictvím těchto místních školních obvodů. Ty jsou spravovány školní radou, kterou si volí občané. O formě výuky, osnov, použití učebnic rozhoduje školní rada spolu s kompetentním pedagogickým pracovníkem školy. Financování škol bylo založeno na peněžních prostředcích plynoucích z místních daní. Aktuálně se školy financují hlavně ze státního rozpočtu a o použití prostředků rozhoduje školní rada.
Veřejné školství je všeobecně dostupné. Věk vzdělávací povinnosti je v jednotlivých státech různý. Začíná v pěti až osmi letech a končí ve čtrnácti až osmnácti letech. Vzdělávací povinnost se zpravidla plní školní docházkou do veřejných škol, do státem akreditovaných soukromých škol nebo schválenými programy domácího vzdělávání. Ve většině veřejných a soukromých škol je výuka rozdělena do tří stupňů (úrovní): „základní“ škola (elementary school; v Česku první stupeň základní školy, spíše „obecná“ škola), „střední“ odpovídá druhému stupni české základní školy nebo nižším ročníkům víceletých gymnázií (middle school, někdy junior high school) a „vysoká“ (high school, někdy secondary education), odpovídající českým středním školám. V převážné většině škol těchto stupňů jsou děti rozděleny do věkových skupin na ročníky, resp. třídy (grade) od školky (Kindergarden) pro nejmladší žáky přes první třídu až po dvanáctý ročník (třídu), poslední rok „vysoké“ školy. Přesné věkové přiřazení žáků a studentů (anglicky jen student) v ročnících se trochu liší podle místa.
Vyšší, terciární vzdělávání, známější jako college univerzitní úrovně je obecně vedeno nezávisle na základním a středním školství.
V roce 1954 Nejvyšší soud rozhodl, že rasová segregace na amerických veřejných školách je protiústavní. V boji za desegregaci začaly americké soudy v 60. a 70. letech nařizovat povinné rozvážení dětí odlišných ras do škol v jiných čtvrtích (tzv. desegregation busing), aby byla zajištěna rasová rovnováha na amerických školách. To se ovšem setkalo s odporem mnoha bílých rodičů a nastal tzv. bílý útěk z velkých měst.
Dne 3. července 2018 vydala Trumpova administrativa nařízení, kterým zrušila dosavadní praxi pozitivní diskriminace (tzv. affirmative action) na amerických středních a vysokých školách, které se mohly při přijímání studentů rozhodovat podle rasového klíče a směly zvýhodňovat afroamerické a hispánské uchazeče o přijetí na školu. Harvardova univerzita a některé další americké univerzity se rozhodly nařízení vlády nerespektovat a chtějí dál uplatňovat rasové hledisko při výběru budoucích studentů.

### Zdravotní péče

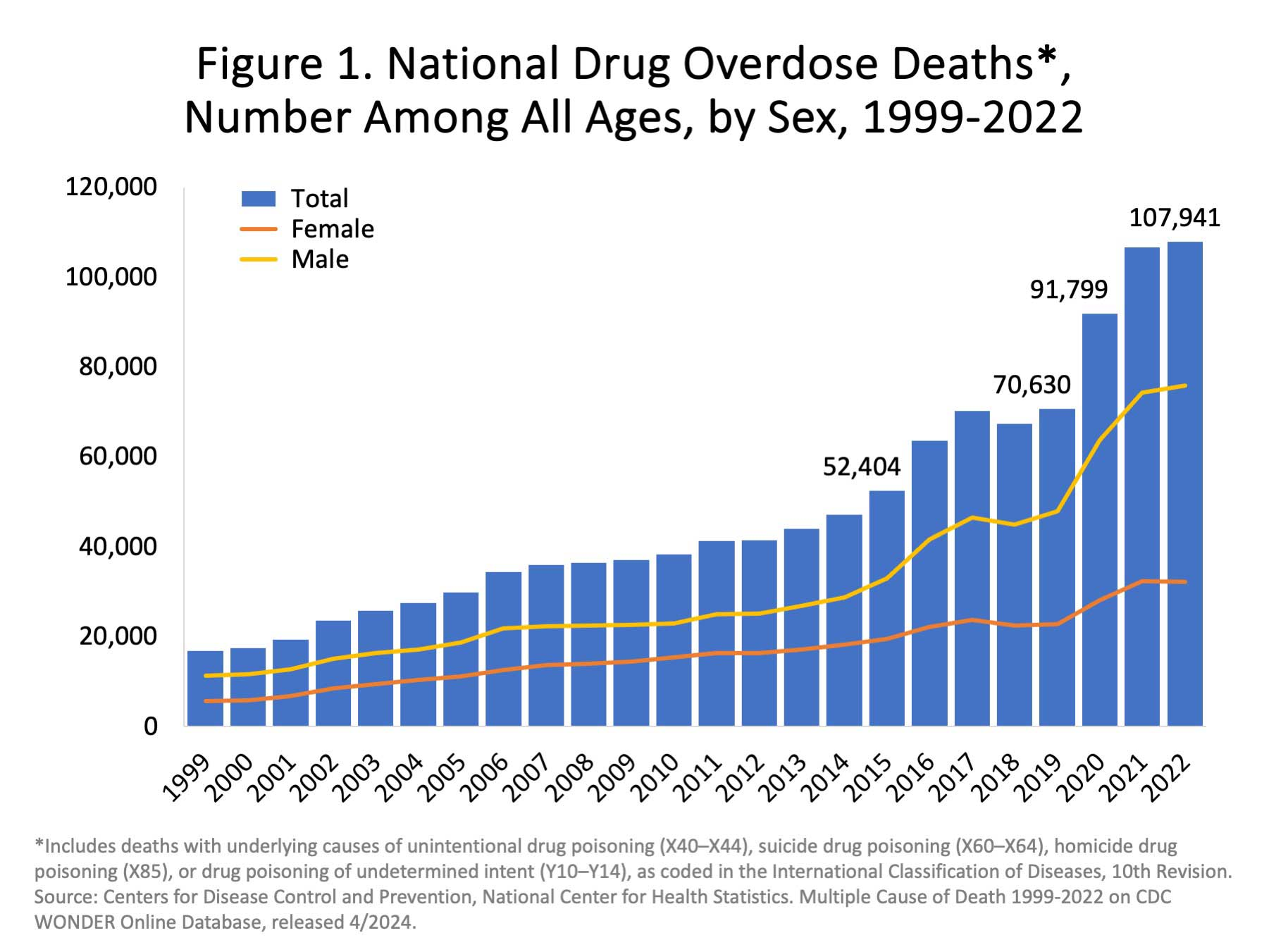
Úmrtí v důsledku předávkování drogami v letech 1999–2019

Spojené státy patří mezi země s nejvyššími výdaji na zdravotnictví v poměru k HDP. V mezinárodních žebříčcích kvality zdravotnických systémů (WHO, The BMJ) však nepatří ke špičce. V roce 2008 se USA podle OECD ve srovnání délky života, kojenecké úmrtnosti nebo potenciálně ztracených let života v souvislosti se zdravotním stavem umístili v dolní třetině států OECD. Přesto jsou USA zemí s nejrozšířenějším využíváním moderních medicínských technologií.
V USA neexistuje univerzální zdravotní systém zajišťující péči pro všechny obyvatele. Některé státy však v minulosti vyvíjely iniciativu směrem k univerzálnímu systému, například zavedením povinného zdravotního pojištění, které chudým dotuje stát. Jde hlavně o státy Minnesota a Massachusetts. Vláda USA financuje z daní zdravotní péči pro přibližně 28% obyvatel, a to zejména pro lidi nad 65 let a zdravotně postižené (Medicare), chudé (Medicaid), pro děti z rodin s nízkým příjmem (Children' s Health Insurance Program), jakož i pro vojenské veterány (Veterans Health Administration) a lidí v aktivní vojenské službě (Tricare). Vláda také financuje kliniky poskytující předporodní péči a spolu s charitativními organizacemi i většinu hospiců pečujících o lidi, jejichž očekávaná délka dožití je do šesti měsíců. Podíl veřejných výdajů na celkových výdajích na zdravotnictví dlouhodobě stoupá.
Ve srovnání s většinou jiných států OECD vláda USA nereguluje ceny léků, důsledkem čehož jsou zejména ceny originálních léků podstatně vyšší. Vznikají tak příznivé podmínky pro vývoj nových léků, z čehož profitují i jiné státy. Značná část výdajů na zdravotnictví v USA směřuje do výzkumu. Většinu (hlavně aplikovaného) výzkumu financují soukromé ziskové firmy, přičemž vláda se orientuje zejména na základní výzkum.
Veřejná diskuse se týká hlavně problému rychle rostoucích nákladů, nerovného přístupu ke zdravotní péči a nárůstu počtu nepojištěných, resp. nedostatečně pojištěných Američanů. V roce 2015 bylo bez zdravotního pojištění 28,6 milionu Američanů. K nejvíce diskutovaným řešením patří různé možnosti zavedení univerzálního zdravotního systému.

## Společnost

### Americký způsob života

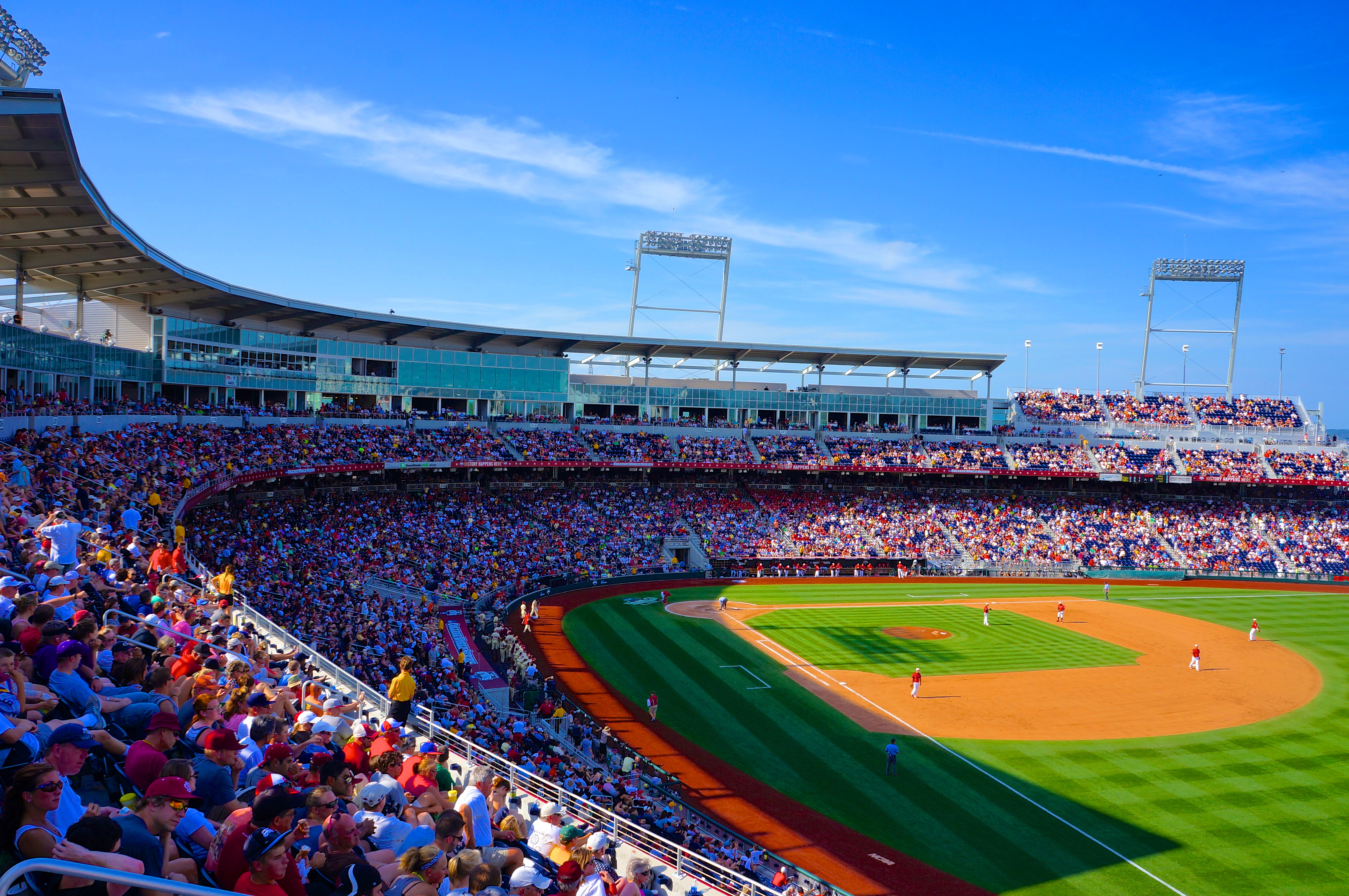
Američané sledují baseballové utkání na stadionu v Omaze

Společnost je často charakterizována „americkým způsobem života“ (American way of life). Tento termín označuje specifický nacionalistický étos. Jednoznačná definice neexistuje, nicméně pojem je často spojován s citací z americké Deklarace nezávislosti, kde se uvádí, že nezcizitelným lidským právem je právo na „život, svobodu a usilování o štěstí“ (Life, Liberty and the pursuit of Happiness). Pojem úzce souvisí rovněž s termínem americký sen, kterým se označuje víra, že společnost musí být organizována tak, aby každý Američan mohl dosáhnout sociálního vzestupu, pokud je ochoten tvrdě pracovat. Termín tak odkazuje k tradici vertikální sociální mobility („ze dna až na vrchol“) a rovnostářství, které jsou podmíněné odbouráním tradičních privilegií (např. šlechtických), jež Spojené státy odvrhly při své emancipaci od britského koloniálního centra. Zprvu komunistický, později konzervativní myslitel William Herberg definoval americký způsob života individualismem, pohybem a pragmatismem. Individualismus stojí na víře, že každý jedinec je důležitý a boj za svobodu musí být vždy bojem za svobodu jedince, a že každý sociální rozvoj musí umožňovat rozvoj jedince a zmnožování jeho možností. Individualismus také přináší závazek práce na sobě samém a sebezdokonalování. Pohybem je míněna jak výše uvedená sociální mobilita (pohyb po sociálním žebříku), tak ochota nesetrvávat na starých tradicích a otevřenost vůči novinkám, které přináší pokrok, s čímž je spojen i „americký optimismus“, nadějeplné hledění k horizontu a budoucnu. Pragmatismem je míněna jak konkrétní pragmatická škola, první ryze americká filozofická škola vůbec (John Dewey, Charles Sanders Peirce, William James), tak obecnější ochota k hledání reálných, kompromisních řešení problémů v rámci demokratické diskuse. Často je pojem „americký způsob života“ spojován též s aktivitou a vírou v práci a její duchovní hodnotou (viz též Weberova „protestantská etika kapitalismu“). V USA je také často dáván do souvislosti s velmi obecným termínem „svoboda“ (freedom), jež se pak projevuje v různorodých fenoménech jako americká ochota se stěhovat a nedržet se jednoho místa, odpor k přílišné byrokratizaci společnosti (např. k občanským průkazům evropského typu), s fenomény jako je moderní nomádství za pomoci karavanů, život subkultur typu uživatelů motorek Harley Davidson apod. Velkou roli ve vnímání pojmu svoboda hraje v ústavě USA zakotvené právo na vlastnění ručních palných zbraní. V některých státech, například v Texasu, je dovoleno nosit ruční zbraně viditelně u sebe, v městě New Yorku je to naopak zakázáno. Kontrakultura 60. let 20. století často spojovala s americkým pojetím svobody a tedy i americkým způsobem života drogy, nicméně v 80. letech se společenské vědomí změnilo a toto spojení bylo rozbito. S tím souvisela i kampaň proti jiným závislostem, zejména proti kouření cigaret. „Americká svoboda“ je často dávána do souvislosti s absolutní svobodou slova (americké zákonodárství nezná kategorii verbálního trestného činu), a tedy například i s dostupností pornografie, ovšem v tomto případě je společenská shoda mnohem menší, což souvisí s tím, že široké vrstvy obyvatelstva v USA jsou nábožensky založené a většina mravních zásad je odvozena z puritánství. To ukazuje například prudérní filmový rating MPAA či citlivost na sexismus. Mimo Spojené státy je pojem „americký způsob života“ často chápán jako víra v kapitalismus, obchod a konzumerismus. Někdy je též dáván do souvislosti s vírou v americkou výjimečnost a může mít pak hanlivý přídech. V 10. letech 21. století proběhla sociologická šetření o sledování pornografie mezi křesťany. K „alespoň příležitostnému“ sledování pornografie se přiznalo 54 % oslovených křesťanů, 75 % mužů a 40 % žen. Téměř polovina (49 %) svou míru používání tohoto materiálu nepovažuje za velký problém, u nekřesťanů to je 73 %. Pouze 14 % respondentů uvedlo, že by s tím chtělo přestat úplně. Ze zprávy rovněž vyplývá, že křesťané, kteří se zlozvykem bojují, nenacházejí potřebnou oporu. Na otázku „Kdo vám ve vašem zápase s pornografií pomáhá“, 82 % praktikujících křesťanů označilo odpověď „nikdo“. Přitom 75 % amerických pastorů uvedlo, že v současnosti pomáhá někomu, kdo s pornografií zápasí, nejčastěji to podle nich jsou ženatí muži (51 %). Vedoucí sborů však také nejsou imunní. Ke sledování pornografie se nyní přiznalo 18 % pastorů a tomu, že tak činili někdy v minulosti, dokonce 67 %.

### Chudoba

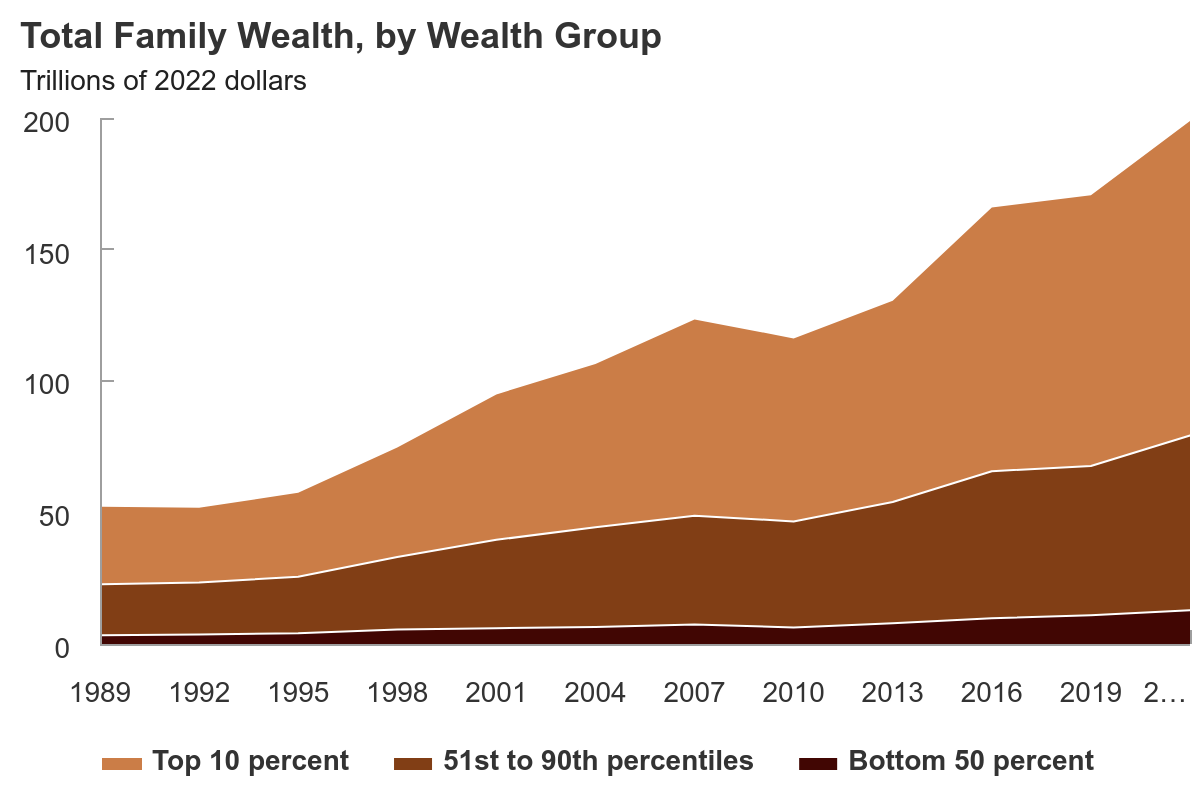
Rostoucí ekonomická nerovnost v USA

Studie OSN z května 2018 konstatovala, že 40 milionů Američanů žije v chudobě a 5 milionů žije v podmínkách třetího světa. Podle údajů americké národní koalice proti bezdomovectví z roku 2009 má 44 % bezdomovců práci, a přesto nedokáží bezdomovectví uniknout.

### Kriminalita

Vývoj vězeňské populace v USA

V USA je kriminalita relativně vyšší než v Evropě (v roce 2013 bylo 4,3 vraždy na 100 000 obyvatel za rok), velmi se ale liší dle státu a města. Průřezová analýza Světové zdravotnické organizace Mortality Database z roku 2010 ukázala, že míra vražd je ve Spojených státech sedmkrát vyšší než v jiných rozvinutých zemích (nicméně zhruba na celosvětovém průměru). Míra vražd s použitím střelné zbraně pak 25,2krát vyšší. Nebezpečná jsou zejména ghetta obývaná městskou chudinou. Město s nejvyšší mírou kriminality je Detroit, kde je ukazatel vražd na zhruba desetinásobku amerického průměru. Ze států měla k roku 2012 největší vražednost Louisiana, nejnižší pak New Hampshire. Právo nosit zbraň zaručuje Američanům jeden z dodatků ústavy, byť se o věci vede široká společenská diskuse.
Podle údajů FBI z let 1980–2008 spáchali 90 % vražd muži a 52,5 % černoši. Černoši tak v USA páchají vraždy vzhledem k nižšímu zastoupení v populaci osmkrát častěji než bílí Američané (počítáno v to i Hispánce). Většina vražd je nicméně „uvnitř jedné rasy“, 93 % zavražděných černochů připadá na černošské vrahy, 84 % bílých obětí bylo zabito bílými vrahy.
Třicet z padesáti států federace má ve svém zákonodárství trest smrti. Od roku 1967 do roku 1977 se kvůli rozhodnutí Nejvyššího soudu USA popravy nevykonávaly, nicméně po průlomovém rozhodnutí Nejvyšší soudu z roku 1976 byla praxe obnovena. Od té doby bylo vykonáno zhruba 1300 poprav, drtivá většina z nich ve třech státech: Texas, Virginie a Oklahoma. V roce 2015 měly díky tomu Spojené státy pátý nejvyšší počet poprav na světě, po Číně, Íránu, Pákistánu a Saúdské Arábii. Spojené státy mají rovněž nejvyšší počet uvězněných osob na světě. Počet vězňů se od roku 1980 do roku 2008 zečtyřnásobil. Podle kritiků měla na tento trend vliv privatizace vězeňství v 80. letech, rozhodující však byla patrně změna postoje státu k drogám od 80. let – podle Federal Bureau of Prisons je většina vězňů ve federálních věznicích odsouzena za trestné činy spjaté s drogami. Nejvyšší míra uvězněnosti je v Oklahomě, nejnižší v Massachusetts.
Spojené státy se dlouhodobě potýkají s drogovou epidemií. Předávkování fentanylem a dalšími drogami je nejčastější příčinou smrti u osob mladších 50 let. V roce 2022 zemřelo na předávkování drogami rekordních 109 680 Američanů, umíralo tedy průměrně 300 lidí za den.

## Ekonomika

### Stav národního hospodářství

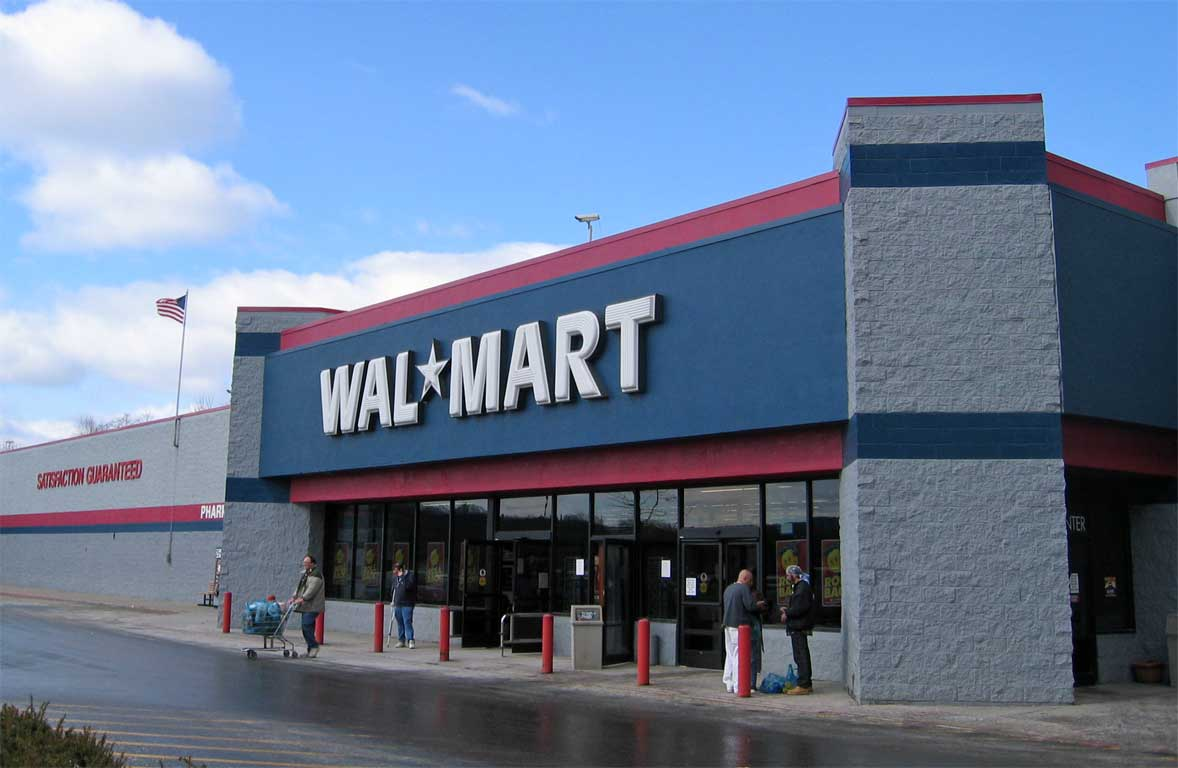
Walmart je podle objemu tržeb největším maloobchodním řetězcem na světě

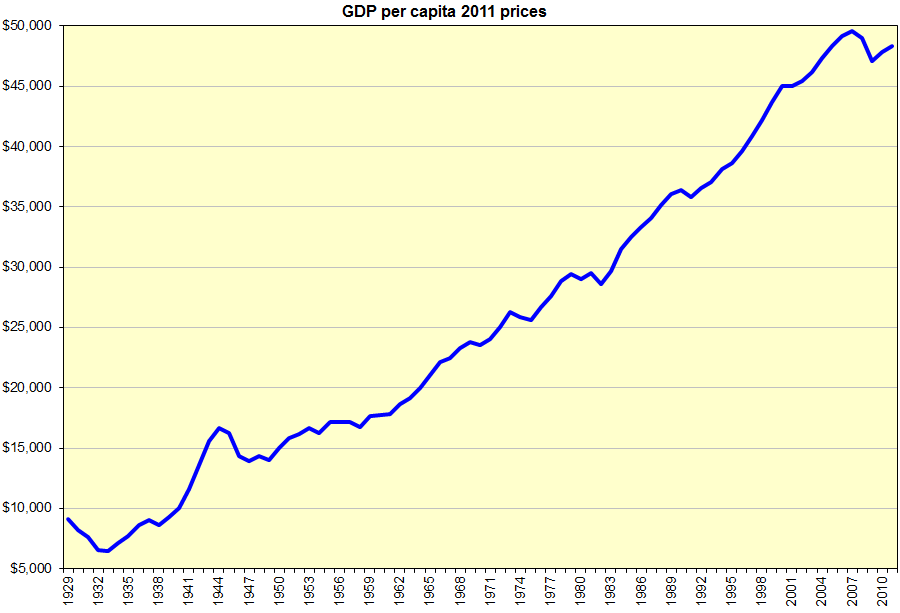
Vývoj HDP na obyvatele Spojených států amerických

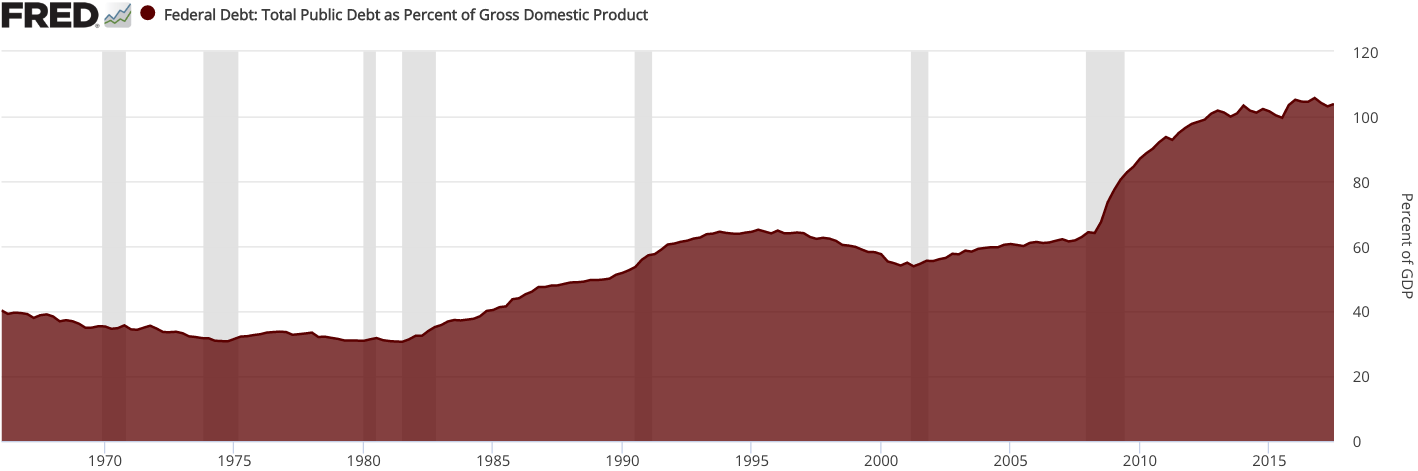
Státní dluh k HDP, Spojené státy mají největší nominální státní dluh na světě

Ekonomika Spojených států amerických je nejsilnější národní ekonomikou, druhým největším ekonomickým celkem na světě za ekonomikou Evropské unie. Je to země s druhým největším objemem zahraničního obchodu (za Čínou). Její hrubý národní produkt v roce 2011 byl 14 991 miliard dolarů, s 48 350 dolary na obyvatele. Ekonomiku USA z velké části tvoří služby a výzkum. Významný je i těžební průmysl. Zemědělství tvoří jen 1 % hrubého národního produktu, ale na vývozech se jeho výrobky podílí 10,5 %. V USA, oblasti nazvané Silicon Valley, sídlí také řada technologických firem. Mezi známými firmami najdeme společnosti Google, Amazon.com, Microsoft, Facebook, Apple a další. Další významné americké firmy vznikly v oblastech telekomunikací (AT&T, Verizon), finančnictví (Berkshire Hathaway, JPMorgan Chase, Visa), chemickém průmyslu (Johnson & Johnson, Procter & Gamble), petrochemii (ExxonMobil) či maloobchodu (Walmart). Také potravinářští giganti Coca-Cola a McDonald's nebo mediální a zábavní konglomerát Disney mají vybudovány značky, které patří k nejcennějším na světě. V dějinách amerického průmyslu sehrály velkou roli i firmy jako automobilka Ford, nebo výrobce letadel Boeing.
Mezi problémy americké ekonomiky patří státní a veřejný dluh. Spojené státy měly v roce 2015 státní dluh zhruba 18 151 miliard $, což je asi 102 % jeho HDP. Je to největší zahraniční a státní dluh na světě a 11. největší vládní dluh na % HDP na světě.
Mezi další problémy patří korporátní dluhopisy, hypoteční krize vyvolaná pádem cen nemovitostí, nízké úroky, výrazně negativní saldo zahraničního obchodu, vzrůstající inflace a uspokojení nároků tzv. baby boom generace, která v současnosti začíná čerpat sociální důchody.
Mezi největší obchodní odvětví patří maloobchodní a velkoobchodní prodej, sektor (finančních, obchodních, zdravotnických, sociálních) služeb, proporcionálně vysoký podíl má i věda a výzkum nebo třeba zábavní průmysl. Spojené státy mají nejvyšší spotřebu na světě co se týče ropy, zemního plynu, elektřiny a řady dalších komodit.
Hlavními obchodními partnery jsou Evropská unie včetně Spojeného království, Kanada, Mexiko, Japonsko a Čína. Zahraniční obchod USA je již desítky let ve schodku, který se od roku 1998 začal prohlubovat. Od roku 2001 přesahuje negativní bilance (s jedinou výjimkou) hranici 400 miliard $ ročně (viz informační grafika). Celkový zahraniční dluh USA dosáhl koncem října 2018 částku 6 200 miliard $, přičemž největšími zahraničními věřiteli jsou Čína (1 139 miliard $), Japonsko (1 019 miliard $) a Brazílie (314 miliard $).

## Sociální reformy

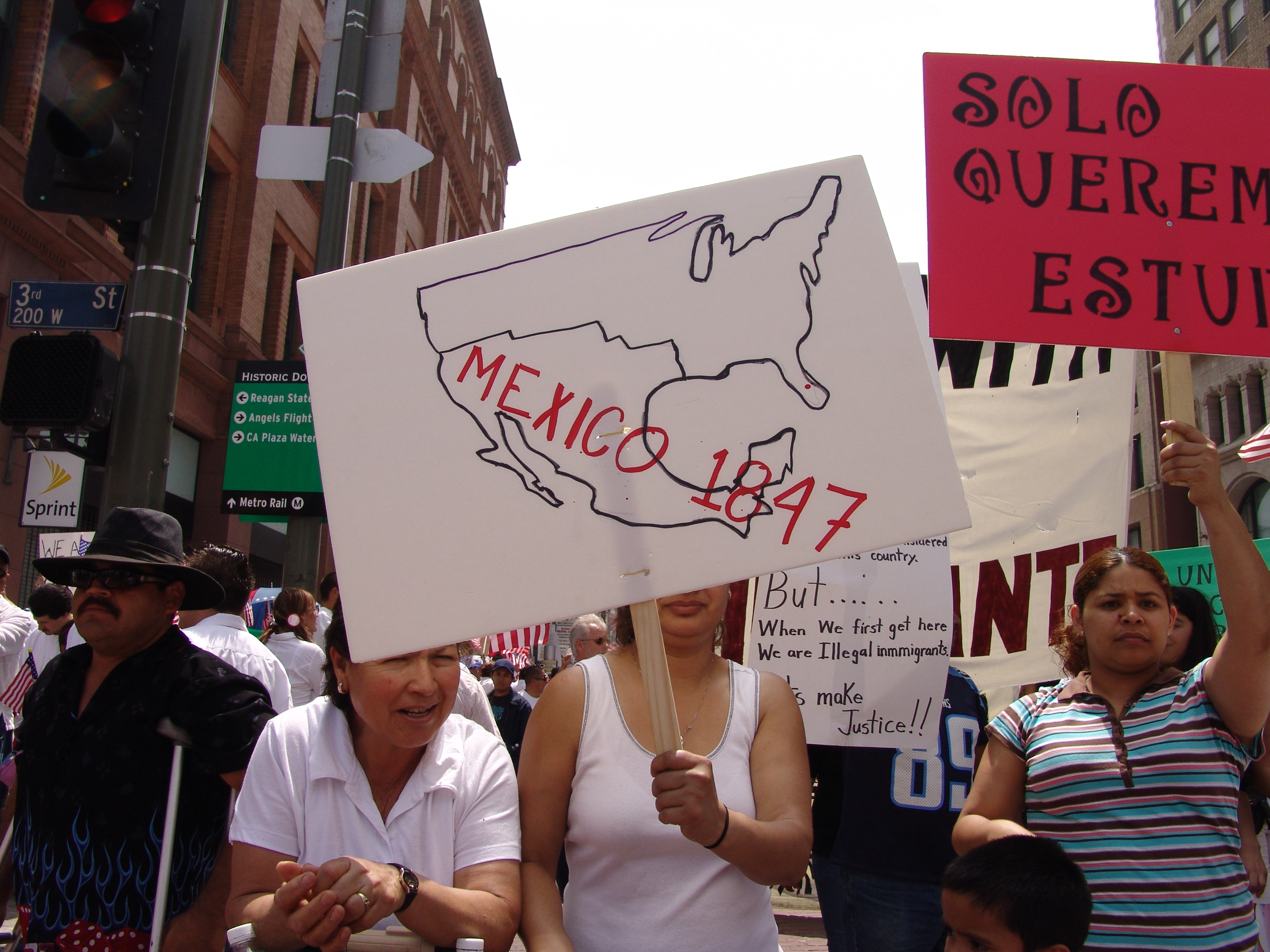
Demonstrace imigrantů v Los Angeles na 1. května 2006

Během prezidentských období Baracka Obamy došlo k posunu v schvalování dvou zásadních reforem – v oblasti zdravotní péče a v oblasti přistěhovalectví.

### Reforma zdravotního pojištění
Zdravotní pojištění je v USA záležitostí každého jedince, zatím není povinné. Zároveň jsou pojišťovny soukromými firmami, výše pojištění se neodvíjí od výše příjmu, ale je rozdělena dle věku, prodělaných nemocí atd. To znamená, že mnoho lidí z rodin s nízkými příjmy si nemůže dovolit pojištění platit. Ze statistiky National Center for Health Statistics z roku 2012 vyplývá, že 45,5 milionů (tedy 14,7 %) osob bylo nepojištěno v době rozhovoru, pročež 57,7 milionů (18.6 %) nebylo pojištěno alespoň část roku předcházejícímu interview, z toho 34,1 milionů nebylo pojištěno více než rok. Z celkového počtu bylo nepojištěno 4 900 000 (6.6 %) dětí do 18let. Ze statistiky také vyplývá, že počet lidí, kteří si neplatí zdravotní pojištění, mírně klesá a přibližně 10 % neplatičů nepochází z rodin s nízkými příjmy. Reforma zvaná „Obamacare“ (Patient Protection and Affordable Care Act), která má začít platit od ledna 2014, by měla pro všechny občany USA zajistit podstatně větší dostupnost zdravotního pojištění. Také například zakazuje firmám, které zajišťují zdravotní pojištění, jakoukoliv diskriminaci – tedy posuzovat výši zdravotní pojistky klienta podle jeho předchozího zdravotního stavu či na základě pohlaví, jak bylo doposud běžné, a proto bylo zdravotní pojištění v podstatě nedostupné pro vážně nemocné a sociálně slabé občany.

### Imigrační reforma
V USA žije asi 11 milionů nelegálních přistěhovalců. Názory na jejich dopad na ekonomiku se různí, od pozitivního přínosu vzhledem k poměru zjednodušeně vyjádřeno práce/mzda/útrata – nekvalifikovaná práce za co nejnižší mzdu (neakceptovatelnými pro Američany), která je zde utracena, k negativní dopadům souvisejícím s šedou ekonomikou, vzděláváním, zdravotní péčí, občanskými právy, atd. Dne 27. června 2013 došlo v Senátu USA k většinovému schválení „Border Security, Economic Opportunity, and Immigration Modernization Act of 2013“. Tato reforma by umožnila zlegalizování pobytu imigrantů, případně získání občanství. Také by se změnil systém vydávání legálních víz v závislosti na ekonomických potřebách státu, zvýšily by se kontroly na hranicích s Mexikem. Tato reforma musí ještě projít schválením v Kongresu.
Prezident Obama se v roce 2014 snažil imigrační reformu prosadit pomocí exekutivních nařízení, která obcházejí Kongres, čímž podle kritiků porušil americkou Ústavu a proto celkem 26 amerických států v čele s Texasem podalo na Obamovu administrativu žalobu.

## Turismus

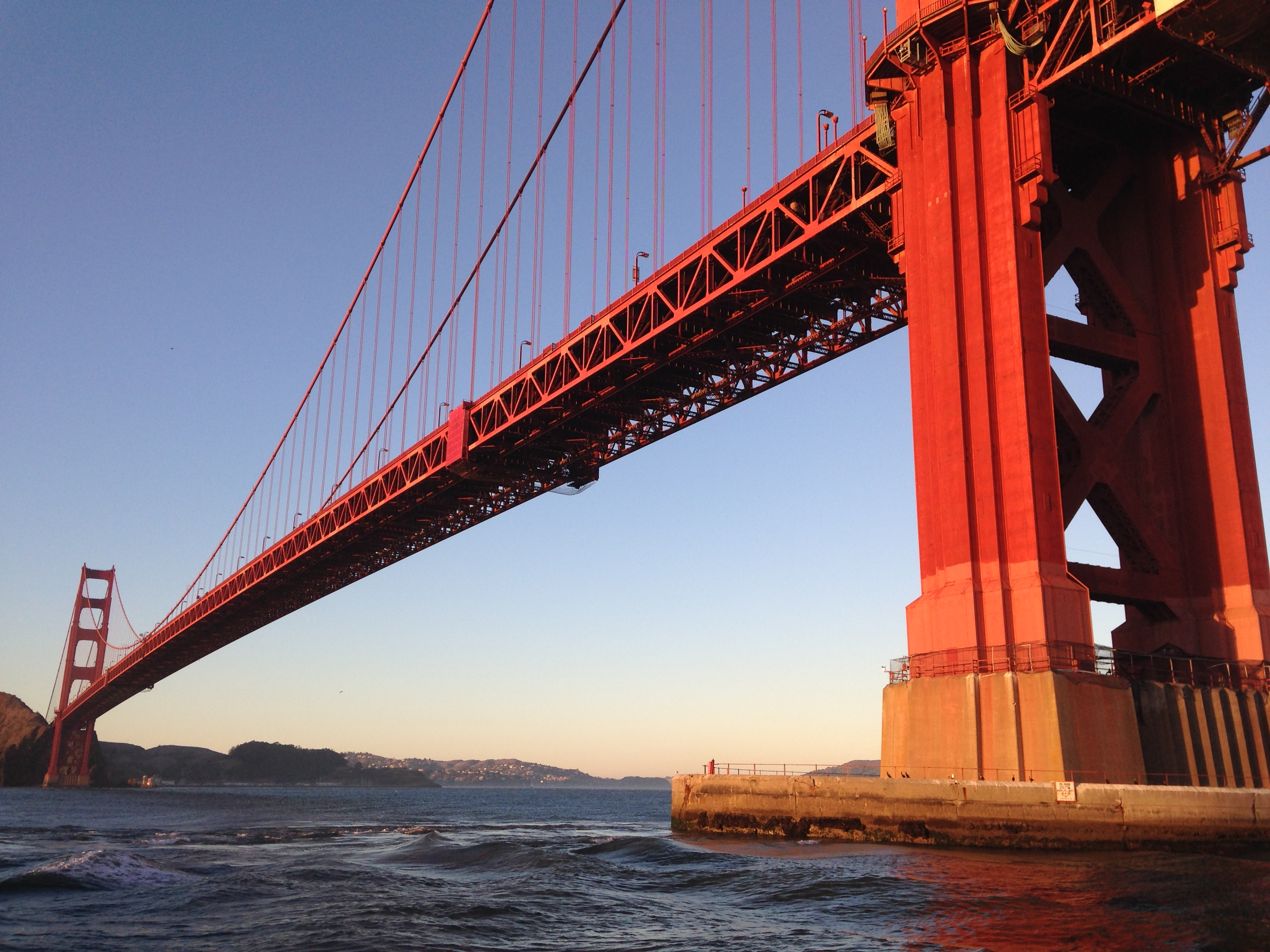
Golden Gate Bridge

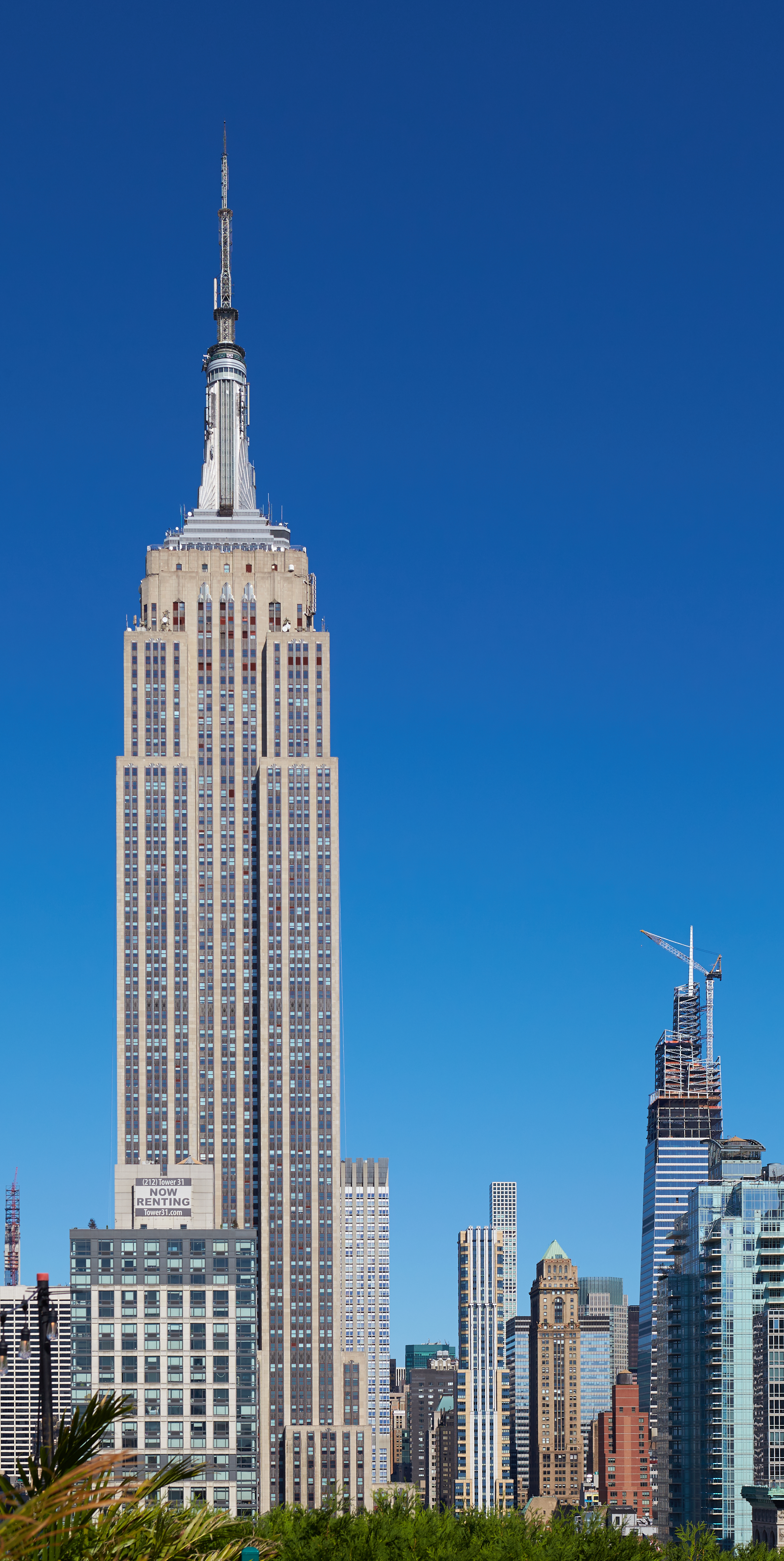
Empire State Building

Mezi nejvýznamnější centra cestovního ruchu patří velkoměsta (New York, Los Angeles). Množství turistů navštěvuje národní parky (Yellowstonský, Yosemitský, Sequoia, Grand Canyon, Everglades, Redwood, Mamutí jeskyně, Olympic, Great Smoky Mountains, Glacier, Carlsbadské jeskyně, Skalnaté hory). Nejnavštěvovanější přírodní památkou jsou ovšem Niagarské vodopády, jež leží na hranicích s Kanadou. Poblíž amerického města Keyston v Jižní Dakotě se nachází národní památník Mount Rushmore, sousoší čtyř amerických prezidentů vytesané do skály. Každoročně ho navštíví okolo dvou milionů turistů. Mnohé atrakce nabízí proslulý zábavní park Disneyland. Mnoho turistů chce vidět i centrum filmového průmyslu Hollywood. K nejcennějším památkám z předkolumbovské historie patří Národní park Mesa Verde, který byl zapsán i na seznam světového kulturního dědictví UNESCO. Z nepřírodních památek se na seznam dostala i budova Independence Hall ve Filadelfii, kde byla přijata Deklarace nezávislosti Spojených států, a Socha Svobody, která se stala nejen symbolem New Yorku, ale i celých USA. K dalším známým, ba ikonickým, stavbám patří Gateway Arch v St. Louis, Golden Gate Bridge v San Franciscu, Empire State Building a nádraží Grand Central Terminal v New Yorku, Lincolnův památník, Bílý dům a Kapitol ve Washingtonu, Millennium Park v Chicagu. Metropolitní muzeum umění či Carnegie Hall v New Yorku patří k nejnavštěvovanějším kulturním institucím. Řadu turistů láká i město hazardu Las Vegas (zejména slavná Fontána Bellagio), přímořská letoviska na Floridě (např. Miami Beach) nebo v Kalifornii (např. Santa Monica se slavným molem, v minulosti centrem americké taneční kultury).

### Vízum a doklady totožnosti
Pro cestování do USA je třeba si pořídit víza. Občan cizího státu, který chce vstoupit na území USA musí zpravidla nejprve získat americké vízum. Víza jsou umístěny v pasu žadatele. Pas je cestovní doklad vydaný krajinou jejímž je žadatel občanem. Existuje několik druhů víz. To, jaký typ víz bude potřebný na cestu do USA určuje cíl návštěvy a ostatní skutečnosti. Žadatel o víza bude muset dokázat, že splňuje všechna stanovená kritéria pro vybraný typ víz.
Základní a nejběžnější úřední doklady, které potvrzují totožnost v USA jsou cestovní pas a řidičský průkaz, protože v USA neexistuje občanský průkaz jako v zemích Evropy. Kromě řidičského průkazu a pasu může být vaše totožnost potvrzena i rodným listem, povolením k pobytu, vízem nebo zbrojním průkazem.

## Infrastruktura

### Doprava

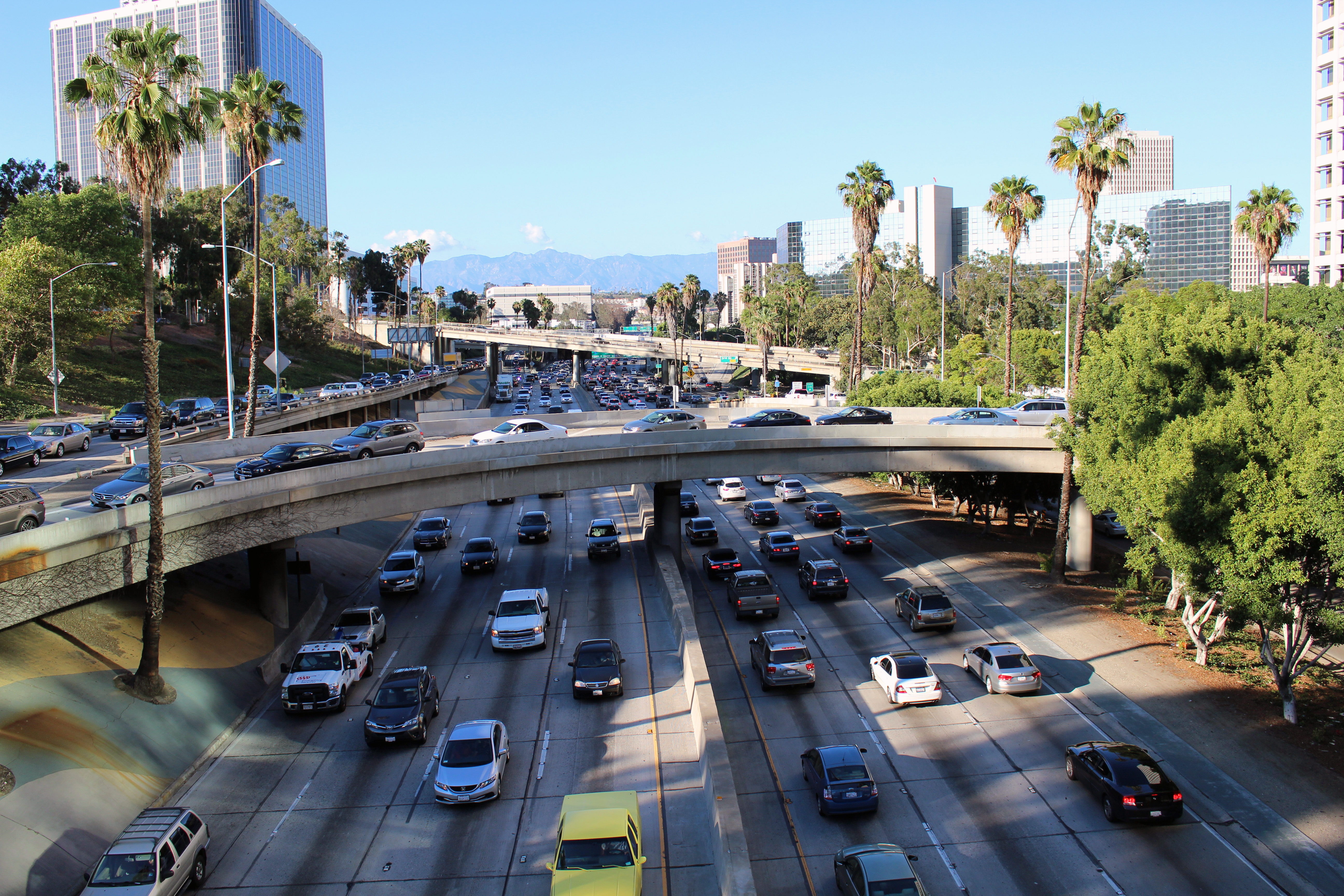
Dálnice v Los Angeles v Kalifornii

Automobilismus hraje klíčovou roli nejen v americké osobní dopravě, ale v celé americké kultuře. Spojené státy mají nejvyšší míru vlastnictví automobilů na obyvatele na světě, v roce 2017 bylo v Americe 255 009 283 motorových vozidel – to značí poměr 910 vozidel na 1000 osob. Průměrný dospělý Američan stráví každý den v autě 55 minut. Centrem automobilového průmyslu byl tradičně Detroit a celý tzv. rezavý pás kolem Velkých jezer, alespoň do krize z roku 2008. Tradičními automobilovými značkami byli Ford, Lincoln, Chrysler, Chevrolet, Jeep, Cadillac, Buick nebo Dodge. Některé značky už ovšem zanikly. Mezi motorkami měly velkou tradici značky Indian a Harley-Davidson, která si vytvořila specifickou uživatelskou kulturu. Automobilisté i motocyklisté mohou využívat jednu z největších sítí veřejných silnic na světě, v délce 6,4 miliónu kilometrů, z toho 91 700 kilometrů jsou dálnice, často mnohaproudové. Některé silnice mají přímo ikonický charakter, například slavná U.S. Route 66, která sice již v dálničním systému není (od roku 1985), ale její části fungují pro turisty jako Historic Route 66.

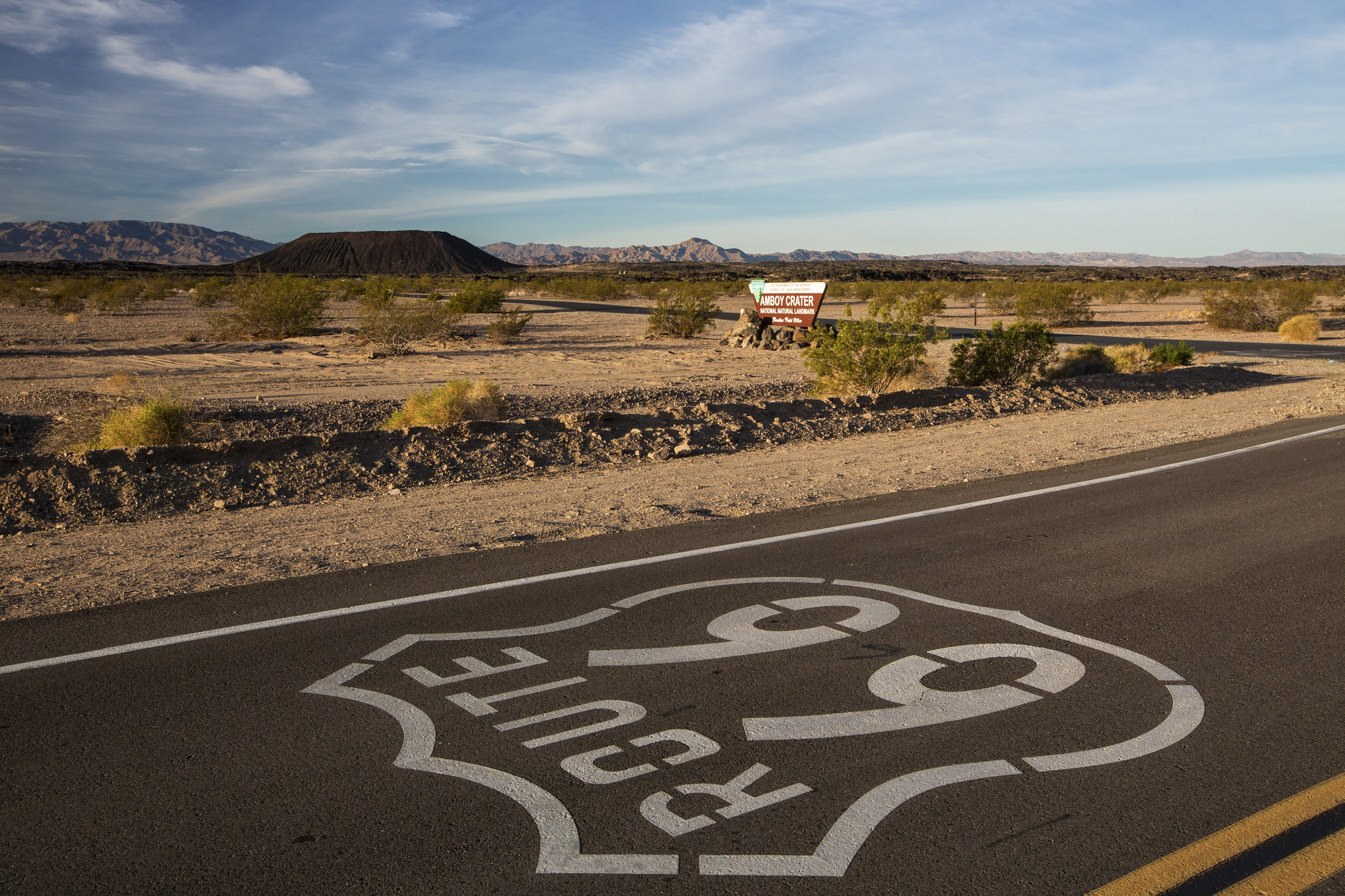
Slavná Route 66

Velkou tradici má i americká železnice, ačkoli počet přepravených osob je oproti Evropě nízký (přibližně 31 miliónů osob ročně). V posledních letech se ale zájem zvyšuje – mezi roky 2000 a 2010 vzrostl počet uživatelů vnitrostátní meziměstské osobní železnice o 37%. Na rozdíl od jiných druhů dopravy, na železnici hraje velkou úlohu státní sektor. Největší společností je státní dopravce Amtrak, který vznikl roku 1971, když převzal 26 menších společností. Nejrušnější železniční trasou je plně elektrifikovaný Severovýchodní koridor, spojující Washington a Boston. Zde je přepravováno asi 10 milionu cestujících (tedy třetina výkonů celého Amtraku) a jezdí zde i rychlovlak Acela vyráběný kanadskou společností Bombardier.
Civilní letecká přeprava hraje, na rozdíl od evropských zemí, velkou roli i ve vnitrostátní dopravě. Letecké společnosti jsou výhradně soukromé, naopak letiště jsou obvykle vlastněna veřejnými korporacemi, obvykle městy. Tři největší letecké společnosti na světě jsou americké, mezi nimi dominuje American Airlines. Hartsfield-Jackson International Airport u Atlanty je nejvytíženějším letištěm na světě. Los Angeles International Airport čtvrtým a O'Hare International Airport u Chicaga šestým. Americká společnost Boeing je spolu s evropským Airbusem největším výrobcem letadel na světě a také největším americkým exportérem.

## Kultura

### Sport

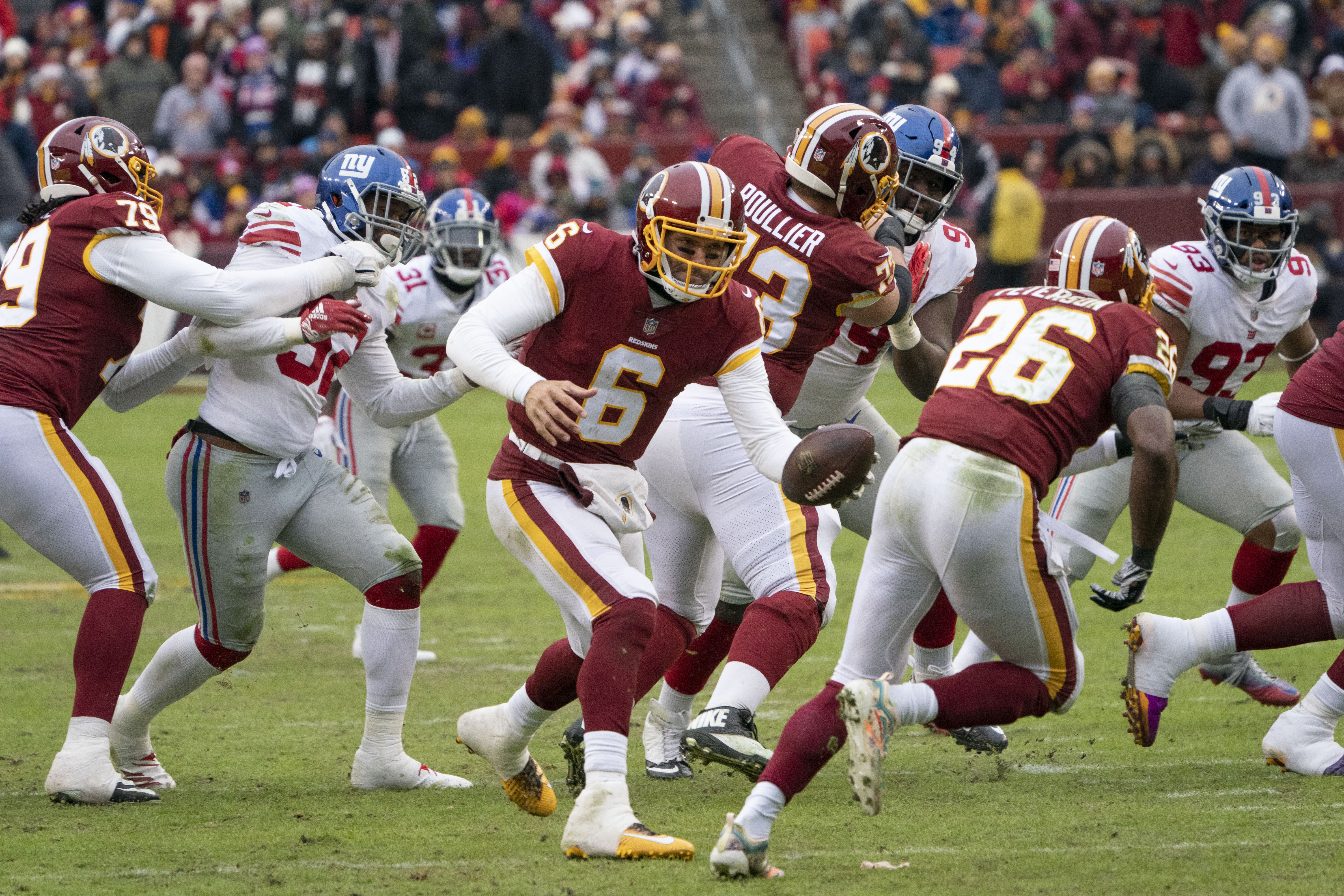
National Football League (NFL)

Nejoblíbenější sporty ve Spojených státech jsou (v tomto pořadí): americký fotbal, baseball, basketbal, lední hokej, fotbal, tenis, golf a wrestling. Čtyři hlavní profesionální sportovní ligy ve Spojených státech jsou Major League Baseball (MLB), National Basketball Association (NBA), National Football League (NFL) a National Hockey League (NHL), všechny čtyři patří mezi nejlukrativnější sportovní ligy na světě. Profesionální fotbalová liga Major League Soccer (MLS) zatím nedosahuje úrovně popularity čtyř nejvyšších soutěží nebo svých evropských a jihoamerických protějšků, ačkoliv její průměrná návštěvnost roste. Americký původ má basketbal, volejbal, skateboarding a snowboarding. Lakros vymysleli ve 12. století severoameričtí indiáni.

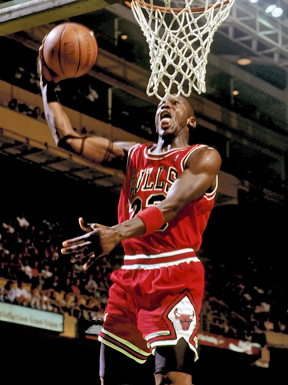
Michael Jordan

K americkým sportovním legendám patří boxeři Muhammad Ali, Joe Frazier a Mike Tyson, basketbalisté Michael Jordan, Kobe Bryant, LeBron James, Magic Johnson, Shaquille O'Neal, Kareem Abdul-Jabbar, Wilt Chamberlain, Karl Malone, Tim Duncan a Larry Bird, baseballisté Babe Ruth, Jackie Robinson, Joe DiMaggio, Barry Bonds a Hank Aaron, tenistky Serena Williamsová, Chris Evertová a Billie Jean Kingová, tenisté Andre Agassi, John McEnroe, Jimmy Connors a Pete Sampras, golfisté Tiger Woods a Jack Nicklaus, cyklista Lance Armstrong, plavci Michael Phelps (23 zlatých olympijských medailí), Mark Spitz (9 zlatých olympijských medailí), Matt Biondi (8 zlatých) a Jenny Thompsonová (8 zlatých), atleti Jesse Owens, Carl Lewis, Florence Griffith-Joynerová, Michael Johnson a Ray Ewry. Jediným americkým mistrem světa v šachu byl Bobby Fischer. K největším hvězdám amerického fotbalu patří Jerry Rice nebo Adam Vinatieri. USA jsou na letních olympijských hrách medailově nejúspěšnější zemí, na zimních jsou druhé za Norskem. K největším „zimním hvězdám“ amerického sportu patří sjezdařka Lindsey Vonnová. Nejúspěšnějším americkým hokejistou v NHL byl Mike Modano.
Spojené státy osmkrát olympijské hry pořádaly. Čtyřikrát šlo o hry letní (v St. Louis roku 1904, v Los Angeles v letech 1932 a 1984, v Atlantě 1996) a čtyřikrát o hry zimní (v Lake Placid 1932 a 1980, ve Squaw Valley 1960 a v Salt Lake City 2002). V roce 2028 se budou konat letní hry již potřetí v Los Angeles. V roce 1994 pořádaly Spojené státy mistrovství světa ve fotbale.

### Literatura

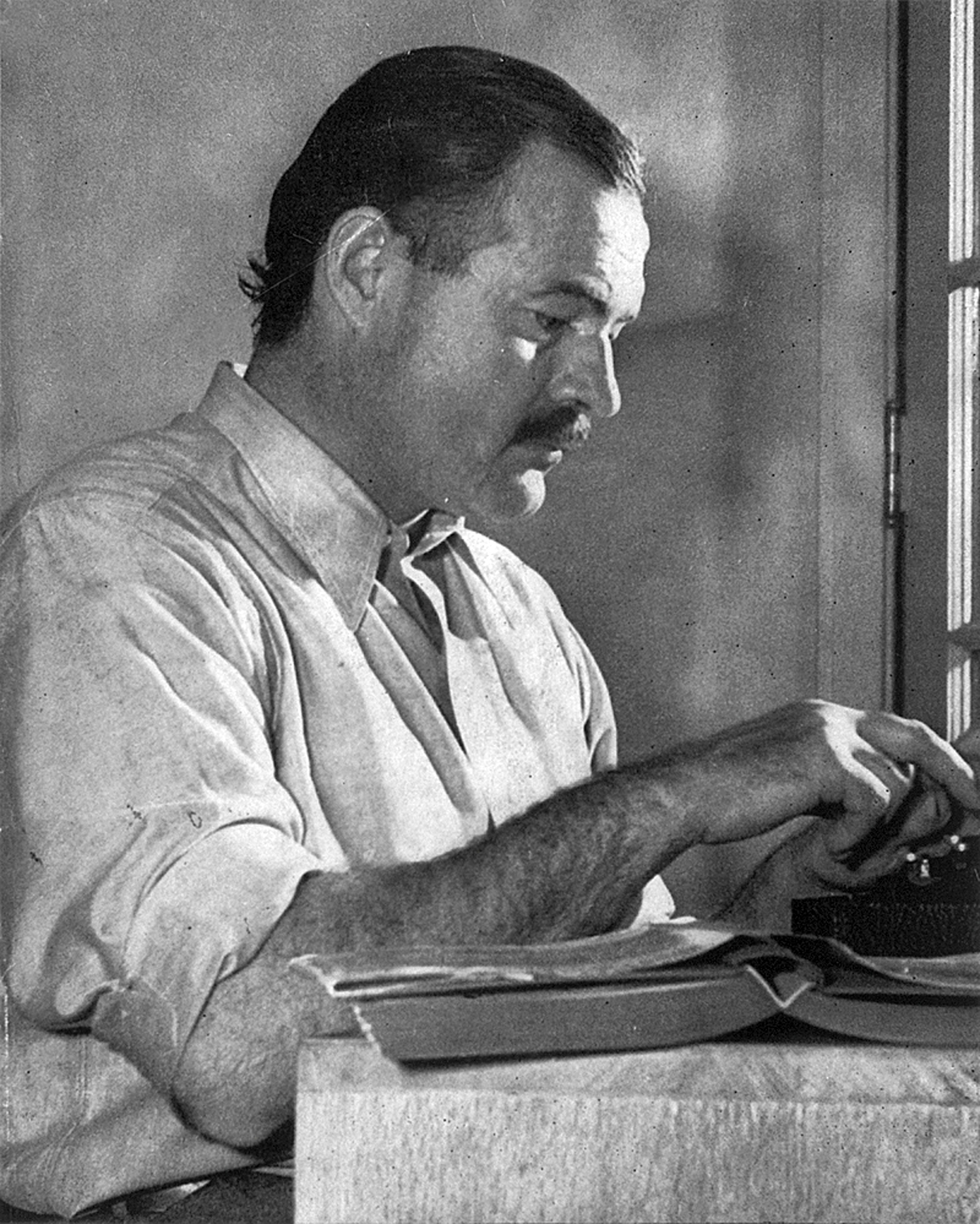
Ernest Hemingway

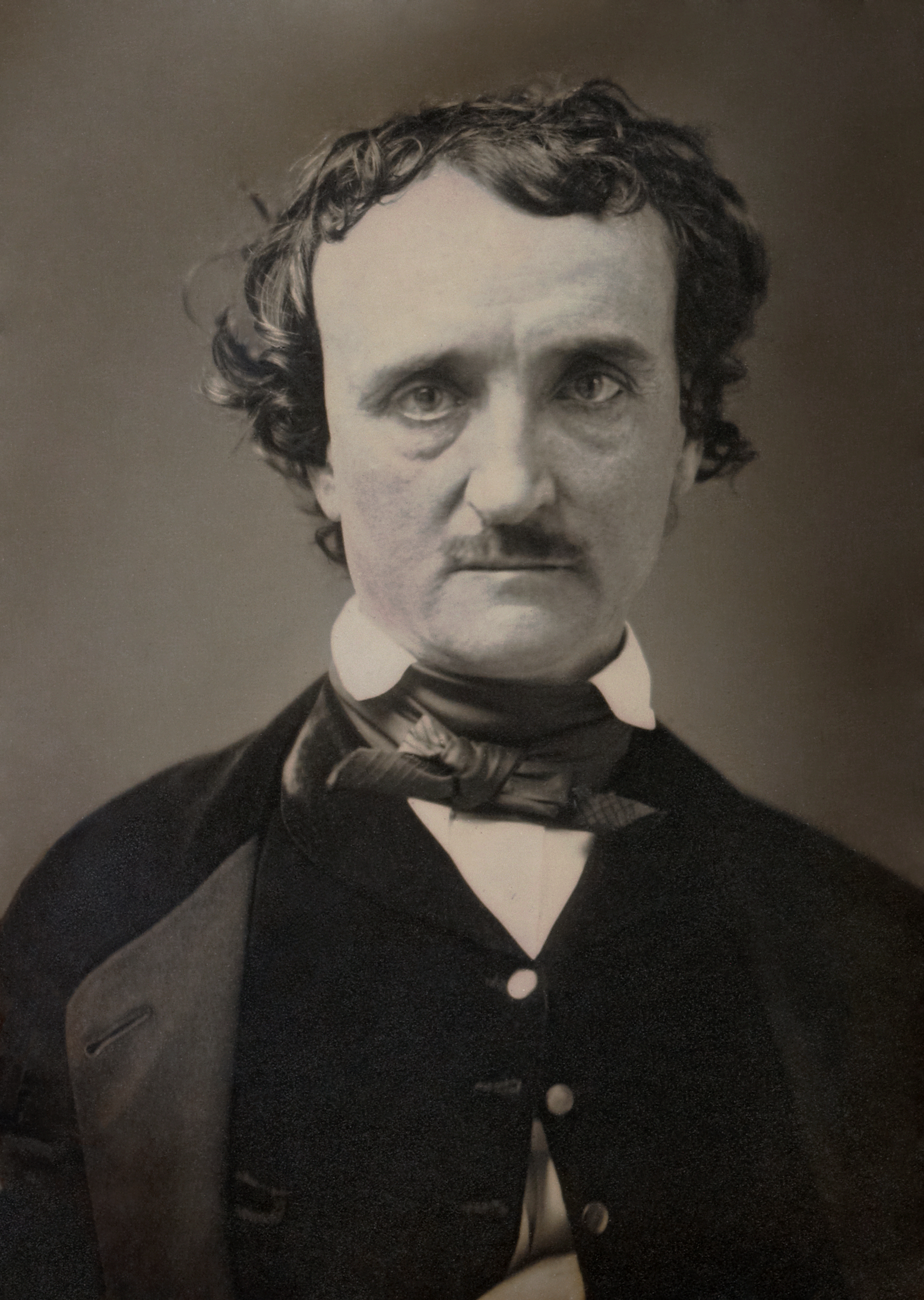
Edgar Allan Poe

### Výtvarné umění

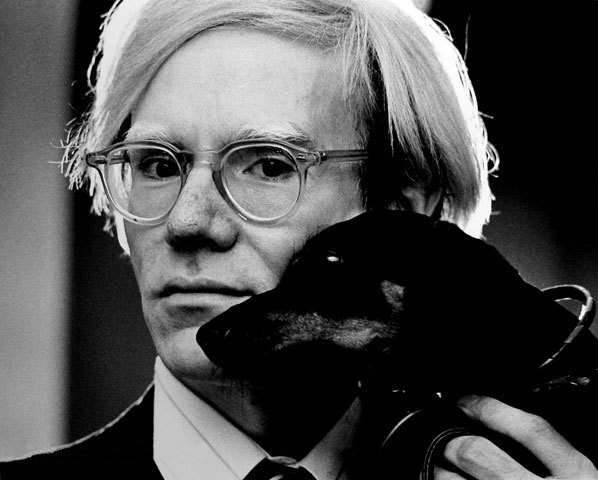
Andy Warhol

Americké výtvarné umění bylo dlouho ve stínu evropského, ale v 19. století se emancipovalo a stalo se svébytným. Mary Cassattová byla nejvýznamnější reprezentantkou impresionismu v severní Americe. Blízko k němu měl i James Abbott McNeill Whistler. Na realistickou malbu vsadil Edward Hopper, regionalismus zakládal Grant Wood. Průkopnicí moderního umění v USA byla Georgia O'Keeffe. Modernismus došel ke svému vrcholu v díle Jacksona Pollocka, jenž je jedním z hlavních světových představitelů abstraktního expresionismu. V USA v 60. letech 20. století vznikl i zcela osobitý výtvarný směr zvaný pop-art. Jeho hlavním představitelem byl Andy Warhol, k dalším reprezentantům patřil Roy Lichtenstein. Jean-Michel Basquiat založil pouliční graffiti.
Uměleckou fotografii formoval zvláště Man Ray.

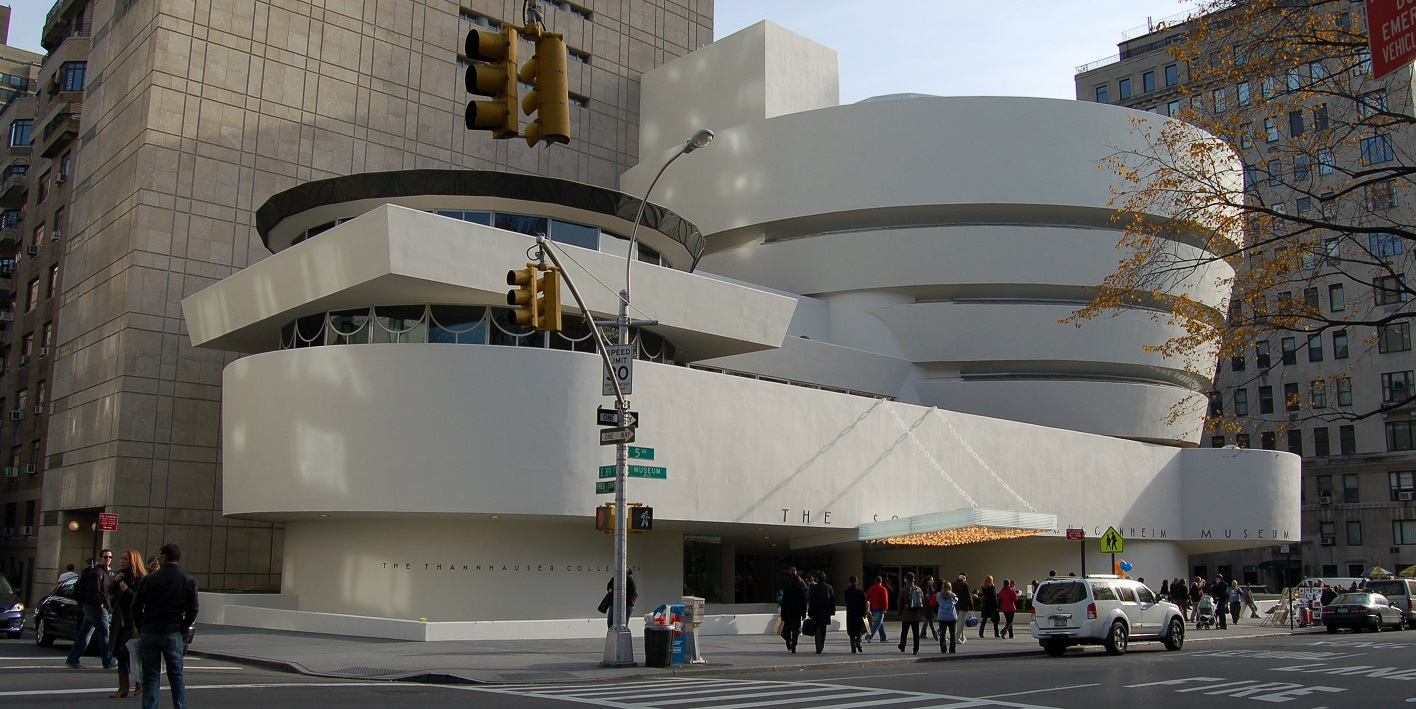
Guggenheimovo muzeum v New Yorku

K nejvýznamnějším galeriím a muzeím specializovaným na sbírání umění patří Metropolitní muzeum umění v New Yorku, nejstarší a největší muzeum umění v USA, nacházející se na Páté avenue, s významnou sbírkou starého evropského umění. Na umění moderní se naopak specializuje newyorské Muzeum moderního umění (zvané též MoMA), k jehož pokladům patří díla jako Spící cikánka Henri Rousseaua, Hvězdná noc Vincenta van Gogha, Avignonské slečny Pabla Picassa, nebo slavná Campbellova polévka Andy Warhola. V New Yorku se nachází také Guggenheimovo muzeum známé průkopnickou architekturou svého sídla z dílny Franka Llloyda Wrighta. Unikátní architekturou se může chlubit i Denverské umělecké muzeum, jehož budovu navrhl Daniel Libeskind, Milwaukeeské umělecké muzeum, losangeleské muzeum The Broad nebo Sanfranciské muzeum moderního umění, pro nějž sídlo vytvořil švýcarský architekt Mario Botta. Významné sbírky lze nalézt i v Muzeum J. Paula Gettyho v Los Angeles, v Muzeu výtvarného umění v Bostonu, Muzeu umění ve Filadelfii, Institutu umění v Chicagu nebo Losangeleském muzeum umění. Důležitou organizací sbírající umění je rovněž Smithsonův institut. Ve Washingtonu se nachází Národní galerie, jedna z mála významných státních uměleckých institucí v USA.
Silná je americká architektura. Frank Lloyd Wright zavedl koncept „organické architektury“. Podobným průkopníkem byl Buckminster Fuller, tvůrce geodetických kopulí. Louis Sullivan je označován za „otce mrakodrapů“, které jsou pro americkou kulturu přímo ikonické. Typickými bílými domy proslul modernista Richard Meier. Mezi modernismem a postmodernismem stál Philip Johnson. Klasikem postmodernismu je Robert Venturi. V Číně narozený I. M. Pei se proslavil svými moderními zásahy do galerie Louvre v Paříži.

### Hudba

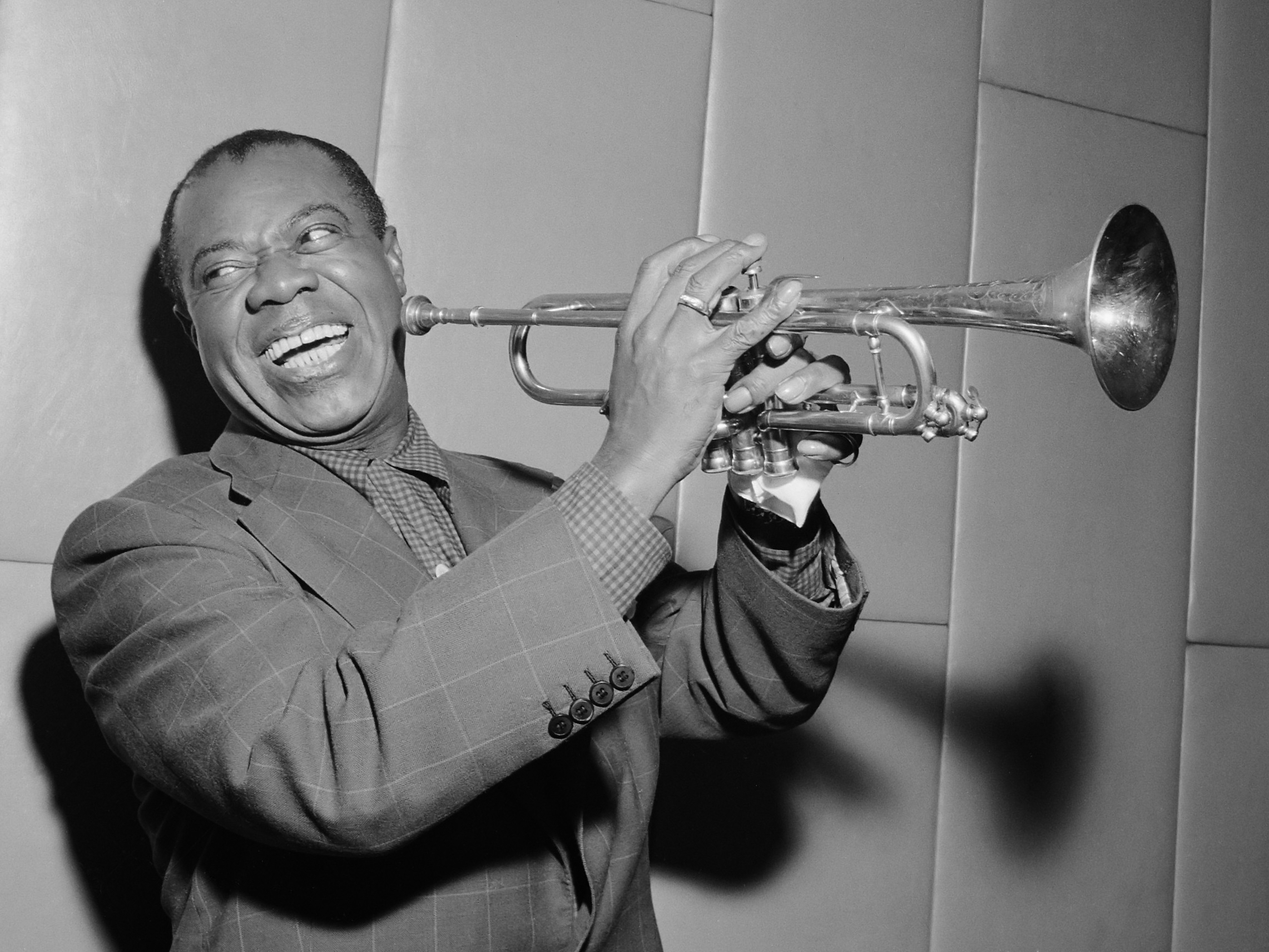
Louis Armstrong

K nejslavnějším americkým skladatelům vážné hudby patří George Gershwin, Leonard Bernstein, Aaron Copland a Philip Glass. V čele avantgardních pokusů stál John Cage. Legendou filmové hudby je John Williams, ve stejném žánru prosluli též James Horner, Henry Mancini či Quincy Jones. Králem muzikálů byl Cole Porter. Scott Joplin založil hudební styl ragtime. Jazzovými legendami jsou Louis Armstrong, Ella Fitzgerald, Miles Davis, Glenn Miller, Nat King Cole, Charlie Parker, John Coltrane.

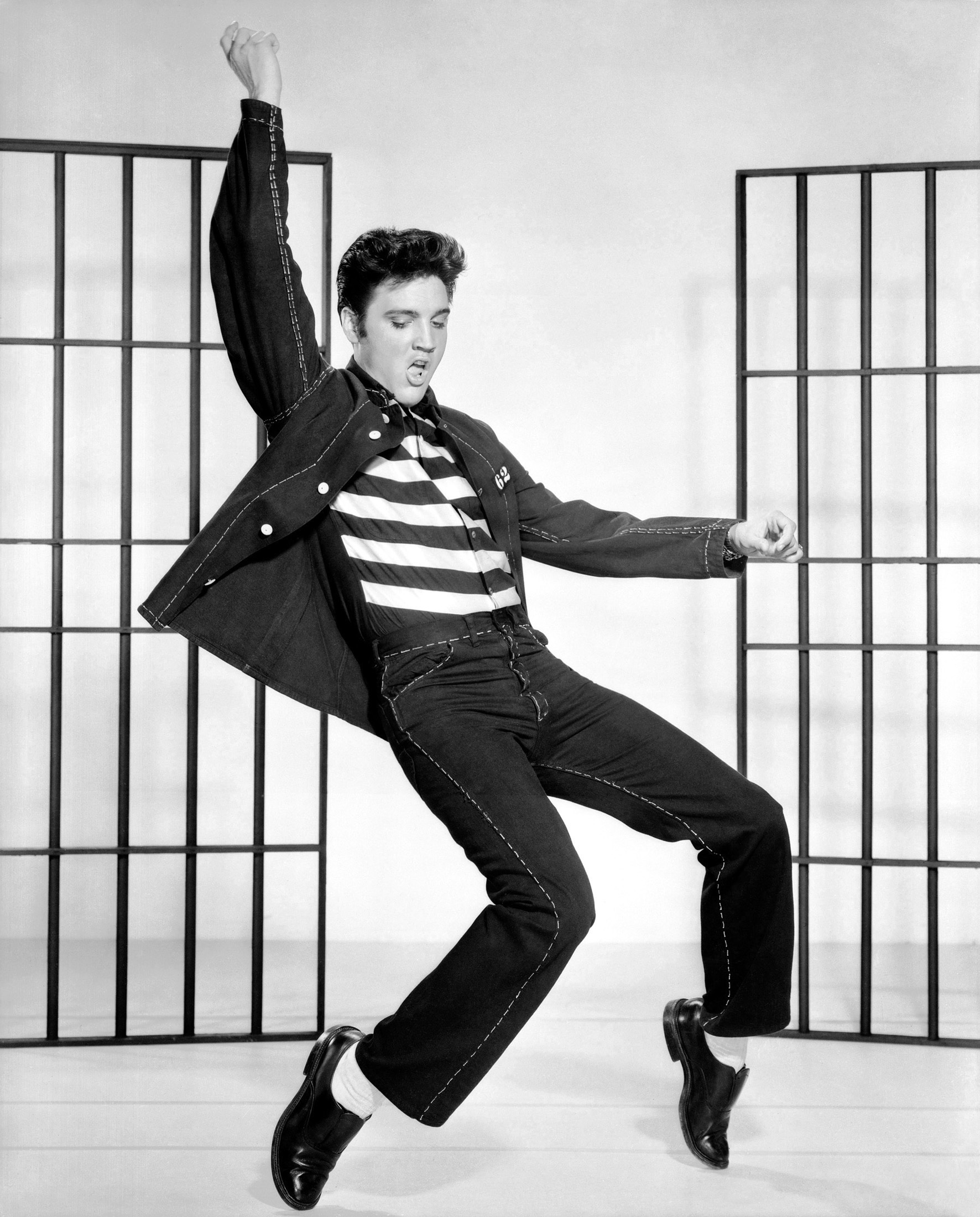
Elvis Presley

Nejslavnější sóloví umělci populární a rockové hudby pocházejí často právě z USA. Klasiky 40.–70. let, otci zakladateli žánru, jsou Elvis Presley, Bob Dylan, Johnny Cash, Jimi Hendrix, Frank Sinatra, Pete Seeger, B.B. King, Ray Charles, Bruce Springsteen, James Brown, Janis Joplin, Tina Turner, Aretha Franklin, Frank Zappa, Stevie Wonder, Bing Crosby, Chuck Berry, Eartha Kittová, Liza Minnelliová, Duke Ellington, Joan Baezová, Buddy Holly, Lou Reed, Billie Holiday, Diana Rossová, Donna Summer, Nina Simone, Gene Kelly, Etta James, Alice Cooper či Iggy Pop.

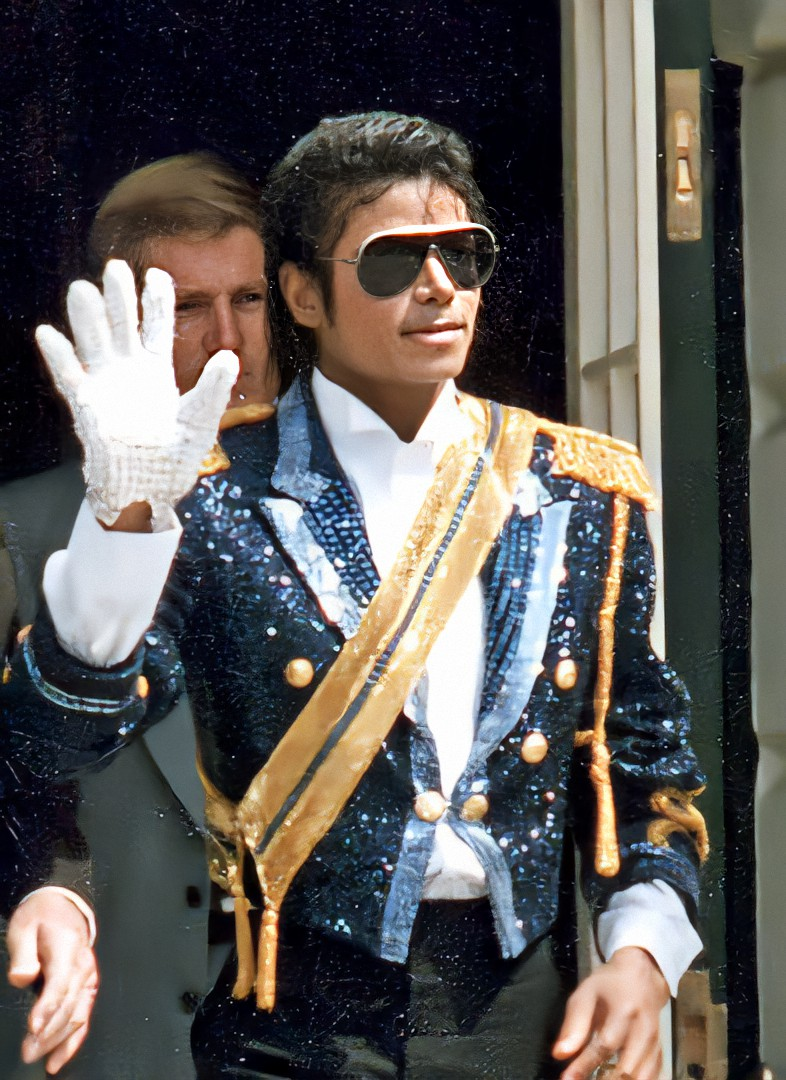
Michael Jackson

Další silná vlna přišla v 80. letech: Michael Jackson, Madonna, Whitney Houston, Cher, Prince, Mariah Carey, Janet Jacksonová.
V 90. letech nastal mohutný nástup rapu a hip-hopu, nejslavnějšími rappery se stali Eminem, Tupac Shakur, 50 Cent, Kanye West, Akon, Jay Z, Snoop Dogg, Dr. Dre, Lil Wayne. Králem latino-popu je Ricky Martin, americké country pak Dolly Parton.
V posledních letech kralují hitparádám Taylor Swift, Billie Eilish, Lady Gaga, Beyoncé, Rihanna, Katy Perry, Miley Cyrus, Britney Spears, Justin Timberlake, Bruno Mars, Anastacia, Christina Aguilera, Pink, Gwen Stefani, Usher, Lana Del Rey, Norah Jones a další.

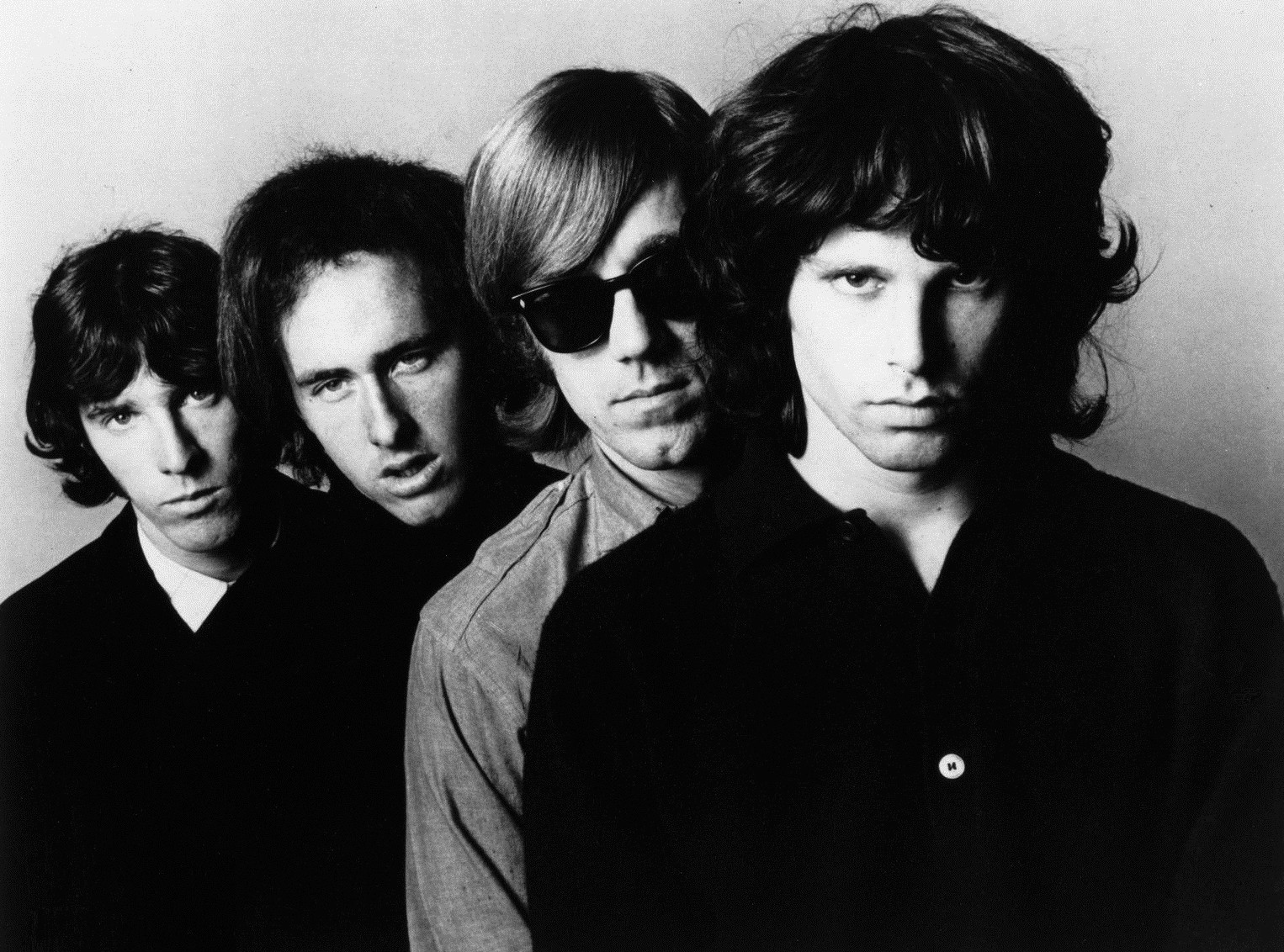
The Doors

Ze Spojených států pochází mnoho z nejslavnějších rockových skupin. Povětšinou z Kalifornie: The Doors (Jim Morrison), Metallica (James Hetfield), Linkin Park (Chester Bennington), Red Hot Chili Peppers (Anthony Kiedis), Eagles, The Beach Boys, Thirty Seconds to Mars (Jared Leto), Green Day (Billie Joe Armstrong), Guns N' Roses (Axl Rose), Megadeth (Dave Mustaine), Korn, Blink-182, Slayer, The Black Eyed Peas. Největším narušením kalifornské kulturní hegemonie byla vlna grunge z 90. let, která se zdvihla v Seattlu: Nirvana (Kurt Cobain, Dave Grohl), Alice in Chains, Pearl Jam či Soundgarden. Silná hudební scéna je ale také na východním pobřeží: Bon Jovi (Jon Bon Jovi), Kiss, Aerosmith (Steven Tyler), R.E.M., Ramones, My Chemical Romance, The Velvet Underground, Simon & Garfunkel (Paul Simon, Art Garfunkel), Pixies, Backstreet Boys. Z amerického vnitrozemí je cesta ke světové slávě o dost těžší, nicméně našly se i takové případy: skupina Evanescence vznikla v Arkansasu, metaloví Nine Inch Nails v Ohiu, Slipknot v Iowě či Pantera v Texasu.
Nejslavnější americkou tanečnicí byla Isadora Duncanová.

### Kinematografie

Nejznámější symbol Hollywoodu

Americký filmový průmysl je nejrozvinutější na světě, jeho synonymem je Hollywood, komplex filmových koncernů v Kalifornii – byť existují studia i jinde.

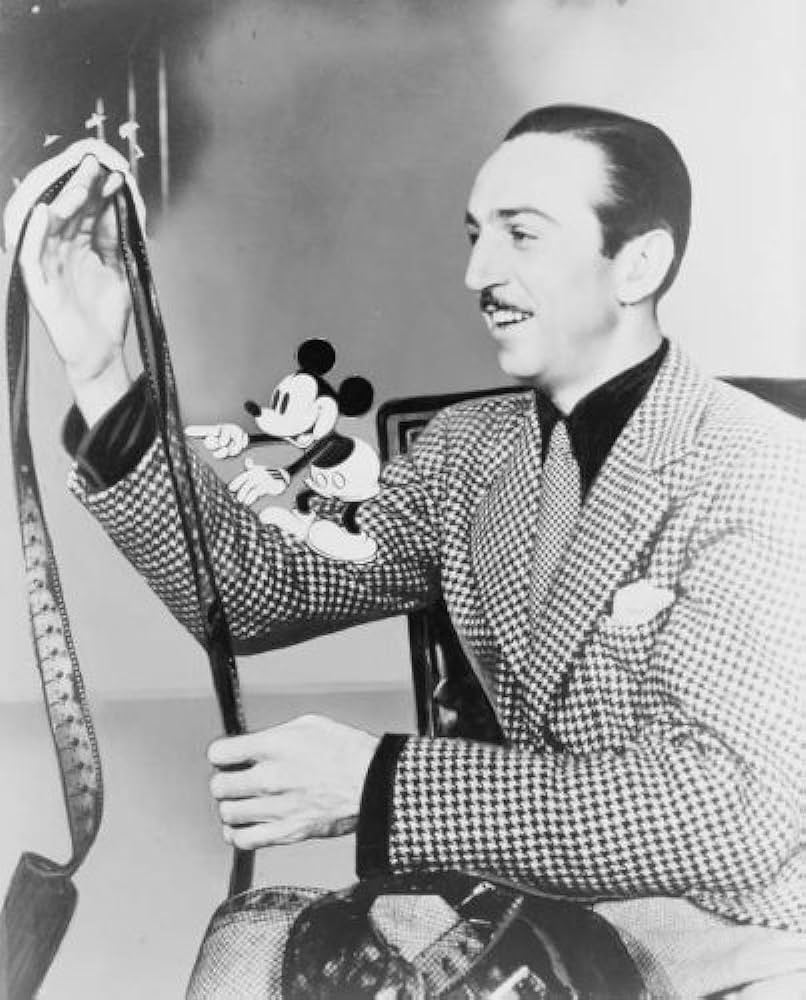
Walt Disney a Mickey Mouse

Zcela zvláštní pozici v americké i globální kultuře si vydobyl Walt Disney, který způsobil revoluci v dětském a kresleném filmu a vytvořil i vlastní obchodní impérium. Režiséry nejslavnějších hollywoodských blockbusterů byli Steven Spielberg (E.T., Čelisti) a George Lucas (Hvězdné války). Ron Howard proslul blockbustery podle knih Dana Browna, ale i ceněným životopisným snímkem Čistá duše. Westerny proslul John Ford. Specialistou na sci-fi byl Robert Zemeckis, na svém kontě má ale i ceněnou „kroniku Ameriky 2. poloviny 20. století“, snímek Forrest Gump. Komedie byli doménou George Cukora (Adamovo žebro) nebo Billyho Wildera (Někdo to rád horké), komediální klasiky mají na svém kontě i Woody Allen (Annie Hallová), Sydney Pollack (Tootsie) či William Wyler (Prázdniny v Římě). Velké mafiánské podívané proslavili Martina Scorseseho (Gangy New Yorku) a Francise Forda Coppolu (Kmotr). Akční film se pokusil na umění povýšit Quentin Tarantino (Pulp Fiction). Surrealistické inspirace ani v komerční produkci nezapřel originální Tim Burton (Batman, Karlík a továrna na čokoládu).
Symbolem uměleckého filmu jsou naopak tvůrci jako Orson Welles (Občan Kane), Stanley Kubrick (Mechanický pomeranč) nebo David Lynch (Modrý samet). Umělecké ambice měl i Elia Kazan (Na východ od ráje) či Sidney Lumet (Dvanáct rozhněvaných mužů). Politický aktivismus je hlavním motivem Olivera Stonea (Četa, JFK) nebo dokumentaristy Michaela Moorea. Silný politický akcent nesly již snímky průkopníka amerického filmu D. W. Griffitha (Zrození národa).

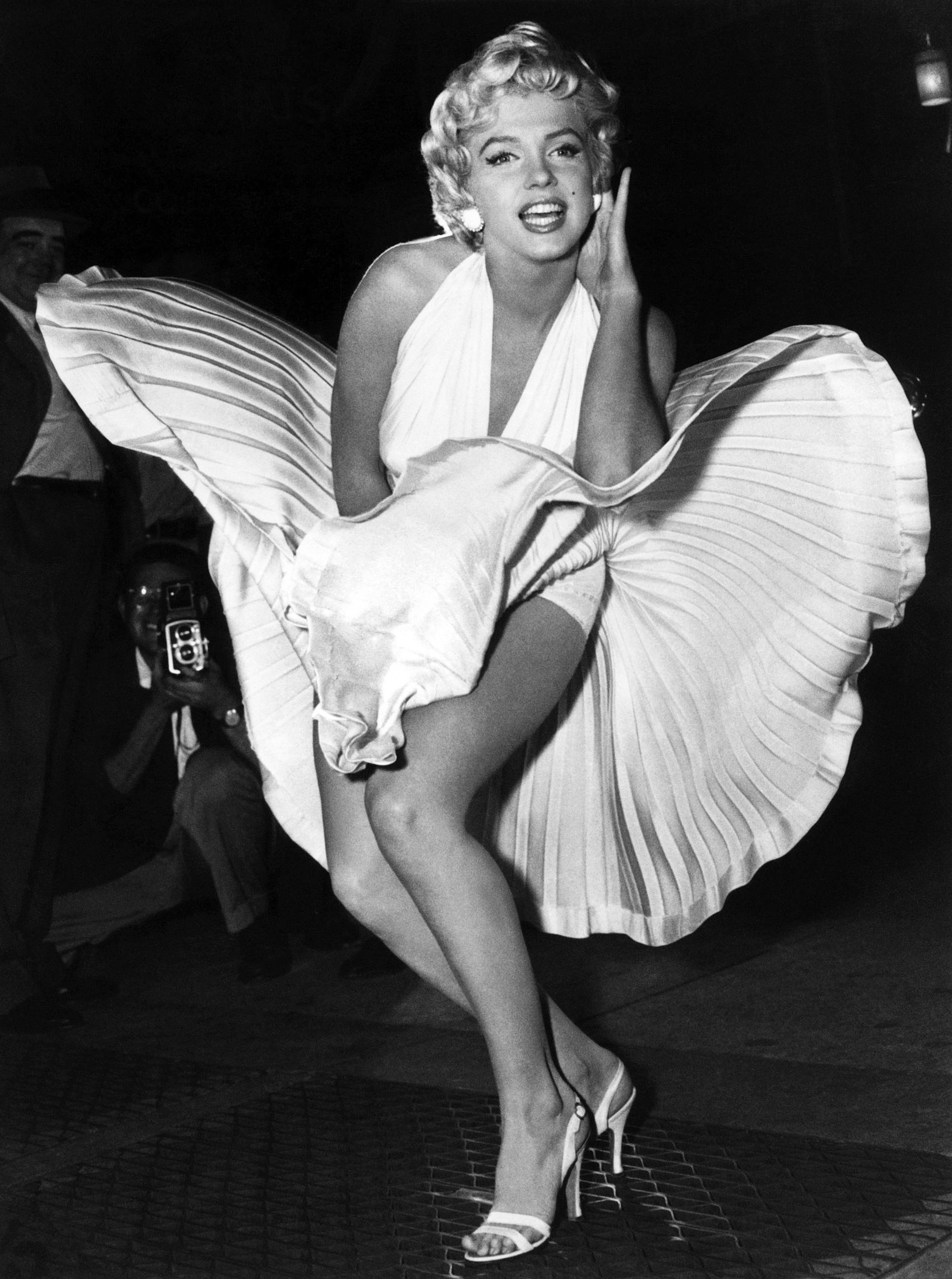
Marilyn Monroe

Hollywood produkuje i nesčetně hereckých filmových hvězd, které se stávají globálními celebritami. V éře klasického Hollywoodu (20.-50. léta 20. století) to byly mezi ženami Mary Pickfordová, Lillian Gishová, Němka Marlene Dietrichová, Joan Crawfordová, Grace Kellyová, Judy Garlandová, Marilyn Monroe, Elizabeth Taylorová, Katharine Hepburnová, Rita Hayworthová, Lauren Bacallová, belgicko-britská herečka Audrey Hepburnová či dětská hvězda Shirley Temple. Z mužů pak Buster Keaton, Angličan Charlie Chaplin, Harold Lloyd, John Wayne, Henry Fonda, Gregory Peck, Fred Astaire, Cary Grant, Humphrey Bogart, James Dean, Marlon Brando, Clark Gable, Bratři Marxové, Gary Cooper, Spencer Tracy, James Stewart nebo Charlton Heston.

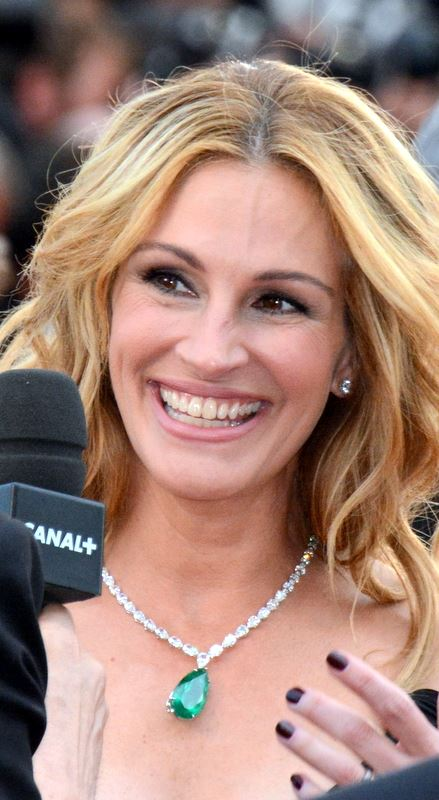
Julia Robertsová

Později to byly hvězdy jako Julia Robertsová, Sandra Bullocková, Meryl Streepová, Barbra Streisandová, Sigourney Weaver, Gwyneth Paltrowová, Julianne Moore, Whoopi Goldbergová, Cameron Diazová, Jennifer Anistonová, Jodie Fosterová, Angelina Jolie, Jennifer Lopezová, Robin Williams, Brad Pitt, Leonardo DiCaprio, Arnold Schwarzenegger, Bruce Lee, Johnny Depp, Robert Redford, Robert De Niro, Jim Carrey, Tom Cruise, Sylvester Stallone, Bruce Willis, Kevin Costner, Tom Hanks, Jack Nicholson, Clint Eastwood, Morgan Freeman, Will Smith, George Clooney, Eddie Murphy, Mel Gibson, Nicolas Cage, Harrison Ford, Paul Newman, John Travolta, Michael Douglas, Patrick Swayze, Richard Gere a mnozí jiní.
Americká Akademie filmového umění a věd každoročně uděluje cenu, které se všeobecně říká Oscar (oficiálně Cena Akademie – Academy Award). Velkou prestiž má také Zlatý glóbus (Golden Globe Award) udělovaný každý rok Asociací zahraničních novinářů v Hollywoodu.
Jako iluzionista celosvětově proslul David Copperfield.

### Média

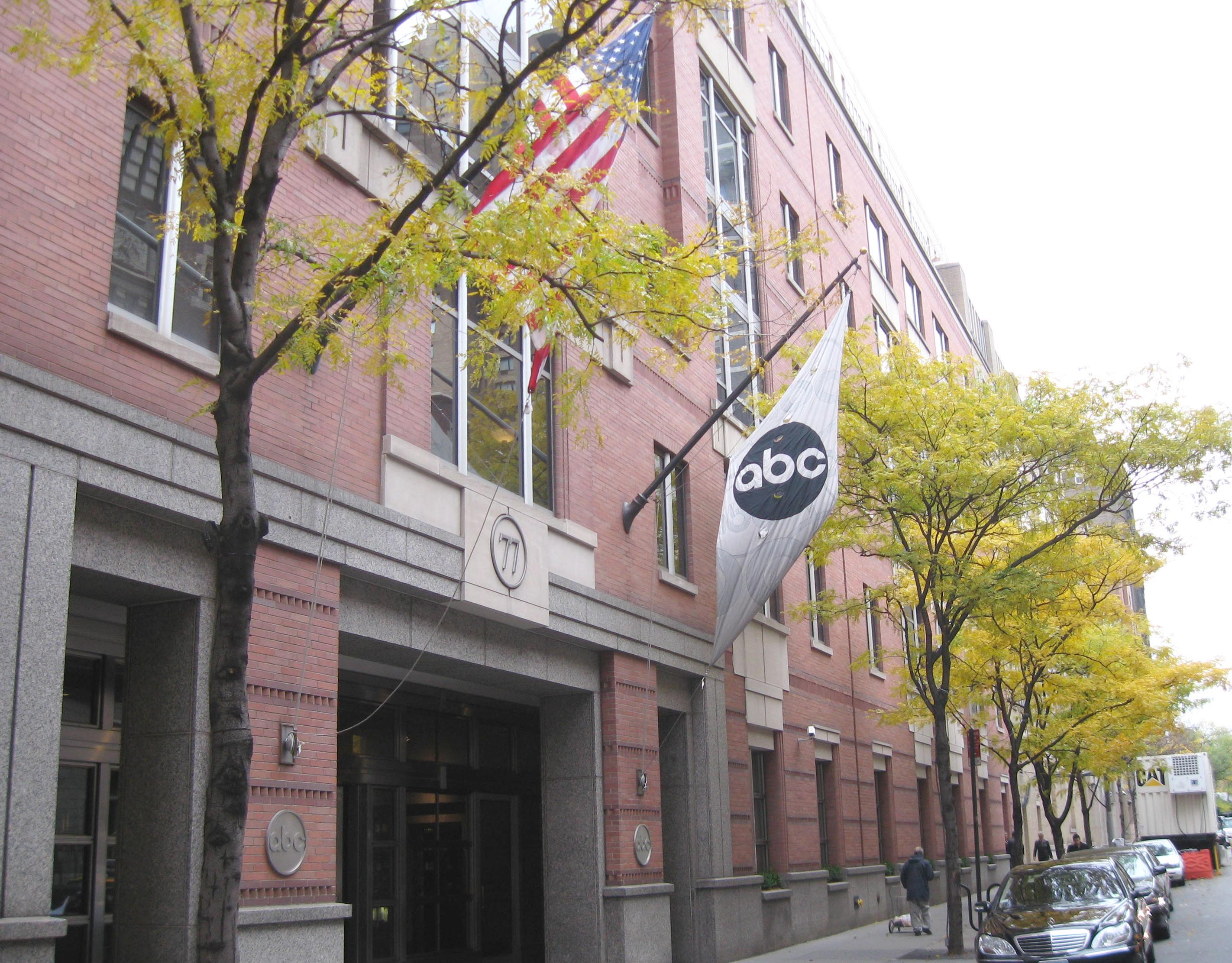
Sídlo ABC v New Yorku

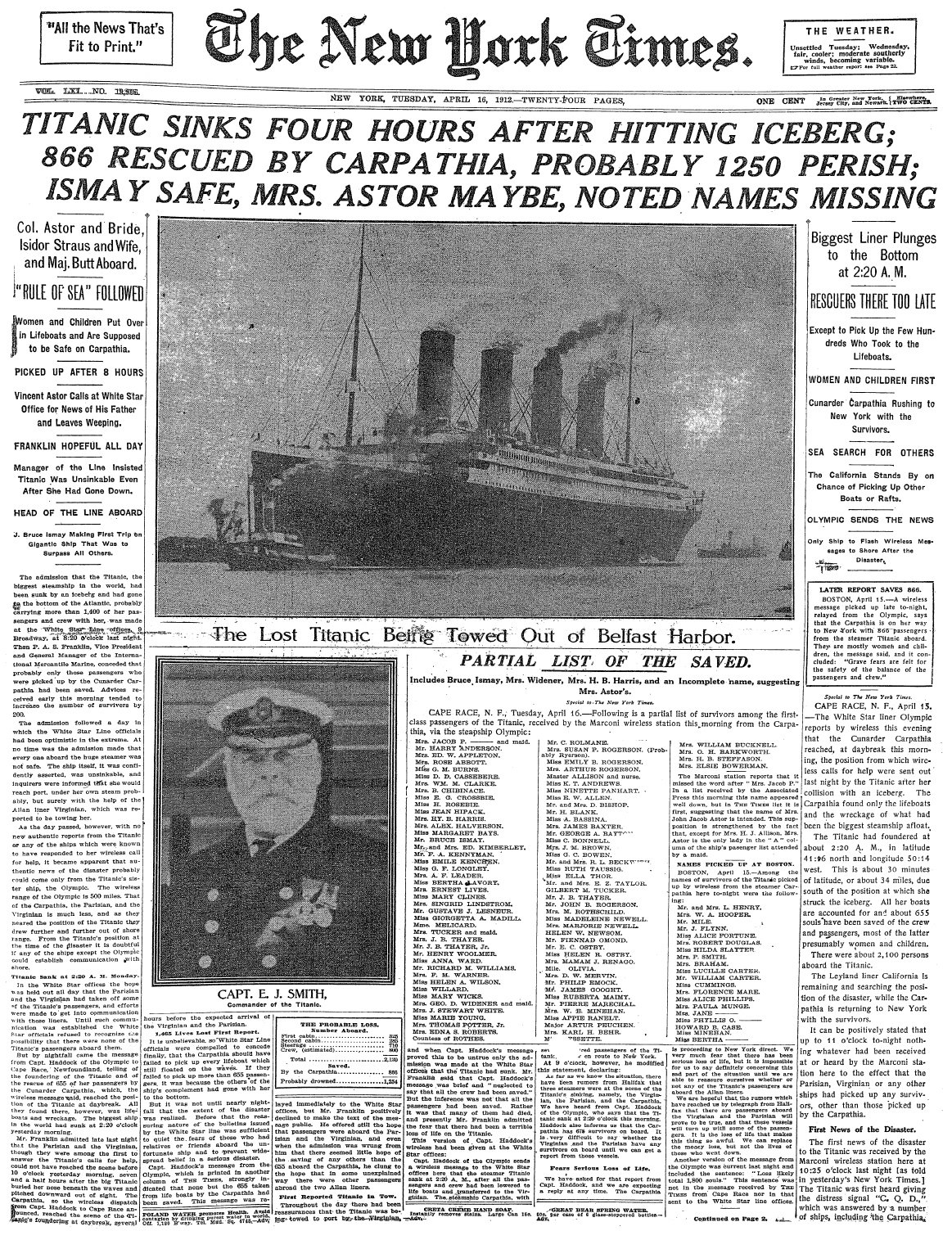
The New York Times

Mezi nejvýznamnější americká média patří tzv. velká trojka televizních společností – NBC, ABC a CBS, kterou doplňuje televizní síť Fox a televize The CW. Mnoho z televizních seriálů z dílny těchto stanic dosáhlo celosvětové proslulosti, zvláště v žánru sitcomu (Simpsonovi, Přátelé, Teorie velkého třesku, Jak jsem poznal vaši matku, Dva a půl chlapa, M*A*S*H). Stále větší úlohu hrají zpoplatněné televizní a internetové kanály jako HBO a Netflix, které po skromných začátcích vsadily na vlastní výpravnou produkci (Hra o trůny, Dům z karet aj.). Významné jsou také zpravodajská kabelová televizní společnost CNN a na ekonomické zpravodajství zaměřená televizní stanice Bloomberg.
K nejvýznamnějším novinám – i v celosvětovém měřítku – patří deník The New York Times mediálního konglomerátu Time Warner a také The Wall Street Journal, rovněž vydávaný v New Yorku. Dále lze jmenovat mj. The Washington Post, Chicago Tribune a Los Angeles Times. Značný význam je přisuzován také internetovým novinám The Huffington Post.
Mezi periodickými časopisy vynikají týdeníky Time a Newsweek. Pro Evropu, Latinskou Ameriku, Afriku a Blízký východ vychází Time Europe. Time Asia má sídlo v Hongkongu. Časopis Newsweek vychází od roku 2012 pouze na internetu. Existuje celá řada vědeckých a populárně-vědeckých časopisů, například National Geographic Magazine.

### Kuchyně

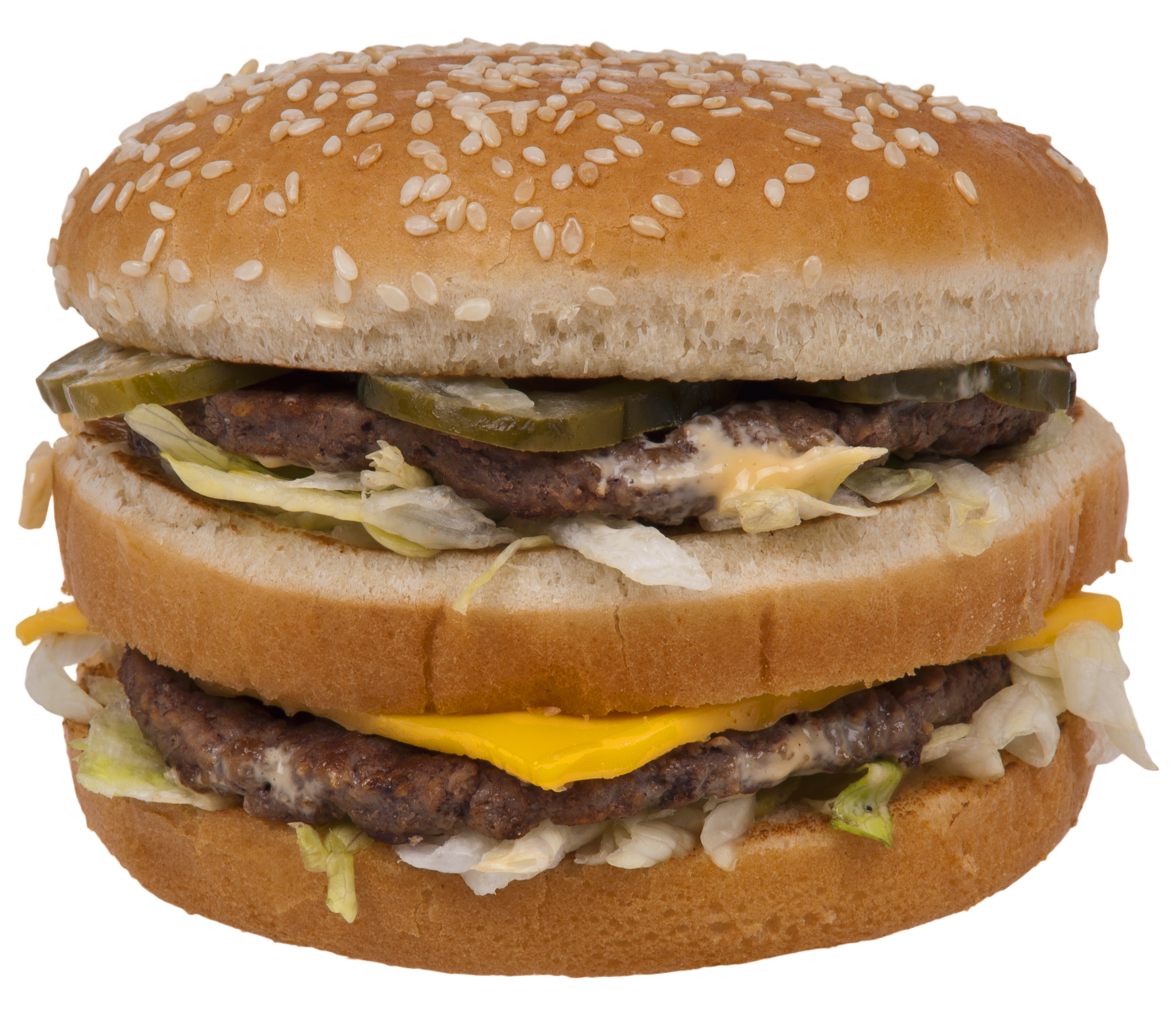
Hamburger

Na Den díkůvzdání většina Američanů jí tradiční jídla z dob osidlování, k nimž patří zejména pečený krocan, ale také sladké brambory či javorový sirup. Velkou roli v americké kultuře také hraje jablečný koláč (zvaný často americký koláč – american pie) či hovězí steak. Ve 20. století si Američané oblíbili hamburgery a hot dogy. Ve druhé polovině 20. století se nedílnou součástí americké kultury staly fast food restaurace jako McDonald's, KFC či Burger King. Obliba rychlého občerstvení je však i předmětem veřejné kritiky. Podílela se na tom, že během osmdesátých a devadesátých let 20. století se příjem kalorií Američanů zvýšil o 24% a bývá spojována s epidemií obezity. 

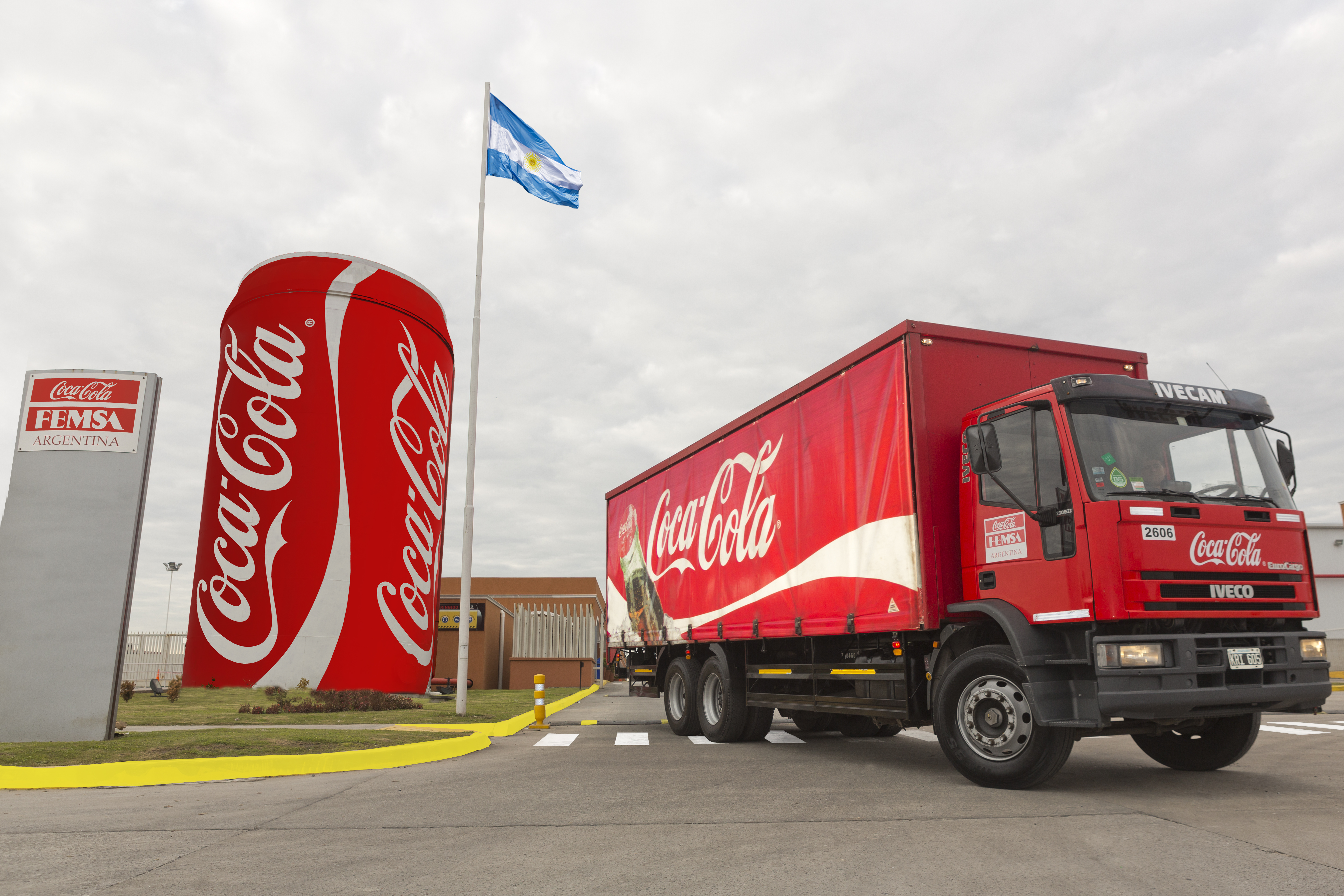
Coca-Cola je americký symbol

Významnou je v USA spotřeba kávy, kavárenský řetězec Starbucks je největší na světě. Ještě slavnější se stala kofeinová limonáda Coca-Cola. Ze sladkostí jsou oblíbené lívance polévané sirupem, donut (americká verze koblihy s dírou uprostřed), sušenky cookies, dortíky muffiny, moučník brownie či tvarohový dort cheesecake. Velký vliv na americkou gastronomii měly pochopitelně i vlny přistěhovalců, Italové sebou přivezli oblibu pizzy, přistěhovalci z jihu pak jídel jako burrito či tacos a velkou oblibu si získalo i jídlo čínské či thajské. K nejznámějším regionálním variantám americké kuchyně patří jižanský Tex-Mex, kde nejtypičtějším pokrmem je chili con carne. Klasickými surovinami jsou fazole, čedar, hovězí a kukuřičná mouka na tortilly.
Specifickou, byť mladou, tradicí amerického stravování je tzv. brunch, dopolední jídlo mezi časem snídaně a oběda. Na brunch chodí Američané zejména o víkendech. Ve většině restaurací není považováno za slušné sednout si rovnou ke stolu, na uvedení ke stolu je nutno počkat. Typické pro americké restaurace rovněž je, že obsluha je placena výhradně ze spropitného, proto je považováno za obzvláště neslušné dýško nedat. Očekávanou jeho výší je 15-20 procent ceny jídla.

## Věda

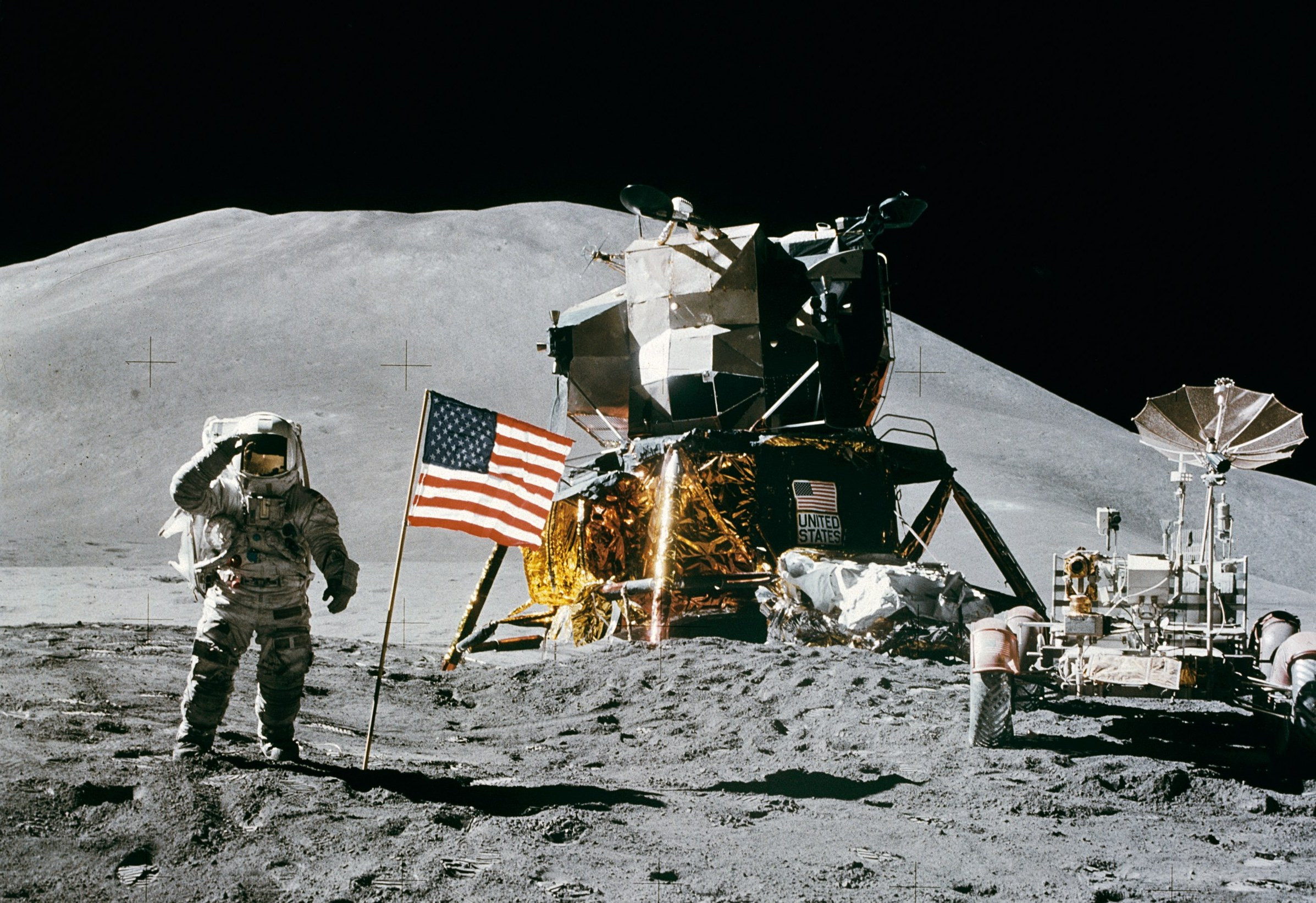
Američané na Měsíci

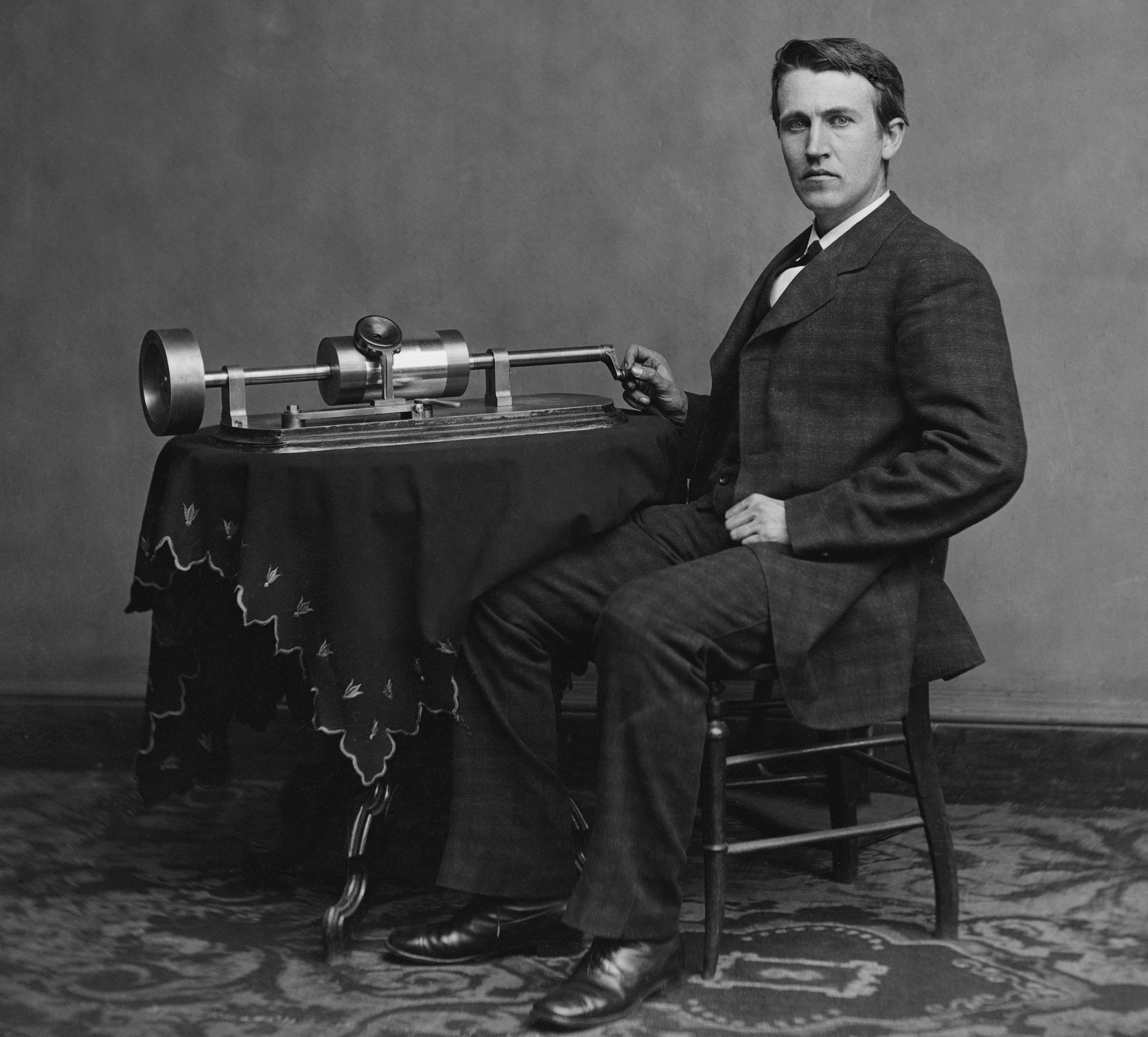
Thomas Alva Edison a jeho fonograf

Jakýmsi praotcem americké vědy byl všestranný učenec Benjamin Franklin. Americká věda byla dlouho ve stínu evropské, od konce 19. století se však začala prudce rozvíjet. Symbolem této éry byli vynálezci jako Samuel F. B. Morse (elektrický telegraf) a Thomas Alva Edison (fonograf), nebo Bratři Wrightové, tvůrci prvního letadla těžšího než vzduch. Obrovskou posilou se stala vlna vědeckých emigrantů ve 30. letech 20. století, kteří z Evropy prchali před nacismem. Patřili k nim i lidé jako Albert Einstein, Albert Abraham Michelson, Enrico Fermi nebo John von Neumann, kteří americkou vědu rychle vytáhli na špičkovou úroveň, podporováni ekonomickou silou Ameriky. Symbolem této nové síly se stal Projekt Manhattan (řízený Robertem Oppenheimerem), který dal Spojeným státům jako první zemi na světě atomovou bombu, Program Apollo, který Američany roku 1969 přivedl jako první na Měsíc (v osobě Neila Armstronga), či masivní rozvoj elektroniky, počítačů a digitálních technologií, jehož symbolem se stalo Silicon Valley, proslulé kalifornské centrum inovací, či Arpanet, předchůdce internetu, který byl původně vyvinut pro americkou armádu. Většina pilířů internetu – vyhledávač Google, největší sociální síť Facebook, nebo internetová encyklopedie Wikipedie – vznikla ve Spojených státech.

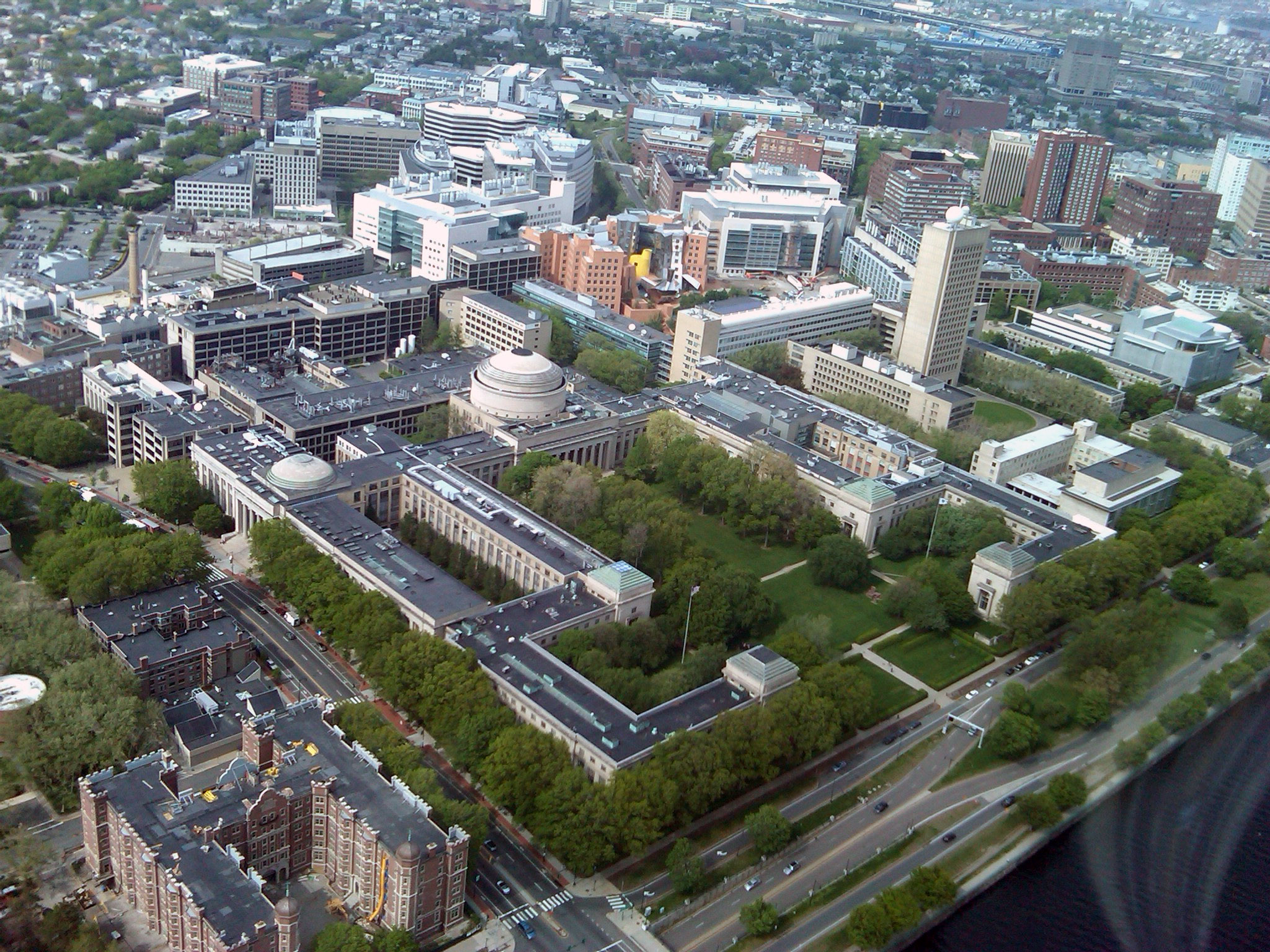
Massachusettský technologický institut již delší čas drží status nejkvalitnější vysoké školy na světě

Pýchou americké vědy je rovněž síť univerzit, z nichž některé patří k nejprestižnějším na světě. Například podle žebříčků kvality univerzit QS World University Ranking 2019 je mezi prvními dvaceti nejlepšími univerzitami světa jedenáct amerických: Massachusettský technologický institut, Stanfordova univerzita, Harvardova univerzita, Kalifornský technologický institut, Chicagská univerzita, Princetonská univerzita, Cornellova univerzita, Yaleova univerzita, Kolumbijská univerzita, Pensylvánská univerzita a Michiganská univerzita. Harvard drží rekord v počtu laureátů Nobelových cen, s velkým náskokem před britskou Cambridge. Prvním rodilým Američanem, který získal Nobelovu cenu za vědu byl chemik Theodore William Richards (1914). Linus Pauling obdržel Nobelovu cenu za chemii i Nobelovu cenu míru. John Bardeen je jediným vědcem, který získal Nobelovu cenu ve svém oboru dvakrát. Jedna z nich byla za průlomový objev transistoru. Jeden z klíčových objevů fyziky 20. století, že elektromagnetické záření má jak vlnovou, tak částicovou povahu, má na svém kontě Arthur Holly Compton. K ikonám americké vědy patří též vynálezce cyklotronu Ernest Lawrence, objevitel vakcíny proti dětské obrně Jonas Salk, známý popularizátor vědy Richard Feynman, spoluobjevitel DNA James Dewey Watson, vynálezce počítačové myši Douglas Engelbart či astronomové Edwin Hubble a Carl Sagan. Matematik Norbert Wiener založil kybernetiku. K nejslavnějším americkým informatikům patří Donald Knuth, tvůrci programovacího jazyka C Ken Thompson a Dennis Ritchie, nebo „otec internetu“ Vint Cerf, který vytvořil komunikační protokol TCP/IP, na kterém je celosvětová síť vystavěna.

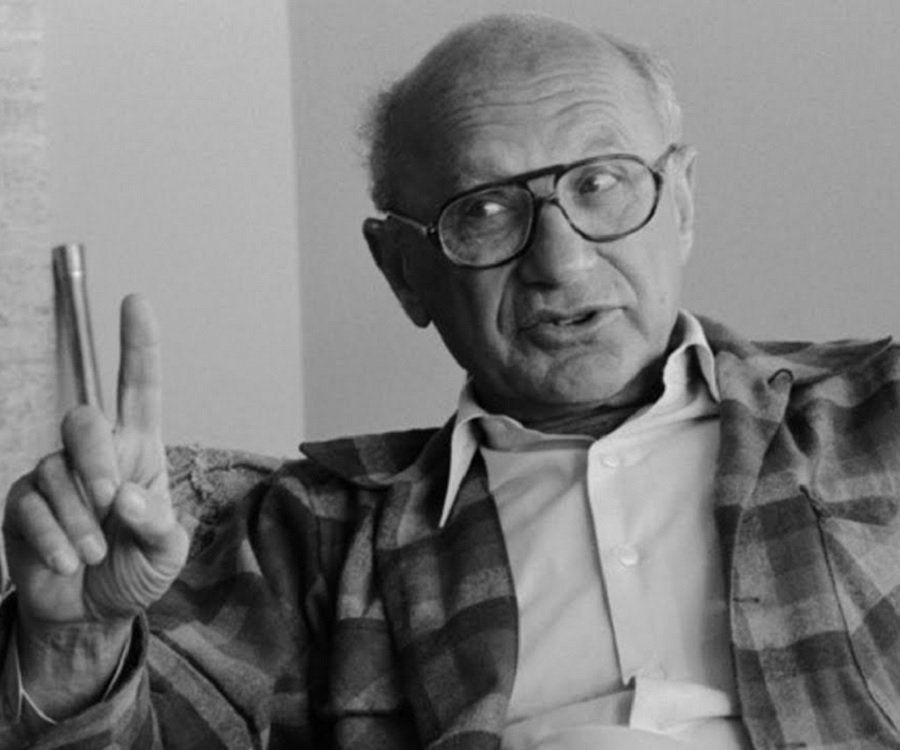
Milton Friedman

Pilíře americké filozofie a sociálních věd stavěli Henry David Thoreau či William James, Charles Sanders Peirce a John Dewey, nejvýznamnější představitelé amerického pragmatismu, prvního ryze amerického filozofického směru, který hluboce ovlivnil celou americkou společnost. Velmi vlivnými autory 20. století se staly psychologové Erich Fromm, Abraham Maslow, Carl Rogers, John Watson, Edward Thorndike či nejcitovanější psycholog 20. století Burrhus Frederic Skinner, sociologové Erving Goffman a Talcott Parsons, filozof vědy Thomas Kuhn, genderová teoretička Judith Butlerová, političtí filozofové John Rawls, Samuel Huntington (autor slavného Střetu civilizací) a Francis Fukuyama (autor neméně slavného eseje Konec dějin a poslední člověk), filozof jazyka Hilary Putnam, zakladatel sexuologie Alfred Kinsey, antropologové Margaret Meadová a Clifford Geertz či lingvista Noam Chomsky. Zcela mimořádné postavení mají Američané v ekonomii. Od začátku udílení Nobelových cen za ekonomii v roce 1969 do roku 2018 bylo jen třináct ročníků, kdy cenu nepřebíral některý z Američanů. Největší vliv na společnost měli z mnoha laureátů otec neoliberalismu Milton Friedman, klíčoví představitelé neokeynesyánského směru Joseph Stiglitz a Paul Krugman, představitel teorie her John Forbes Nash, jehož proslavil film Čistá duše, a který nesl při bádání břímě paranoidní psychózy, nebo Paul Samuelson, z jehož učebnice se již mnoho let učí tisíce studentů ekonomie po celém světě. O obohacení ekonomie analýzou netržního chování usiloval Gary Stanley Becker. S psychologií se snažil ekonomii propojit Herbert A. Simon. Také jediná žena, která Nobelovu cenu za ekonomii získala, je Američanka: Elinor Ostromová.

## Státní svátky v roce 2024

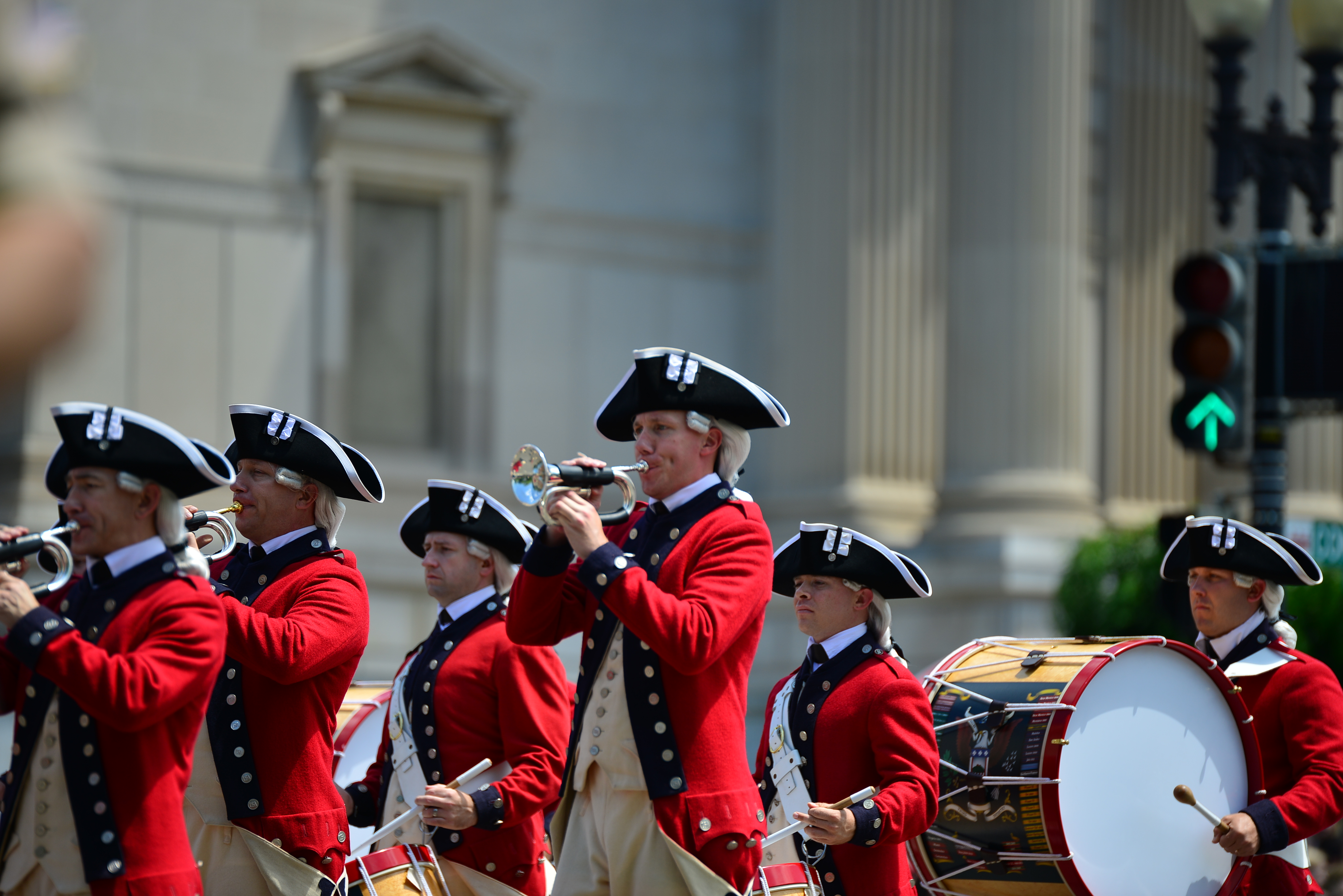
Oslavy Dne nezávislosti ve Washingtonu

| Datum 2023    | Český název               | Anglický název              | Poznámka                  |
| ------------- | ------------------------- | --------------------------- | ------------------------- |
| 1. ledna      | Nový rok                  | New Year's Day              |                           |
| 15. ledna     | Den Martina Luthera Kinga | Martin Luther King, Jr. Day | 3. pondělí v lednu        |
| 19. února     | Den prezidentů            | Presidents' Day             | 3. pondělí v únoru        |
| 27. května    | Den obětí války           | Memorial Day                | poslední pondělí v květnu |
| 4. července   | Den nezávislosti          | Independence Day            |                           |
| 2. září       | Den práce                 | Labor Day                   | 1. pondělí v září         |
| 14. října     | Den Kryštofa Kolumba      | Columbus Day                | 2. pondělí v říjnu        |
| 11. listopadu | Den válečných veteránů    | Veterans Day                |                           |
| 28. listopadu | Den díkůvzdání            | Thanksgiving Day            | 4. čtvrtek v listopadu    |
| 25. prosince  | Vánoce                    | Christmas                   |                           |